# Dachau

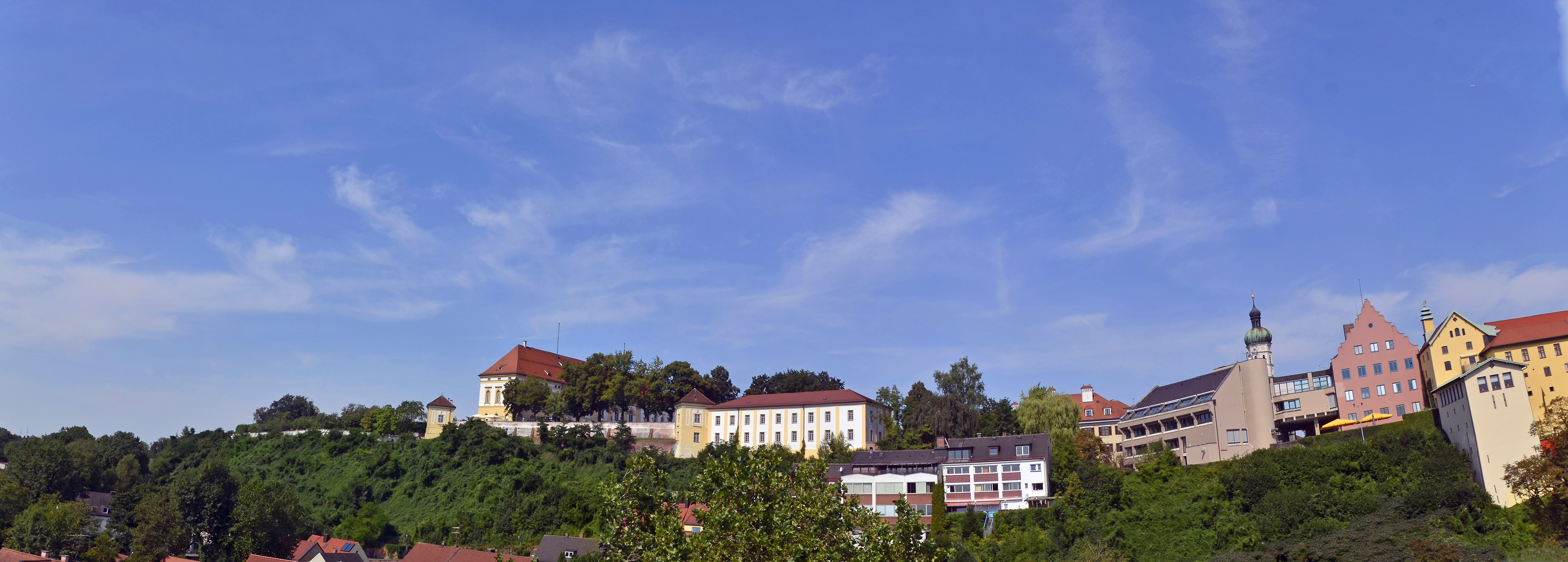
Schlossberg mit Schloss und Rathaus

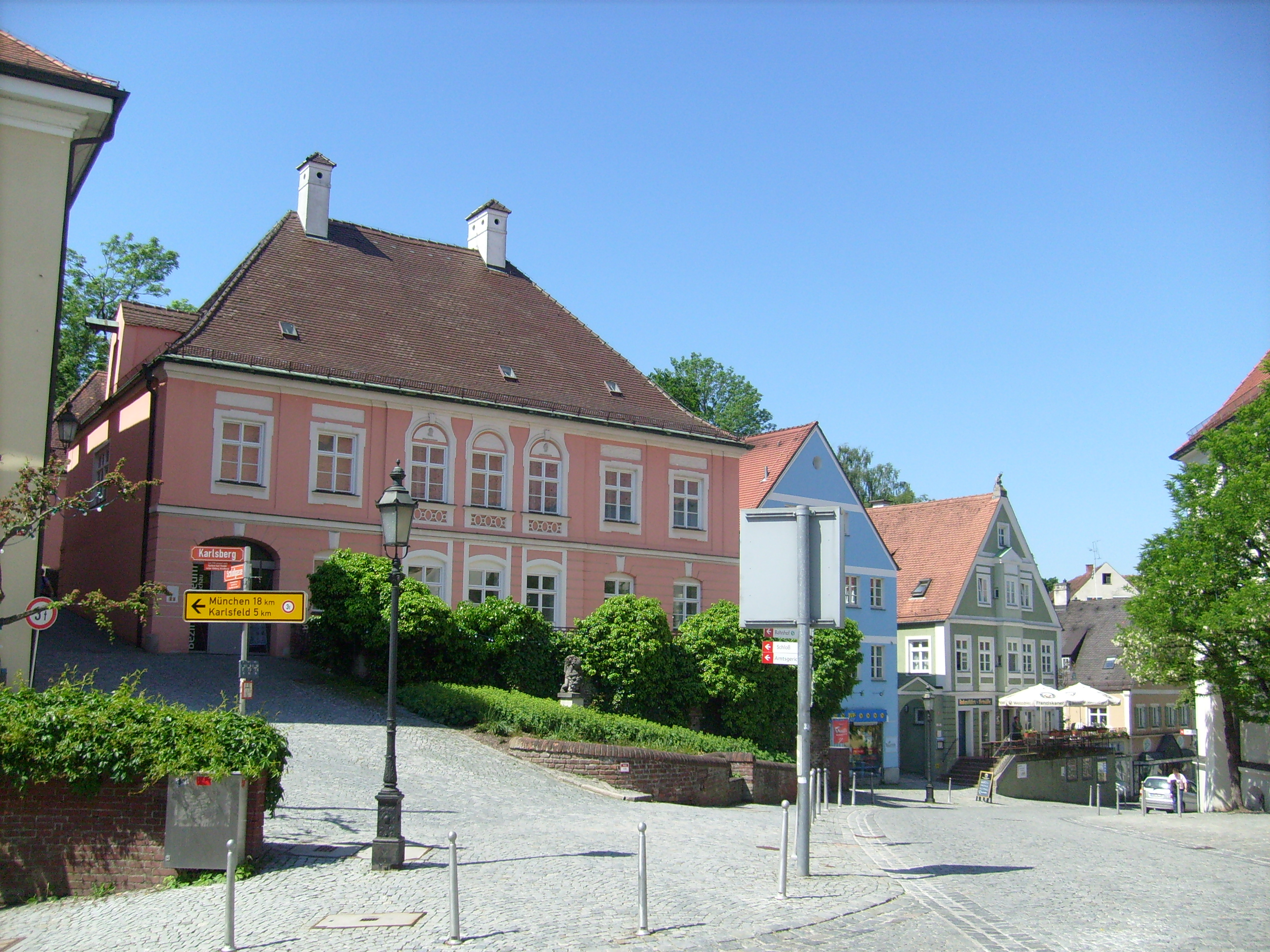
Dachauer Altstadt mit dem Bezirksmuseum Dachau (im Bild Mitte links)

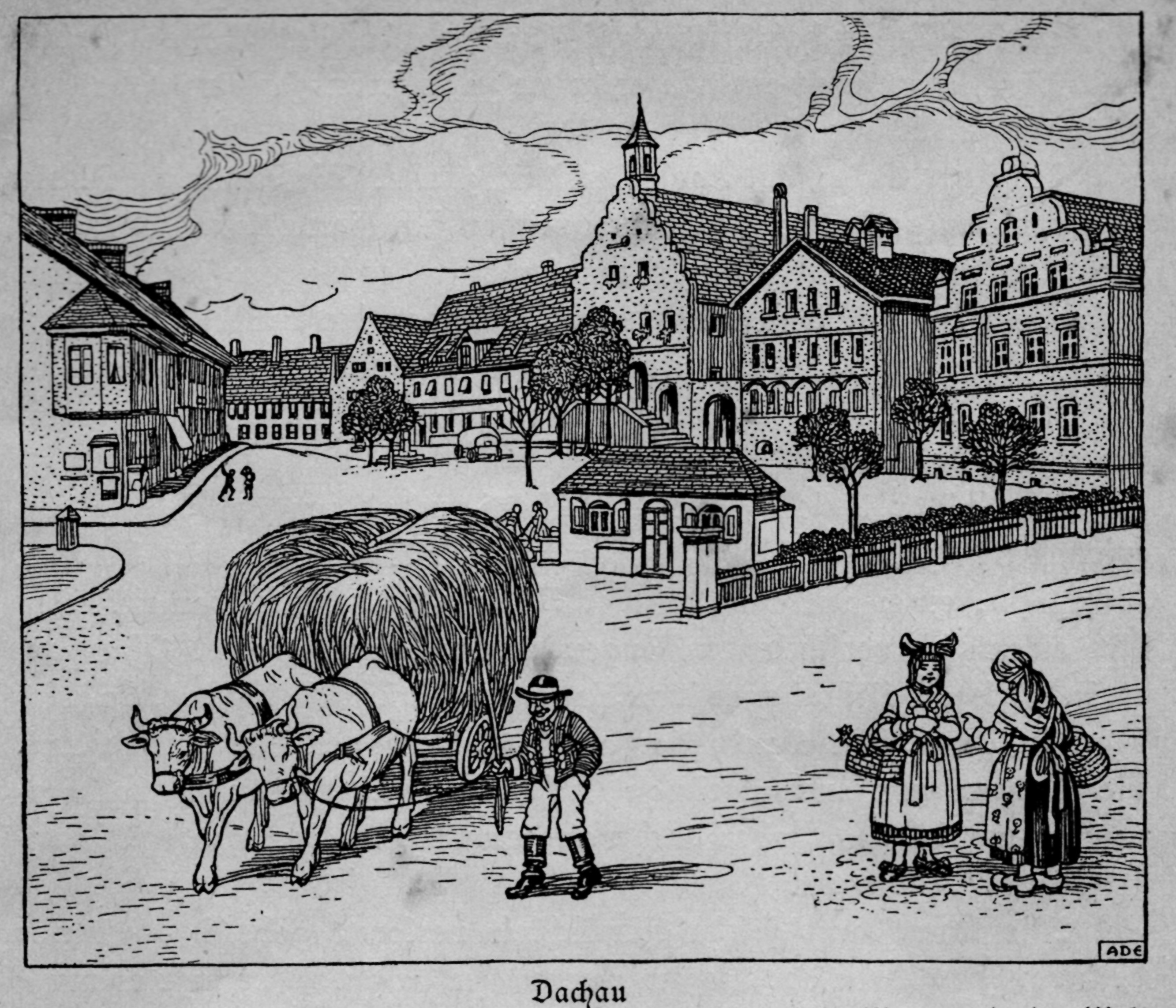
Dachauer Altstadt, Quelle: Bayernheft, Nr. 41, S. 1

Dachau ist eine Große Kreisstadt im gleichnamigen oberbayerischen Landkreis und liegt nordwestlich von München in der Metropolregion München.

## Geografie

### Geografische Lage und Landschaft

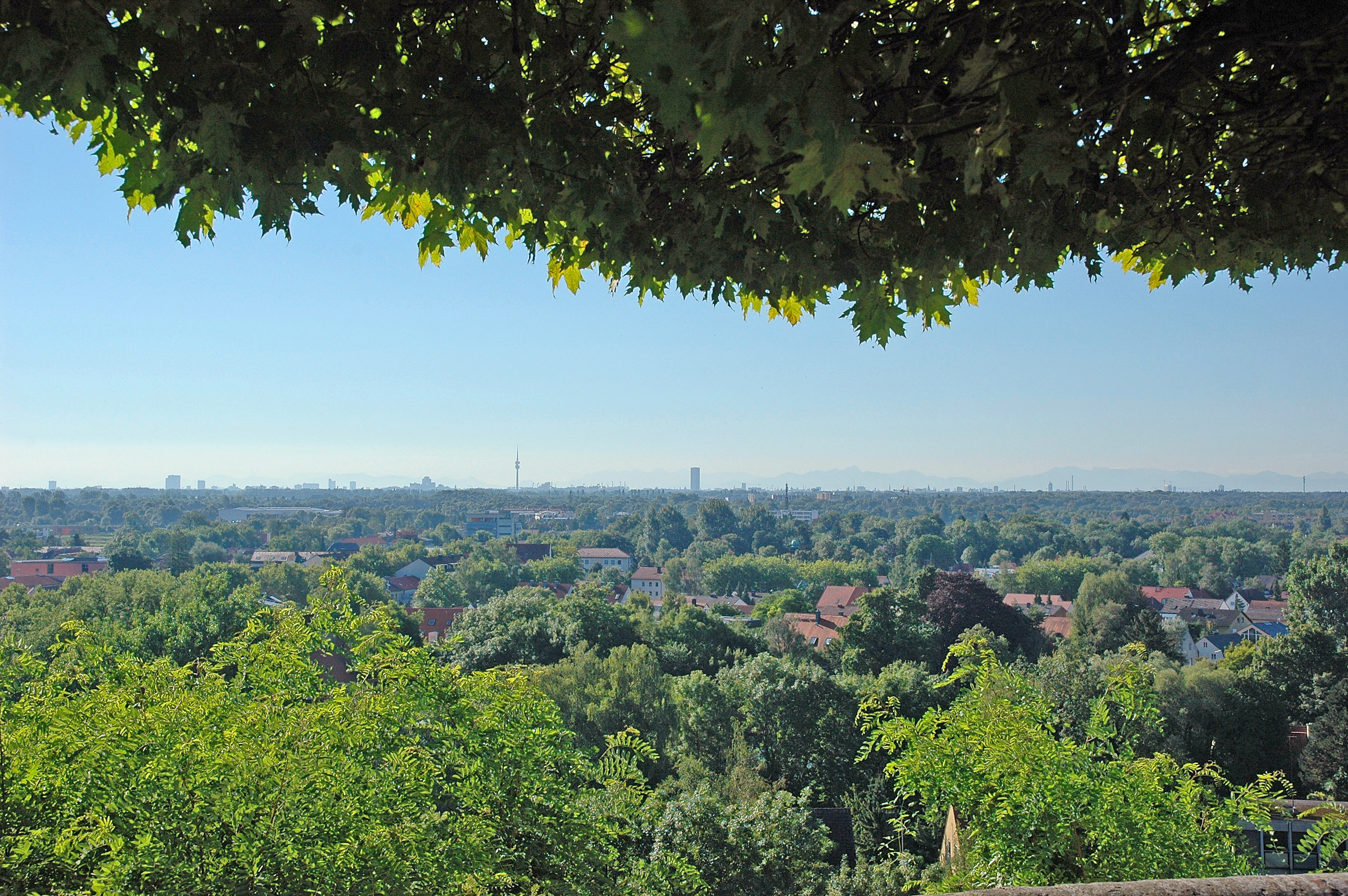
Blick von der Schlossterrasse nach Süd-Ost auf Dachau, die Schotterebene, München und die Alpenkette

Die Stadt liegt nordwestlich von München an der Amper an der Nahtstelle zwischen der Münchner Schotterebene, in der das Dachauer Moos liegt, und dem nördlich angrenzenden tertiären Donau-Isar-Hügelland.

### Topografie
Der höchste Punkt innerhalb der Stadtgrenzen ist der Schlossberg (518 m ü. NHN), der niedrigste Punkt liegt nahe dem Gemeindeteil Prittlbach an der Grenze zur Gemeinde Hebertshausen (472 m ü. NHN).

### Natur
Zur sehenswerten Natur in Dachau zählen das Dachauer Moos, der Schlossberg mit Hofgarten und Park und entlang der Amper seit 2001 ein Fauna-, Flora-, Habitat (FFH-) und Vogelschutzgebiet. Hier leben auch seltene Tier- und Pflanzenarten. Im Süden liegt der Stadtwald mit einem Landschaftssee für Brutvögel. Im Stadtwald existiert ein 2,75 km langer „Trimm-Dich-Pfad“. Durch die reizvolle Landschaft entlang der Amper führt der vom ADFC mit 4-Sternen zertifizierte Ammer-Amper-Radweg, der die Ammerquelle mit Moosburg an der Isar verbindet. In der Stadt Dachau stehen 30 Naturdenkmäler: die 100-jährige Stadtlinden (im Jahre 1907 als 10-jähriger Baum gepflanzt) am Widerstandsplatz und der Gottesackerstraße etwa, die Rotbuchen am Wasserturm und dem Rotkreuzheim, die Lindenallee an der Scheierlwiese, die Kastanien am Bahnhof und im Wirtsgarten des „Stadtkellers“ oder die Pappel an der Amperbrücke. Die Würm-Reschenbach-Aue wurde von der Stadt renaturiert.

### Aussichtspunkte
Beliebte Aussichtspunkte sind die Terrasse des Hofgarten und die Terrasse am Rathaus mit einem weiten Blick über die Schotterebene, München und, besonders bei Föhn, auf die Alpenkette. Einen schönen Ausblick auf das Dachauer Land, Dachau, Schloss und die Altstadt findet man nördlich von Steinkirchen unterhalb des Hohen Berges am östlichen „Hafnerloch“ in einem Eichen- und Buchenhain. Die Freilichtmaler der Künstlerkolonie Dachau liebten diesen Blick: von der sogenannten „Lange Gasse“, einem Feldweg in Etzenhausen im Nordwesten Dachaus über Steinkirchen auf die historische Dachauer Altstadt. Von der Thomawiese, am westlichen Fuß der Altstadt, aus erfasst man die typische Dachauer Stadtsilhouette mit einem Blick. Vom Dachauer Schloss über neues und altes Rathaus, dahinter erhebt sich der Turm der St. Jakobskirche.

### Nachbargemeinden
Anrainergemeinden sind:
| Schwabhausen | Röhrmoos  | Hebertshausen                       |
| Bergkirchen  | Kompass   | Oberschleißheim (Landkreis München) |
|              | Karlsfeld |                                     |

### Gewässer

#### Fließgewässer und Kanäle

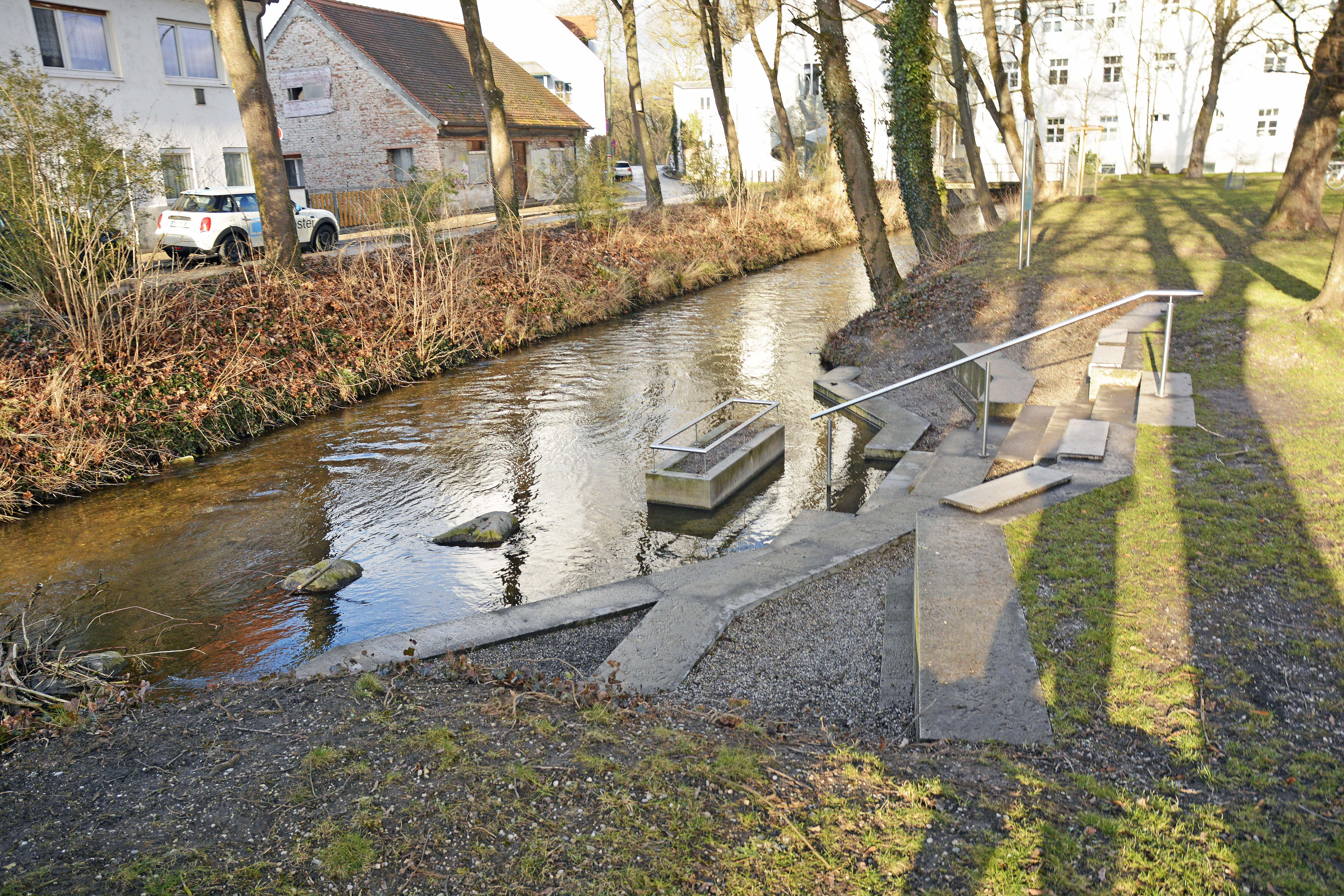
Wassertretanlage im Moorbad-Park am Holzgartenkanal

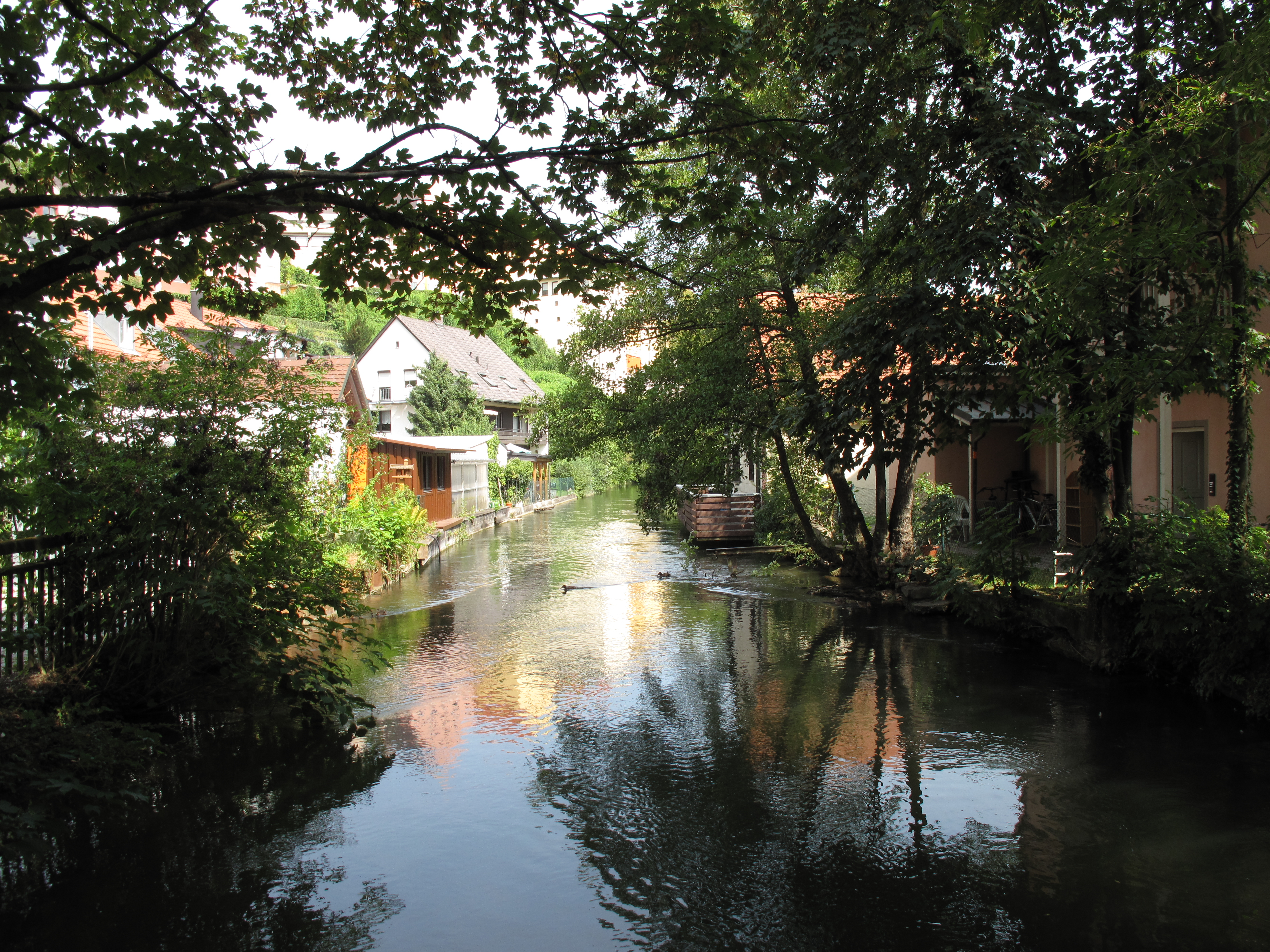
Der Mühlbach in Dachau

Dachau liegt in einer Grenzlandschaft. Die flache Münchner Schotterebene mit dem Dachauer Moos stößt hier an den Rand des Tertiären Hügellandes. An der Nahtstelle zwischen beiden Landschaftsformen erstreckt sich die Amper mit ihren flachen Auen.
Die Amper strömt von Westen kommend südlich der Altstadt vorbei, ändert ihren Lauf ab der ehemaligen Papierfabrik in Richtung Nordost und tritt bei Prittlbach kurz hinter der Würmmühle in die Gemeinde Hebertshausen über.
Zahlreiche Bäche durchziehen die Stadt und münden hier in die Amper: Aus dem Hügelland kommen Prittlbach und Webelsbach. Aus dem Moos fließen Ascherbach, Gröbenbach, Forellenbach, Reschenbach, Saubach, Kalterbach und die Würm, die den Starnberger See entwässert, der Amper zu.
Von Westen kommend mündet die Maisach bei Mitterndorf in die Amper. Der Fluss entspringt im Landkreis Fürstenfeldbruck bei Moorenweis und grenzt über weite Strecken das tertiäre Hügelland von der Ebene ab, die sich südlich Richtung Amper ausbreitet.
Von Karlsfeld kommend durchquert die Würm Dachau-Ost und streift die KZ-Gedenkstätte Dachau. Einige hundert Meter hinter der Würmmühle mündet sie kurz vor der Gemeindegrenze zu Hebertshausen in die Amper.
Der Gröbenbach, der seinen Ursprung bei Germering hat, fließt von Dachau-Süd kommend durch das Stadtgebiet und mündet östlich der Martin-Huber-Straße vor der Bahnlinie in die Amper.
Der Ascherbach mündet in Höhe der Festwiese in die Amper. Er kommt aus dem Graßlfinger Moos bei Gröbenzell, Landkreis Fürstenfeldbruck. Dort befand sich ein Moorbad, welches 1878 von Andreas Deger eingerichtet wurde. Heute befindet sich dort ein Kneippnaturbad.
Der Mühlbach ist ein künstlicher Bach, der ab dem Stromkraftwerk von der Amper abgezweigt wird, parallel zu dieser verläuft und nach der ehemaligen Papierfabrik wieder in selbige mündet. Der Name leitet sich von den in der Vergangenheit häufigen Mühlen ab, die sich das Gefälle zwischen dem Mühlbach und der Amper zu Nutzen gemacht haben. In früheren Zeiten diente er als Badefluss, der Trinkwasserversorgung des Schlosses, den Mühlen und vor allem der Papierfabrik mit ihrem hohen Wasserverbrauch. Westlich der Festwiese ist noch ein Kanal (Lodererbach) vorhanden.
Auf dem Stadtgebiet sind noch Teile des Dachau-Schleißheimer Kanals vorhanden. Dieser Kanal wurde als Teil des Nordmünchner Kanalsystems, zu dem auch der Nymphenburger Kanal gehört, Ende des 17. Jahrhunderts angelegt. Der Kanal wurde als Transportweg zwischen Dachau und dem Schloss Schleißheim genutzt. Das durch den Abriss der drei Flügel des Dachauer Schlosses gewonnene Baumaterial wurde auf diesem Wege nach Schleißheim transportiert. Durch Verwilderung und bewusste Bepflanzung durch die Stadt ist der Kanal nur noch zwischen der Frühlingsstraße und dem Pollnbach als solcher erkennbar. Nach der Stadtgrenze ist der Kanal wieder bis Schloss Schleißheim vorhanden.

#### Seen
Auf dem Stadtgebiet befindet sich ein Badesee, der Stadtweiher, in Dachau Süd.

## Klima
Das Klima ist mild sowie allgemein warm und gemäßigt. „Cfb“ lautet die Köppen-Geiger-Klassifikation. Die Temperatur liegt in Dachau im Jahresdurchschnitt bei 8,1 °C. Jährlich fallen etwa 886 mm Niederschlag.
Es gibt das ganze Jahr über deutliche Niederschläge in Dachau. Selbst der trockenste Monat Februar weist mit durchschnittlich 48 mm noch hohe Niederschlagsmengen auf. Im Vergleich zum niederschlagsreichsten Monat Juni, mit durchschnittlich 118 mm Niederschlagsmenge, liegt die Differenz bei 70 mm.
Die durchschnittlichen Temperaturen schwanken im Jahresverlauf um 19,1 °C zwischen dem wärmsten Monat Juli und dem kältesten Januar. Im Juli werden durchschnittliche Temperaturen von 17,5 °C erreicht. Im Januar liegt die durchschnittliche Temperatur bei −1,6 °C.

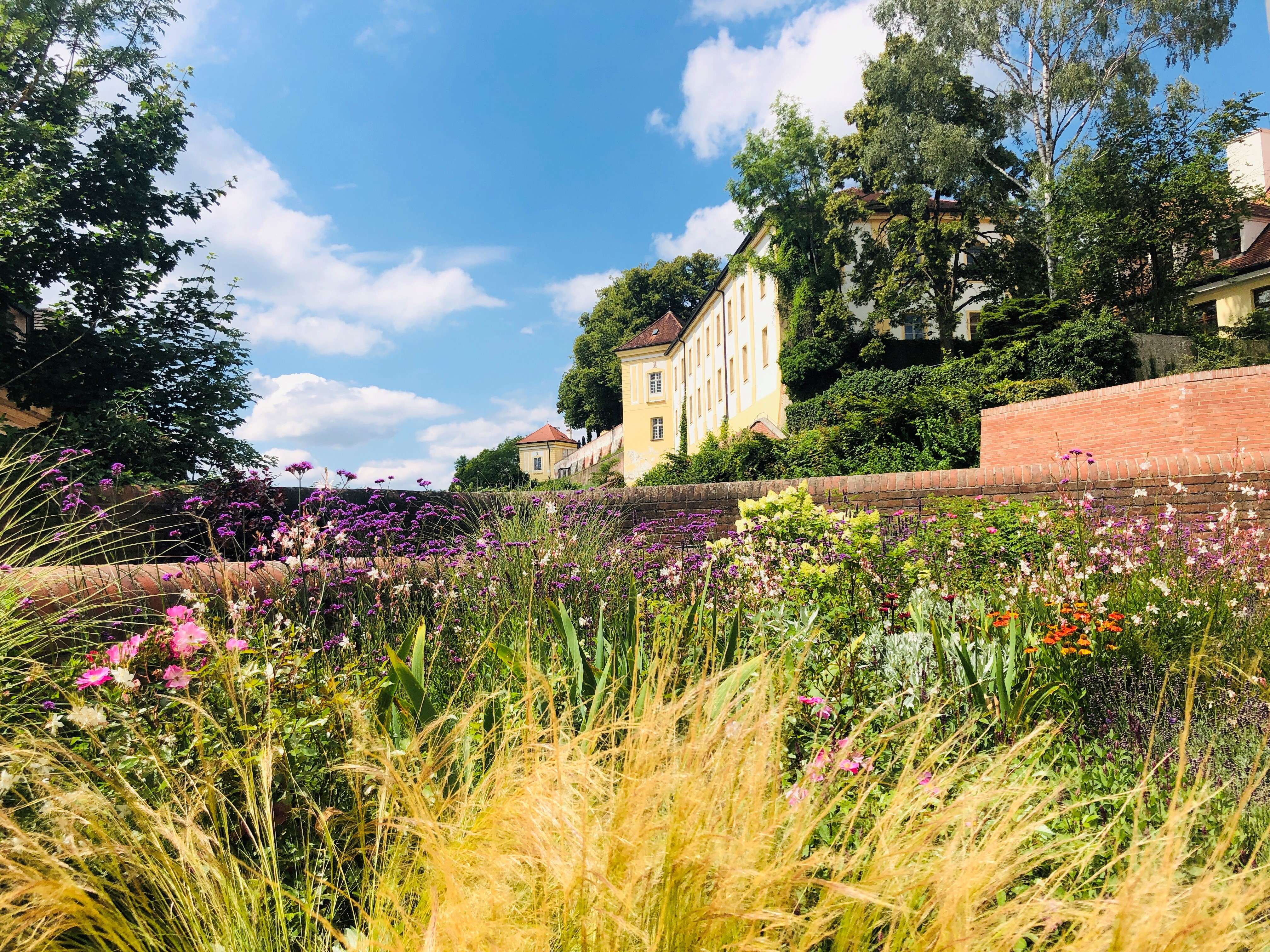
Blick auf Schloss Dachau

|                        | Jan  | Feb  | Mär  | Apr  | Mai  | Jun   | Jul   | Aug   | Sep  | Okt  | Nov  | Dez  |   |      |
| Mittl. Temperatur (°C) | −1,6 | −0,3 | 3,7  | 7,8  | 12,3 | 15,7  | 17,5  | 16,8  | 13,8 | 8,6  | 3,4  | −0,3 | ⌀ | 8,2  |
| Mittl. Tagesmax. (°C)  | 1,4  | 3,3  | 8,0  | 12,9 | 17,6 | 20,9  | 22,8  | 22,1  | 18,9 | 13,1 | 6,5  | 2,5  | ⌀ | 12,5 |
| Mittl. Tagesmin. (°C)  | −4,6 | −3,8 | −0,6 | 2,8  | 7,0  | 10,5  | 12,2  | 11,5  | 8,7  | 4,2  | 0,3  | −3,1 | ⌀ | 3,8  |
|                        |      |      |      |      |      |       |       |       |      |      |      |      |   |      |
| Niederschlag (mm)      | 51,0 | 48,0 | 52,0 | 66,0 | 95,0 | 118,0 | 111,0 | 105,0 | 72,0 | 54,0 | 58,0 | 56,0 | Σ | 886  |

| −4,6 |

| −3,8 |

| −0,6 |

| 2,8 |

| 7,0 |

| 10,5 |

| 12,2 |

| 11,5 |

| 8,7 |

| 4,2 |

| 0,3 |

| −3,1 |

| −4,6 |

| −3,8 |

| −0,6 |

| 2,8 |

| 7,0 |

| 10,5 |

| 12,2 |

| 11,5 |

| 8,7 |

| 4,2 |

| 0,3 |

| −3,1 |

## Geschichte

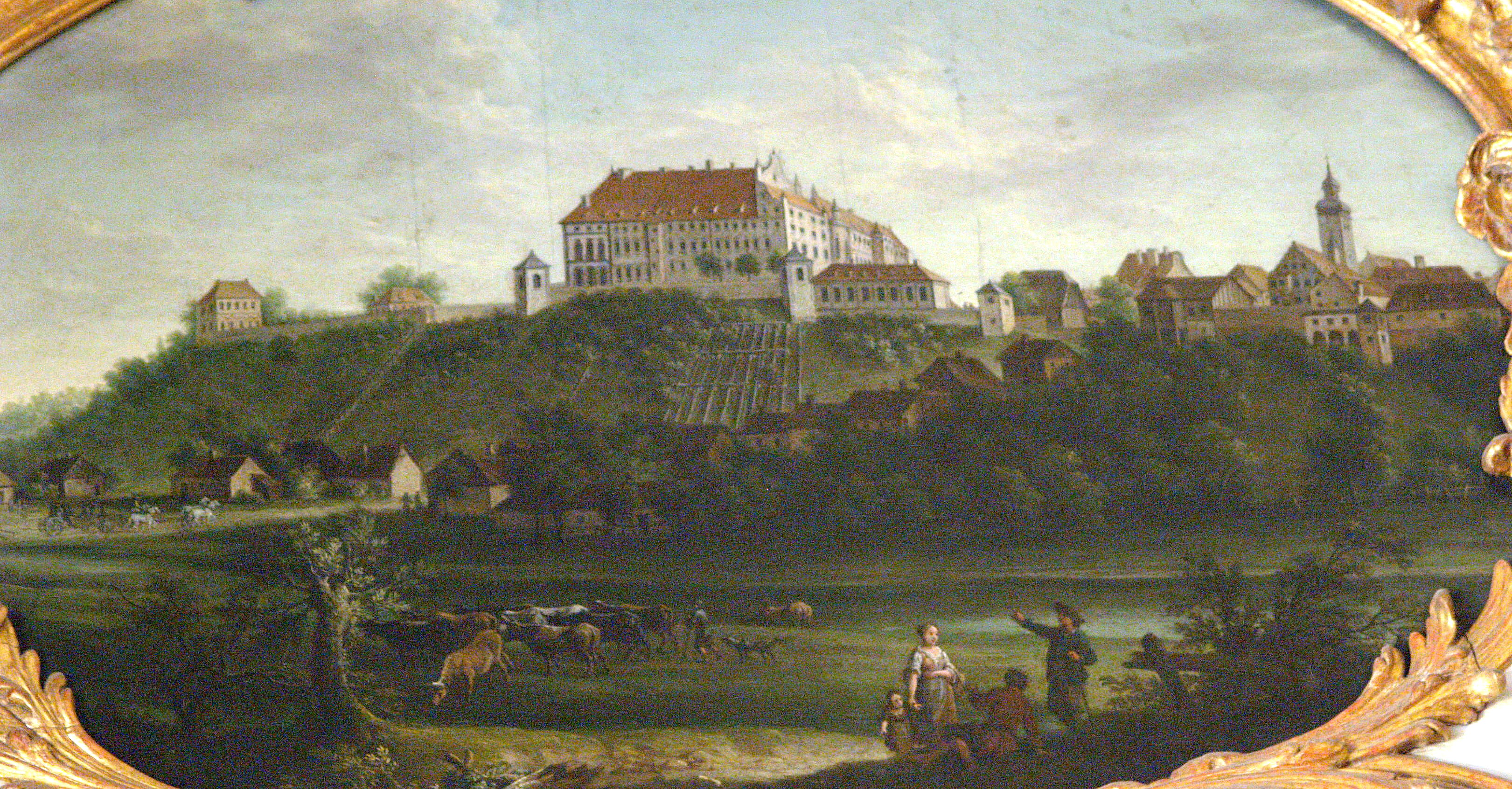
Stadt und Schloss Dachau, Ansicht um 1750

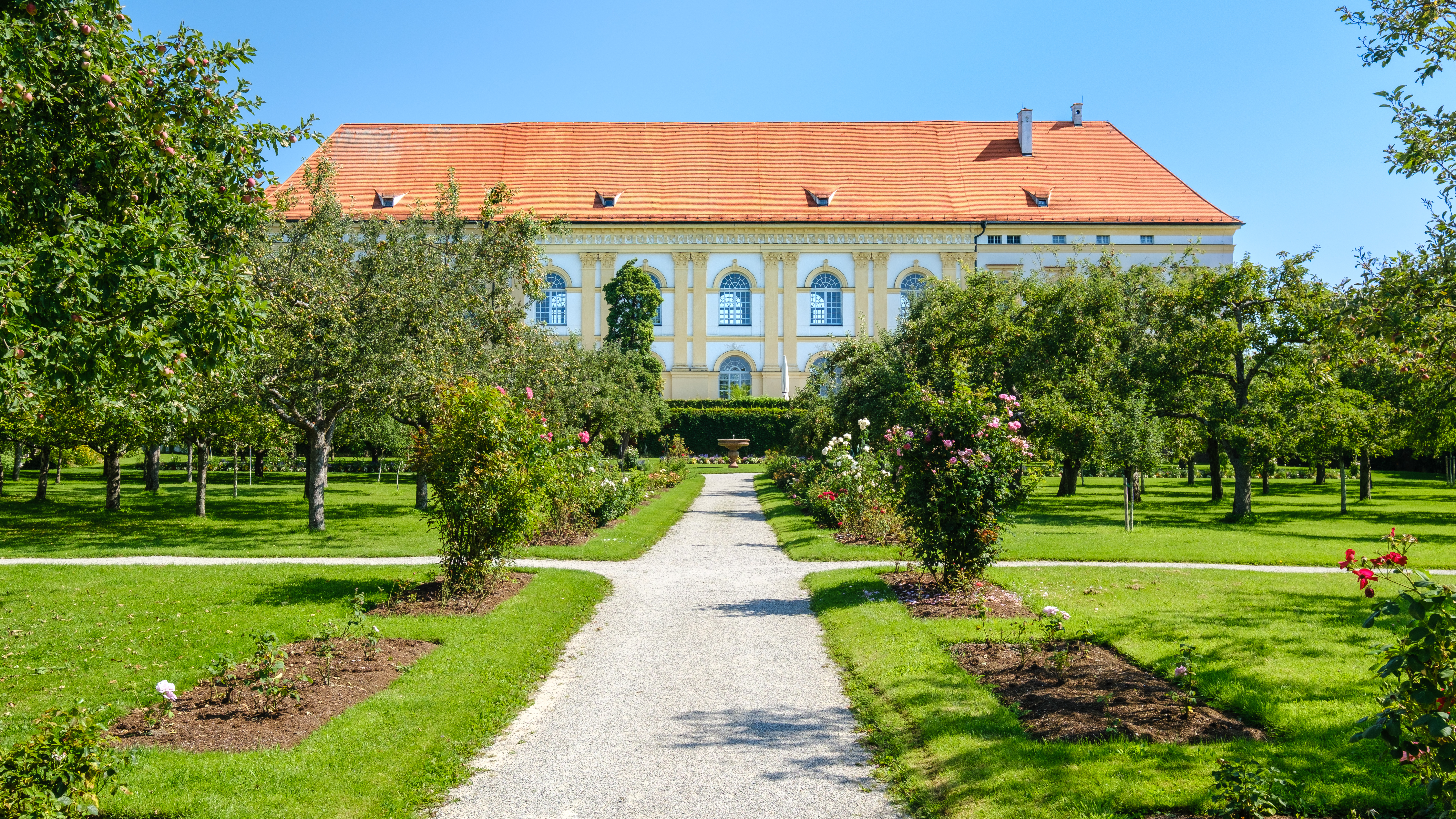
Hofgartenseite: Schloss Dachau

### Frühgeschichte
Die altwasserreiche Amper konnte hier durch einige Furten durchquert werden. Die ältesten Funde im Raum Dachau gehen daher bis in die Steinzeit zurück. In der Latènezeit siedelten Kelten in der Umgebung von Dachau.

### Römerzeit
Der Voralpenraum wurde im Jahre 15 v. Chr. durch die Römer erobert. Die Römer gliederten das Gebiet in die Provinz Raetien ein. Drei römische Straßen kreuzten sich bei der Straßenstation Ambra beim Gemeindeteil Würmmühle an der Amper und führten teilweise durch das heutige Stadtgebiet. Die wichtigsten Verbindungen durch die Straßenstation Ambra (Würmmühle) liefen von Augsburg nach Salzburg, von Kempten nach Salzburg und von Ambra über Partenkirchen ins Inntal. Weitere Verbindungen führten nördlich zur Donau und weiter nach Regensburg, entlang der Amper und Isar zur Donau und weiter nach Passau und eine Verbindung über Föhring Richtung Wasserburg.

### Mittelalter
Die erste urkundliche Erwähnung von Dachau findet sich in einer mittelalterlichen Schenkungsurkunde der Edlen Erchana von Dahauua an den Bischof von Freising, die beide aus dem Adelsgeschlecht der Aribonen stammen. Mit dieser Urkunde überschrieb sie im Jahr 805 n. Chr. ihre fünf Kolonenhöfe samt den dazugehörigen Leibeigenen nach ihrem Tod dem Bischof von Freising.
Die Herkunft des Namens Dachau ist nicht eindeutig geklärt. Er könnte sowohl auf keltische als auch – was wahrscheinlicher ist – althochdeutsche Ursprünge zurückgehen. Danach setzt sich der Name Dachau aus den althochdeutschen Worten dâha (Lehm) und ouwe (von Wasser umflossenes Land) zusammen. Beide Varianten werden auf den lehmigen Boden des tertiären Hügellandes zurückgeführt.
Ursprünglich stand auf dem ca. 500 Meter hohen Schlossberg eine Burg der Grafen von Dachau aus dem frühen Mittelalter. Die Grafen waren ein Zweig der Grafen von Scheyern. 1182 erwarb Otto I., aus der Pfalzlinie der Wittelsbacher, Burg und Grafschaft Dachau. Sie wurde jedoch in den Jahren 1398 und 1403 zerstört.

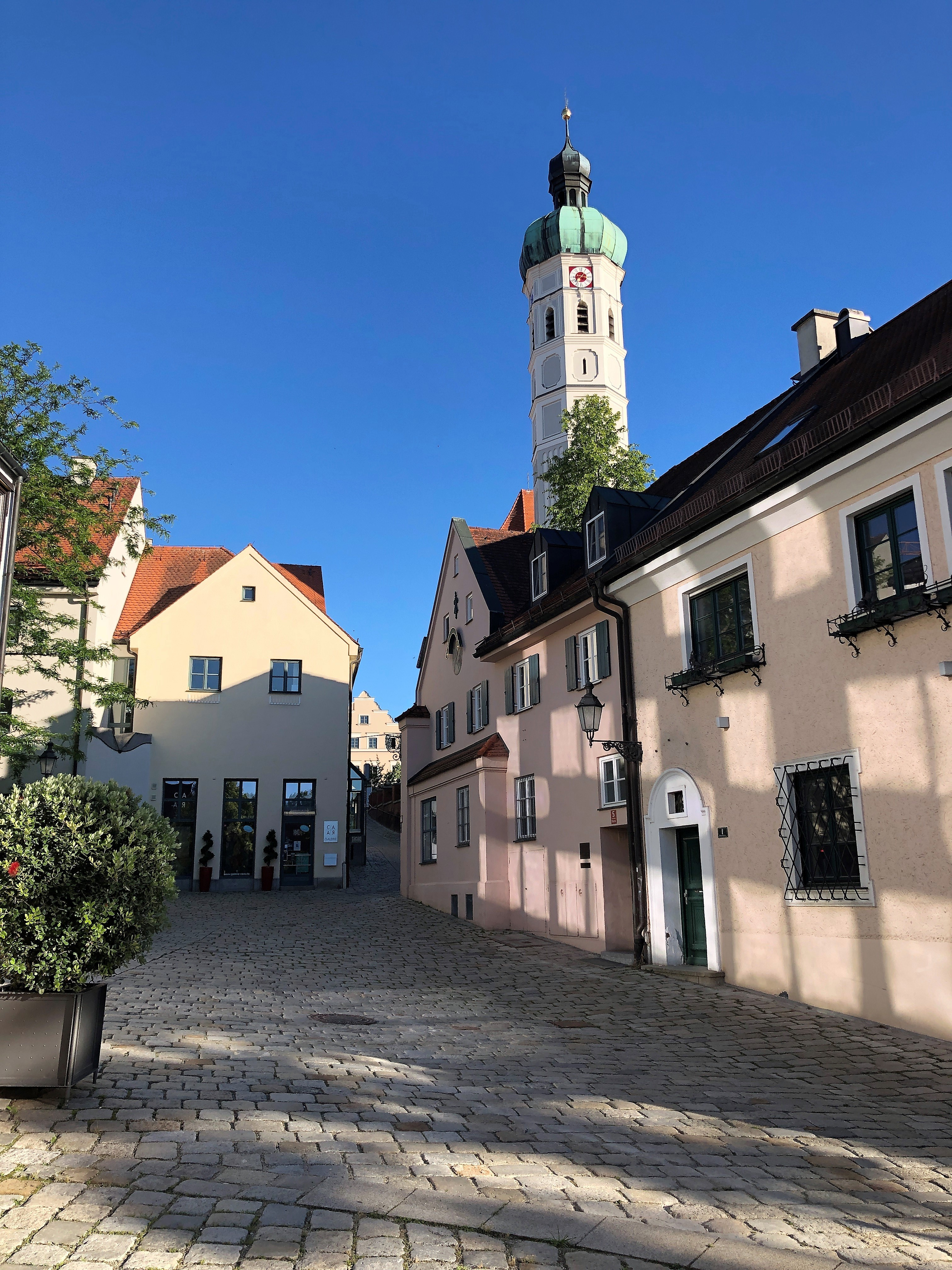
Der Pfarrplatz in Dachau, Blick auf die Stadtpfarrkirche St. Jakob

Die günstige Lage an der Hauptstraße, die München mit Augsburg verband, brachte Dachau einen Aufschwung. Ab dem 12. Jahrhundert diente Dachau als Sommersitz für zahlreiche bayerische Fürsten. Zwischen 1240 und 1270 erhielt Dachau Marktrechte, entweder von Herzog Otto II. oder seinem Sohn, Herzog Ludwig II. dem Strengen. Von 1467 bis 1501 war Dachau eine Domäne des abgedankten Herzogs Siegmund und so bestand das kurzlebige Herzogtum Bayern-Dachau, das nach dem Tode des Herzogs wieder an Bayern-München zurückfiel.

### Frühe Neuzeit

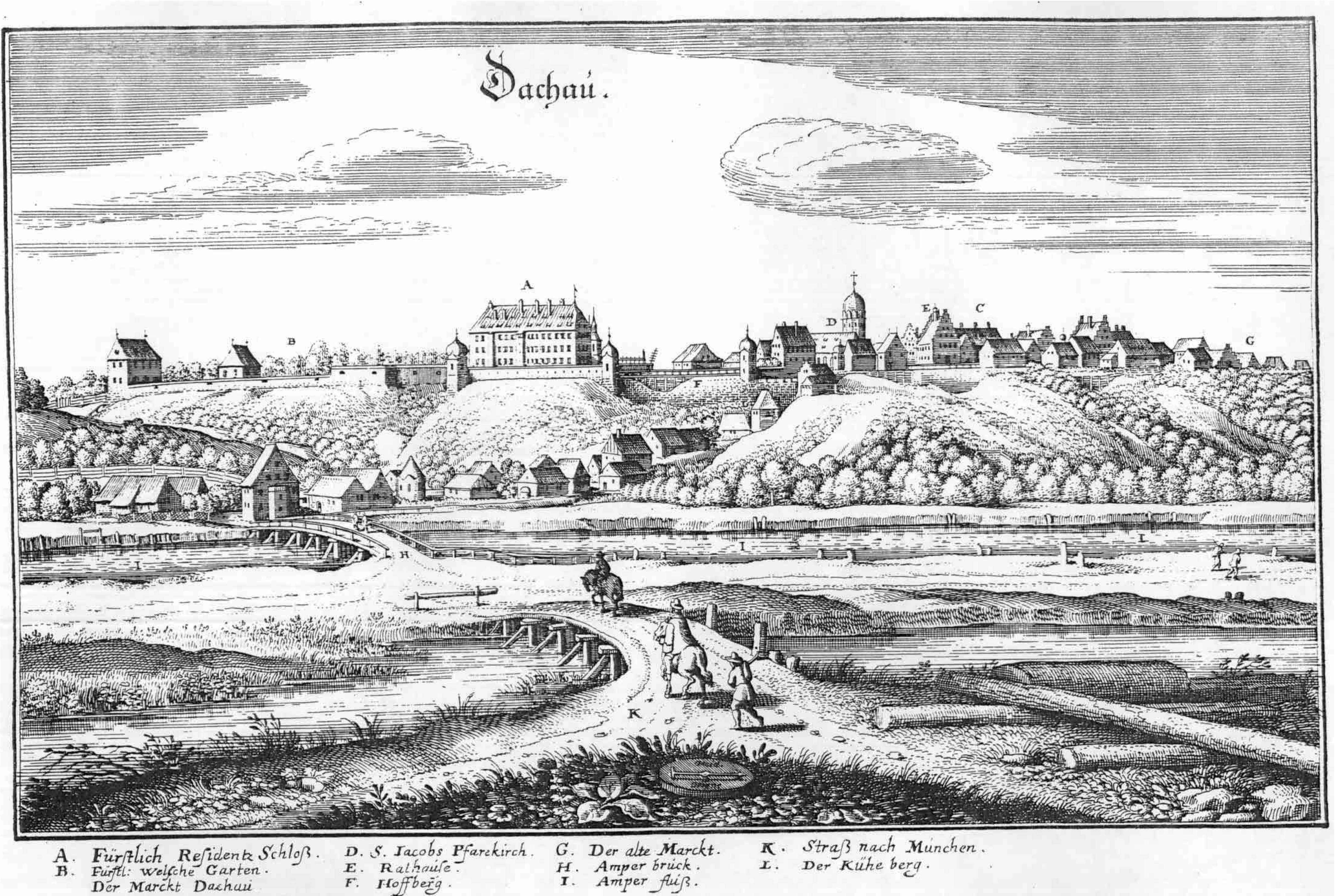
Dachau in der Topographia Bavariae (Merian) von 1665

Zwischen 1546 und 1577 wurde das Schloss Dachau von den Wittelsbachern, Herzog Wilhelm IV. und später seinem Sohn Herzog Albrecht V., im Stil der Renaissance umgebaut. Es entstand ein vierflügeliges Renaissanceschloss nebst Hofgarten.
Etwa ab Mitte des 16. Jahrhunderts wurde für die Benutzung der innerörtlichen Straßen ein Pflasterzoll erhoben. Eigens dafür wurde um 1820 das Zollhäusl (18 m²) in der Dachauer Altstadt errichtet. Heute befindet sich darin das Informationsbüro „Naherholung und Tourismus im Dachauer Land“.
Die schlimmste Zeit erlebte die Bevölkerung im Dreißigjährigen Krieg, als der Markt von den Schweden belagert und geplündert wurde. Bis ins letzte Kriegsjahr war Dachau in den Krieg eingebunden: Die Schlacht bei Dachau am 5. Oktober 1648 war die letzte größere militärische Konfrontation des Dreißigjährigen Krieges.
In den Jahren 1715 bis 1717 wurde das Schloss von Joseph Effner dann nach neuester französischer Mode barockisiert. Dachau wurde unter Kurfürst Max II. Emanuel für einige Zeit wieder zu einem bevorzugten Landsitz des Münchner Hofes. Im Laufe des 18. Jahrhunderts verfielen jedoch die Gebäude, weil der Hof immer seltener nach Dachau kam. Kurfürst Max III. Joseph ließ allerdings noch den Hofgarten umgestalten. Anfang des 19. Jahrhunderts wurden der Nord-, Ost- und Südflügel der Schlossanlage wegen Baufälligkeit abgebrochen, da dem ersten König Bayerns, Maximilian I. Joseph, nach den Napoleonischen Kriegen das Geld für eine aufwändige Instandsetzung fehlte. Der Tanz- oder Gartensaaltrakt blieb bis heute erhalten.
Im ersten Stock dieses Traktes ist noch die originale, aus Holz gefertigte Renaissancekassettendecke zu sehen. Sie ist ein Werk des Kistlers Hans Wisreutter und gilt als eine der bedeutendsten Renaissancedecken Süddeutschlands. Reste der Terrassierung am Schloßberg belegen den dortigen Obstanbau für die Hofküche. Dachau war in früheren Jahrhunderten für die hervorragende Qualität des hier in geschützten Lagen erzeugten Tafelobstes berühmt.

### Dachau im 19. Jahrhundert

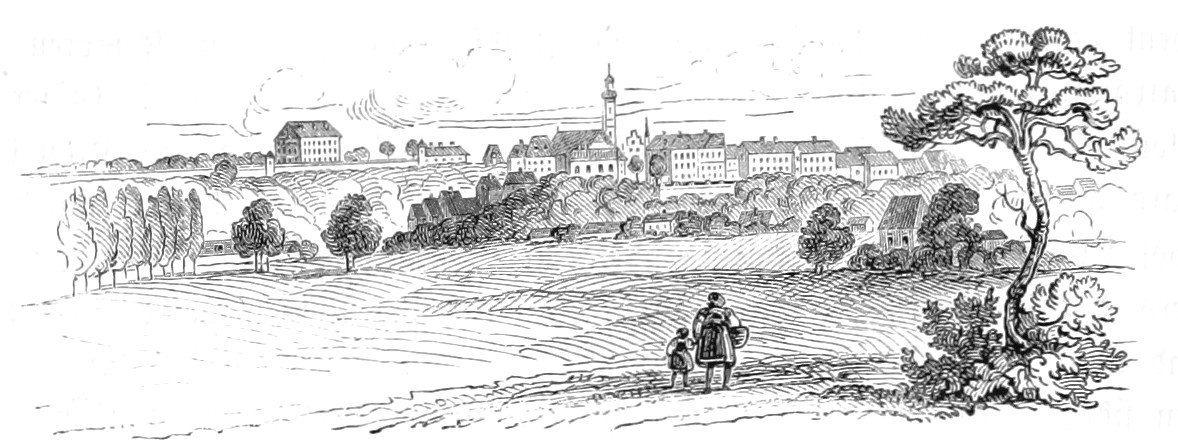
Pleickhard Stumpf: Dachau (1852)

In Dachau setzte ab ca. 1840 mit der Industrialisierung, dem Eisenbahnbau und der Trockenlegung des Dachauer Mooses ein tiefgreifender Wandel ein. Im Moos siedelten neue Bevölkerungsgruppen. Ein Keim war auch die Paun’sche Papiermühle in der Brunngartenstraße, die 1859 von dem Münchener Papierfabrikanten Gustav Medicus aufgekauft wurde. Er gründete 1862 die München-Dachauer Actiengesellschaft für Maschinenpapierfabrikation (MD), die zeitweise zur größten Papierfabrik in Deutschland aufstieg und bis 2007 größter Arbeitgeber der Region war. 1865 entstand eine Malzfabrik.
Am 14. November 1867 wurde die Eisenbahnstrecke München–Ingolstadt mit dem Bahnhof Dachau eröffnet.
Auch die Königlich-Bayerische Pulverfabrik („Pumpf“ genannt), aus der ab 1915/1916 die Pulver- und Munitionsfabrik Dachau, auf Fluren der Gemeinden Prittlbach und Ebenhausen vor den Toren Dachaus im Würmmüllerhölzl, hervorging, zog Tausende von Arbeitern nach Dachau, und prägte so den soziologischen Wandel Dachaus vom Handels- und Agrarraum zum Standort einer Industriearbeiterschaft.
Nach der Mitte des 19. Jahrhunderts wurde der Ort Heimat zahlreicher Künstler. Die Künstlerkolonie Dachau machte den Ort zur bedeutendsten Malerkolonie neben Worpswede in Deutschland außerhalb der großen Städte. Um diesem Status gerecht zu werden, wurde bei der verspäteten Feier zum 1100-jährigen Jubiläum des Marktes 1908 im Dachauer Schloss eine städtische Gemäldegalerie eröffnet.

### Dachau im frühen 20. Jahrhundert
Der Erste Weltkrieg bedeutete eine Zäsur für Dachau, denn Dachauer und Künstler mussten nun an die Front. Zwischen 1914 und 1918 fielen 160 Soldaten aus Dachau.
Vor allem die Pulver- und Munitionsfabrik Dachau sorgte für stark angewachsene Arbeiterschaft während des Ersten Weltkrieges. Bedingt durch das Kriegsende 1918 musste die Fabrik den Betrieb einstellen. Noch 1919 kam es in Dachau zu Kampfhandlungen im Zuge der Münchner Räterepublik, die auch als Schlacht um Dachau in die Geschichtsbücher eingegangen ist. Bedingt durch den Mangel an Arbeitsplätzen entstand eine hohe und anhaltende Arbeitslosigkeit. Dachau galt bis in die 1930er Jahre als sog. Notstandsgemeinde im Deutschen Reich. Mit zahlreichen staatlichen Maßnahmen, etwa durch die Flussregulierung der Amper, E-Werkebau oder dem Wegebau, wurde versucht das Leid der Bevölkerung zu mildern.

### Dachau während der NS-Diktatur (1933–1945)

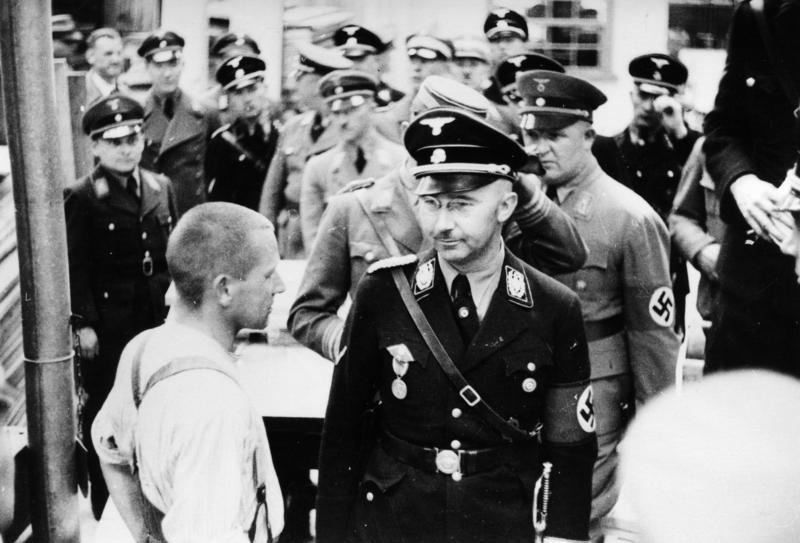
Heinrich Himmler bei einer Visite im KZ Dachau am 8. Mai 1936

Dachau war eine Arbeiterstadt und zu Zeiten der Münchner Räterepublik durchaus eine Hochburg der SPD, USPD und KPD. Als Rudolf Heß im Gasthaus „Hörhammer“ für die NSDAP werben wollte, wurde er mit Johlen, Pfeifen und der Internationalen vertrieben. Bei der Reichstagswahl im März 1933 bekamen die Nazis in Dachau nur 23,9 Prozent, in Bayern waren es 43,1. Man war stolz darauf, eine rote Stadt zu sein.
Zu unrühmlicher Bekanntheit gelangte Dachau dennoch durch das 1933 von den Nationalsozialisten errichtete Konzentrationslager Dachau, das erste „offizielle“ Lager, das neben Auschwitz in Deutschland zum Inbegriff der Konzentrationslager wurde.
Heinrich Himmler, 1933 Reichsführer SS und Münchener Polizeipräsident, ließ es östlich der Stadt Dachau auf dem Gelände der ehemaligen Königlichen Pulver- und Munitionsfabrik Dachau errichten. Die Fabrik verfiel seit 1920. Das voll erschlossene und hermetisch abgeschlossene Gelände gehörte dem Staat und war Heinrich Himmler bereits zuvor bekannt – wohl deshalb wurde dieser Ort für das erste Lager ausgewählt. Der Dachauer Gemeinderat wurde darüber nicht informiert. Dachau selbst war auch keineswegs eine Hochburg der völkischen Bewegung, die NSDAP hatte im Gegensatz zur KPD nicht von der Arbeitslosigkeit profitiert. Das KZ diente – vor allem in seinen Anfangsjahren, als die NSDAP ihre Macht festigen wollte – zur Inhaftierung und zur Abschreckung politisch Andersdenkender. Schon am 22. März wurden etwa 150 Häftlinge von den Gefängnissen Landsberg am Lech, Neudeck und Stadelheim auf das Gelände gebracht.
Am 15. November 1933 wurde der frühere Markt Dachau zur Stadt erhoben.
Seit dem 1. April 1939 gehörte das Konzentrationslager Dachau zum Stadtgebiet Dachau. Das Konzentrationslager war Ausbildungsstätte der SS-KZ-Wachmannschaften und ist heute eine Gedenkstätte.
Während des Zweiten Weltkrieges wurden auf dem Schießplatz bei Hebertshausen zwischen Oktober 1941 und April 1942 von SS-Mannschaften aufgrund des „Kommissarbefehls“ Tausende sowjetische Kriegsgefangene erschossen. Auf dem Waldfriedhof im Gemeindeteil Etzenhausen wurden 1945 vor allem diejenigen ehemaligen Häftlinge des KZ Dachau begraben, die in den Monaten unmittelbar nach der Befreiung des Lagers noch an den Folgen der Haft gestorben waren. Darüber hinaus findet sich hier die letzte Ruhestätte von jüdischen Häftlingen, die den Todesmarsch vom KZ Flossenbürg nach Dachau Ende April 1945 nicht überstanden hatten. Ein weiterer Gedenkort ist seit 1959 der Ehrenfriedhof Leitenberg.
Ab Mai 1944 wurde unter dem Dachauer Schlossberg ein Luftschutzbunker mit zahlreichen Stollen und Schutzräumen gebaut.
Kurz vor Kriegsende, am 28. April 1945, fand der Dachauer Aufstand statt. Eine von Georg Scherer und Walter Neff geleitete Widerstandsgruppe, bestehend aus kurz vorher entflohenen KZ-Häftlingen, Dachauer Bürgern und Angehörigen des Volkssturms, wollte das NS-Regime in der Stadt beenden und einen sinnlosen Abwehrkampf verhindern.

### Dachau in der Nachkriegszeit

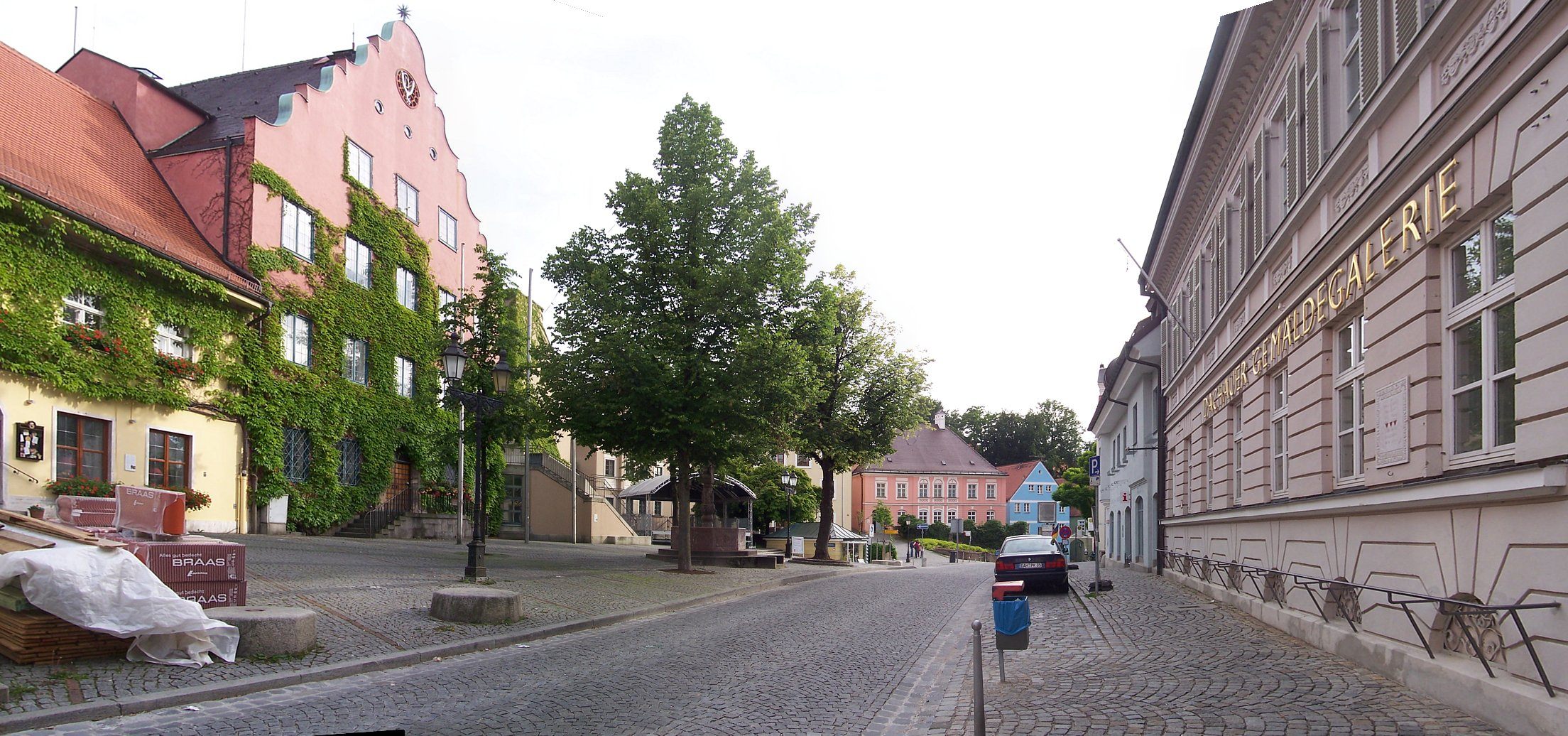
Konrad-Adenauer-Straße

Im Jahre 1947 fand in Dachau der Dachauer Dora-Prozess statt. Er war Teil der 489 Dachauer Prozesse, die Militärgerichte der US Army von 1945 bis 1948 in Dachau auf dem Gelände des ehemaligen KZ Dachau gegen Kriegsverbrecher des Nationalsozialismus führten.
Nach Ende des Zweiten Weltkrieges wurden in Dachau, wie auch in vielen anderen bayerischen Gemeinden, Heimatvertriebene angesiedelt, was zu einem Bevölkerungszuwachs von ca. 30 bis 40 % führte. Nach vorübergehender Unterbringung in den Baracken des ehemaligen Konzentrationslagers wurden die Familien bei der einheimischen Bevölkerung untergebracht. Erst die Erweiterung durch die Neubaugebiete in Dachau-Süd sowie die neue Siedlung Dachau-Ost brachten hier eine Entspannung. Insgesamt wuchs so die Bevölkerung des Ortes während der „Wirtschaftswunder“zeit sehr stark an und es erfolgte ein Strukturwandel vom bäuerlichen-kleingewerblich geprägten Ort zu einem Wohnort mit vielen Pendlern. Der im ehemaligen KZ entstandenen Knabenkapelle Dachau wurde aufgrund ihrer Vergangenheit der Einmarsch bei der Eröffnungsfeier der Olympischen Spiele 1972 verweigert. Auch ihre Herkunft aus Dachau wurde in den 1970er bei offiziellen Auftritten verschwiegen.
Die ehemalige SS-Unterkunft beim KZ Dachau wurde nach 1945 von der US-Armee als Eastman Barracks belegt. 1973 zog dort die Bayerische Bereitschaftspolizei (VI. Abteilung) ein.
Dachau ist seit 1. Februar 1973 Große Kreisstadt.

### Dachau im 21. Jahrhundert
Bei der Kommunalwahl 2002 wurden im Wahlfälschungsskandal von Dachau Stimmen hundertfach zugunsten von mehreren CSU-Kandidaten manipuliert.
Im Juni 2007 wurde die traditionsreiche MD-Papierfabrik, mit 350 Arbeitsplätzen größter Arbeitgeber der Stadt, nach einer letzten Schicht der Arbeiter geschlossen. Sie ging zurück auf die München-Dachauer Papierfabriken, die als MD-Papierfabriken zeitweise die größte Papierfabrik Deutschland war. Unter anderem wurde dort das Papier für die Satirezeitung „Simplicissimus“ hergestellt und während der Räterepublik sogar Geldnoten. Der Schließung vorausgegangen war die zum 1. Februar 1996 erfolgte Übernahme der MD Papier GmbH durch die finnische Papier-Gruppe Myllykoski. Die Schließung wurde seitens Myllykoski mit einer sehr schlechten Marktsituation und Überkapazitäten begründet. Zudem seien die Anlagen in Dachau überaltert und der Schwesterbetrieb von Myllykoski in Plattling leistungsfähiger, um dort die Produktion fortzusetzen.
Im Januar 2019 begann der Abbruch der Fabrik, wobei kleinere Teile als denkmalgeschützte Bauten erhalten werden sollen. Die notwendige Sanierung der kontaminierten Böden und die damit verbundenen Kosten waren die Hauptursache für die jahrelange Industriebrache in attraktiver Zentrumsnähe. Die Gesamtfläche der ehemaligen Betriebsstätten liegen bei 17 ha.
Die Stadt Dachau schrieb zur Neugestaltung des MD-Quartiers („Mühlenquartier“) einen Ideenwettbewerb aus, da die Fläche einen komplett neuen Stadtteil ermöglicht.1. Preisträger waren die Architekten Trojan, Trojan & Wendt, sowie die Landschaftsarchitekten Lohrer & Hochrein. Die Stadt strebt für das Mühlenquartier eine heterogene Nutzung als Kultur-, Arbeits-, Wohn- und Geschäftsviertel an und will einen Bebauungsplan entwickeln.
Am 11. Januar 2012 kam es zu einem Mord im Amtsgericht Dachau, der landesweit für Aufmerksamkeit sorgte, und zu verschärften Zugangsbestimmungen des Amtsgerichtes führten.
2015 beschloss der Stadtrat das städtische Hallenschwimmbad neu zu bauen, eine Großinvestition für die Stadt (Plankosten 20 Mio. EUR). Zuletzt hatten fast 70.000 Besucher jährlich das alte Hallenbad genutzt und es deutlich an seine Kapazitätsgrenzen gebracht. Ende 2023 soll das neue Hallenbad über acht Bahnen, eine Rutsche, Ein- und Drei-Meter-Brett, Sauna sowie Nichtschwimmerbecken und Kinderbereich verfügen. Inzwischen ist die Eröffnung für 2026 geplant. Die Baukosten sollen nun 36 Millionen Euro betragen.
Dachau versteht sich heute als Lern- und Erinnerungsort.

## Struktur

### Stadtgliederung und Ausdehnung des Stadtgebietes
Die Dachauer Altstadt mit ihrer reizvollen Silhouette, den bunten Häusern und kleinen Gassen steht seit 1984 unter Ensembleschutz. Dazu gehört auch, dass alle Straßen der Altstadt mit traditionellem Kopfsteinpflaster ausgestattet sind.
Die Gemeinde hat 20 Gemeindeteile (in Klammern ist der Siedlungstyp angegeben):
- Assenhausen (Weiler)
- Dachau (Hauptort)
- Dachau-Ost (Siedlung)
- Eisingertshofen (Einöde)
- Etzenhausen (Dorf)
- Holzgarten (Dorf)
- Lohfeld (Dorf)
- Mitterndorf (Pfarrdorf)
- Oberaugustenfeld (Dorf)
- Obergrashof (Einöde)
- Obermoosschwaige (Dorf)
- Pellheim (Pfarrdorf)
- Polln (Dorf)
- Pullhausen (Dorf)
- Steinkirchen (Weiler)
- Udlding (Dorf)
- Unteraugustenfeld (Dorf)
- Viehhausen (Einöde)
- Webling (Kirchdorf)
- Würmmühle (Weiler)

Die Stadt teilt sich in drei Teilzentren:
- Altstadt: Altstadt Dachau, Mitterndorf, Udlding, Etzenhausen, Unterer Markt, Webling
- Dachau-Ost: Unteraugustenfeld, Obergrashof, Teile von Prittlbach, Würmmühle
- Dachau-Süd: Oberaugustenfeld, Himmelreich, Holzgarten, Teile von Gröbenried

sowie das 1972 im Zuge der Gemeindegebietsreform eingemeindete Gebiet der ehemaligen Gemeinde Pellheim mit den Orten Pellheim, Pullhausen, Assenhausen, Lohfeld und Viehhausen. Das Stadtgebiet weist eine Fläche von 34,96 km² auf.

### Eingemeindungen
In der zweiten Hälfte des 19. Jahrhunderts hatte Dachau einen großen Zuzug von Industriearbeitern, vor allem für das Pappengewerbe, zu verzeichnen. Aber auch die Künstlerkolonie brachte Dachau einen Bevölkerungszustrom. Durch die neue Eisenbahnverbindung nach München waren auch erste Verstädterungstendenzen zu beobachten. So stieg die lange konstante Einwohnerzahl Dachaus von 1.404 im Jahr 1861 auf 5.764 im Jahr 1910. Der rasche Anstieg auf über 7.000 Einwohner ist auf die Eröffnung einer Pulver- und Munitionsfabrik 1915 zurückzuführen. Dachau litt deshalb zwischen den beiden Weltkriegen unter einer großen Wohnungsnot. Ein weiterer Anstieg war ab 1933 durch den Zuzug von SS-Angehörigen zu verzeichnen.
Am 1. April 1939 wurden mehrere Gebiete nach Dachau eingemeindet (Einwohnerzahlen in Klammern):
- Gemeinde Etzenhausen (komplett): Etzenhausen, Steinkirchen, Webling, Teile des SS-Lagers, Obergrashof (2.510)
- Gemeinde Augustenfeld: Polln, Ober- und Unteraugustenfeld, Pappenfabrik Schuster, Obermoosschwaige (1.300)
- Gemeinde Günding: Holzgarten, Bad, Udlding (280)
- Gemeinden Prittlbach und Hebertshausen: Teile des SS-Geländes (3.520)

Dadurch stieg die Einwohnerzahl sprunghaft von 9.960 auf 17.570 Personen.
Am 1. Juli 1972 wurde die Gemeinde Pellheim eingegliedert. Die Ortschaft Mitterndorf der Gemeinde Günding kam am 1. Mai 1978 hinzu. Teile der Nachbargemeinde Karlsfeld folgten am 1. Januar 1979.
Mit Wirkung vom 1. Februar 1973 wurde Dachau zur Großen Kreisstadt erhoben.

### Einwohnerentwicklung

Bevölkerungsentwicklung Dachau von 1840 bis 2018

Seit den 1980er Jahren sorgt die Suburbanisierung und die steigende Attraktivität der Metropolregion München für einen kontinuierlichen Zuzug nach Dachau, aber auch einem hohen Auspendlerüberschuss von Berufstätigen. Im Zuge dessen stieg die Einwohnerzahl von 33.950 im Jahr 1980 auf 47.400 im Jahr 2018. Zwischen 1988 und 2018 wuchs die Stadt von 34.183 auf 47.400 um 13.217 Einwohner bzw. um 38,7 %.
| Jahr | Einwohner |
| ---- | --------- |
| 1840 | 1.304     |
| 1861 | 1.404     |
| 1910 | 5.764     |
| 1916 | 7.054     |
| 1919 | 7.225     |
| 1926 | 7.148     |
| 1960 | 29.036    |
| 1970 | 34.107    |

| Jahr | Einwohner |
| ---- | --------- |
| 1980 | 33.950    |
| 1990 | 35.387    |
| 1995 | 36.454    |
| 2000 | 38.398    |
| 2005 | 39.922    |
| 2008 | 41.780    |
| 2010 | 42.954    |
| 2015 | 46.705    |

| Jahr | Einwohner                    |
| ---- | ---------------------------- |
| 2016 | 46.914                       |
| 2017 | 47.255                       |
| 2018 | 47.400                       |
| 2019 | 47.721                       |
| 2020 | 47.970 Einwohner (Juli 2020) |

Die Bevölkerungsprognose liegt bei 53.400 Einwohnern im Jahre 2037.

### Sozio-kulturelle Einwohnerentwicklung
Die Dachau war historisch gesehen zunächst eine Stadt mit Handwerkern und Gewerbetreibenden, die einer bäuerlichen Gesellschaft aus Stadtgebiet und Umland gegenüberstand. Ab ca. 1840 veränderte sich mit der Industrialisierung in Dachau dies grundlegend, da die Betriebe zahlreiche Arbeitskräfte anwarben. Großen Betriebe, wie die Papierfabrik Dachau, erforderten eine große Arbeiterschaft. Sprunghaft war dann der Anstieg durch den Arbeitskräftebedarf der Pulver- und Munitionsfabrik Dachau im Ersten Weltkrieg. Von 5.764 im Jahr 1910 schnellte die Zahl der Einwohner bis 1916 auf 7.054 empor (+22,4 %). Die Arbeiterschaft einer „Arbeiterstadt“ konnte nach Kriegsende 1918 kaum noch beschäftigt werden. Dies führte zu einer Verelendung weiter Bevölkerungskreise. Teilweise gab es Abwanderungen oder die Arbeiterschaft wurde mit Arbeitsbeschaffungsmaßnahmen, wie in der Flussregulierung, Straßenbau, Infrastruktur etc., seitens der Reichsregierung der Weimarer Republik notdürftig beschäftigt. Faktisch sank die Bevölkerungszahl in den frühen 1920er Jahren. Mit der Errichtung des KZ Dachau änderte sich die Struktur erneut: Personal aus dem Reichsgebiet kam nach Dachau oder Ortsansässige fanden hier Arbeit.
Nach dem Krieg kam es zum Zuzug von Heimatvertriebenen und Flüchtlingen, die sich langfristig in Dachau niederließen. Diese verteilten sich über das gesamte Stadtgebiet, mit den Schwerpunkten Dachau-Ost und Dachau-Süd. So verzeichnete Dachau 1960 bereits 29.036 Einwohner. Auch kam es zu einem verstärkten Zuzug von Gastarbeitern während der Anwerbezeit der Wirtschaftswunderjahre von 1955 bis 1973. Die ersten Kontingente kamen z. B. aus Griechenland, die noch heute in Dachau eine starke Gemeinde bilden.

### Religion
Aus den beiden Pfarrverbänden Sankt Jakob / Maria Himmelfahrt und Heilig Kreuz / Sankt Peter mit ihren Filialkirchen wird ein gemeinsamer Pfarrverband, eine Stadtkirche Dachau für die rund 20.000 Dachauer Katholiken (zirka 40 % der Gesamtbevölkerung).

## Politik

### Stadtrat
| Stadtratswahl Dachau 2020 %3020100 27,826,115,47,75,14,74,13,52,51,61,4 SPDCSUGrüneBündnis für DachauÜBFWAfDWIR für Heimat, Werte, ZukunftFDPBfDjLinke/PARTEIGewinne und Verlusteim Vergleich zu 2014 %p 10 8 6 4 2 0 −2 −4 −6 −8−10−12+9,8−11,9+5,4−1,9−4,2−3,2+4,1+3,5+0,2−3,3+1,4SPDCSUGrüneBündnis für DachauÜBFWAfDWIR für Heimat, Werte, ZukunftFDPBfDLinke/PARTEIAnmerkungen:j Bürger für Dachau | Sitzverteilung im Stadtrat Dachau seit 2020Insgesamt 40 Sitze - Linke/PARTEI: 1 - SPD: 11 - Grüne: 6 - WIR für Heimat, Werte, Zukunft: 1 - ÜB: 2 - BüfD: 3 - BfD: 1 - FW: 2 - FDP: 1 - CSU: 10 - AfD: 2 |

Der Stadtrat besteht in der Legislaturperiode 2020–2026 aus 40 Mitgliedern und dem Oberbürgermeister Florian Hartmann (SPD).

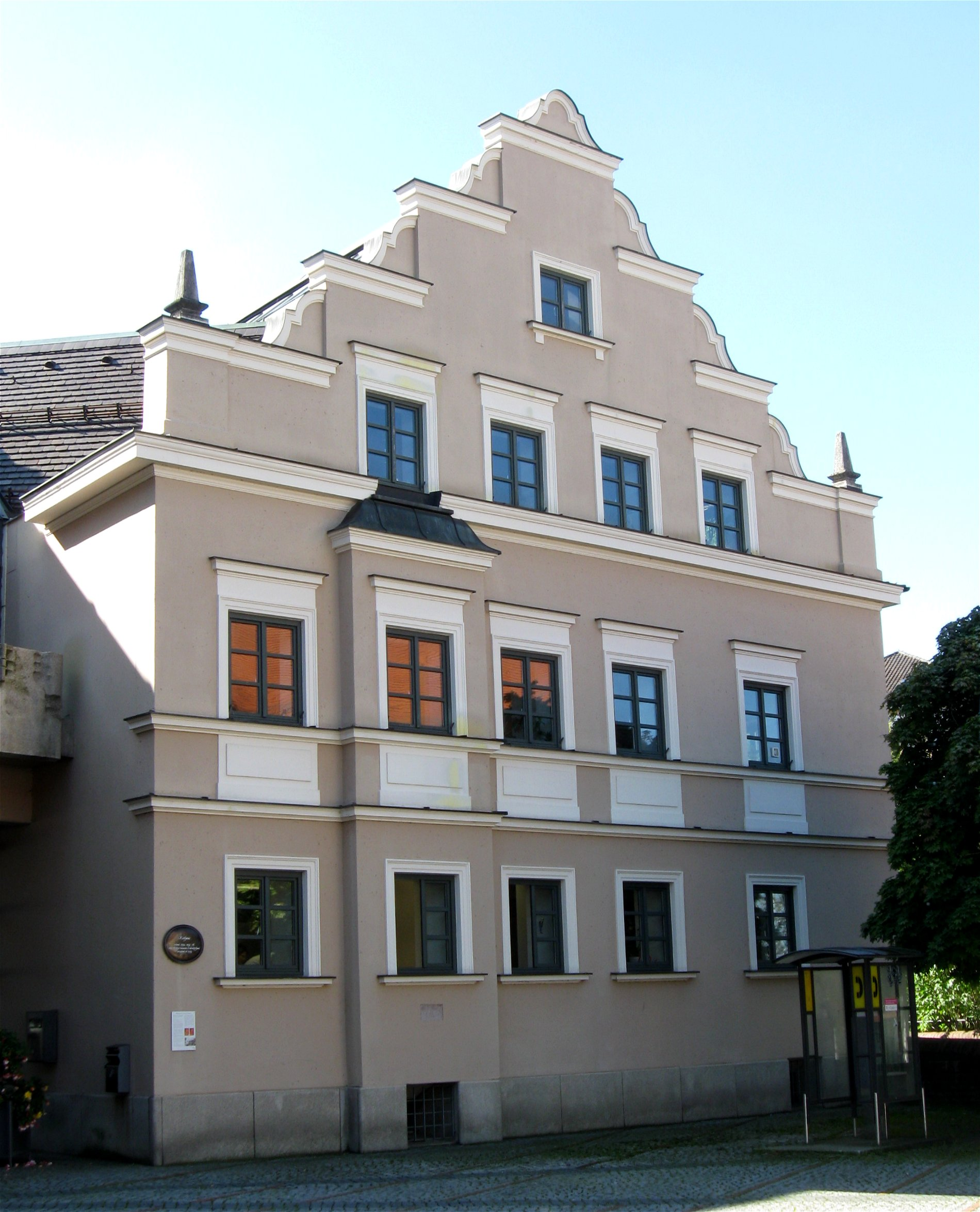
Rathaus

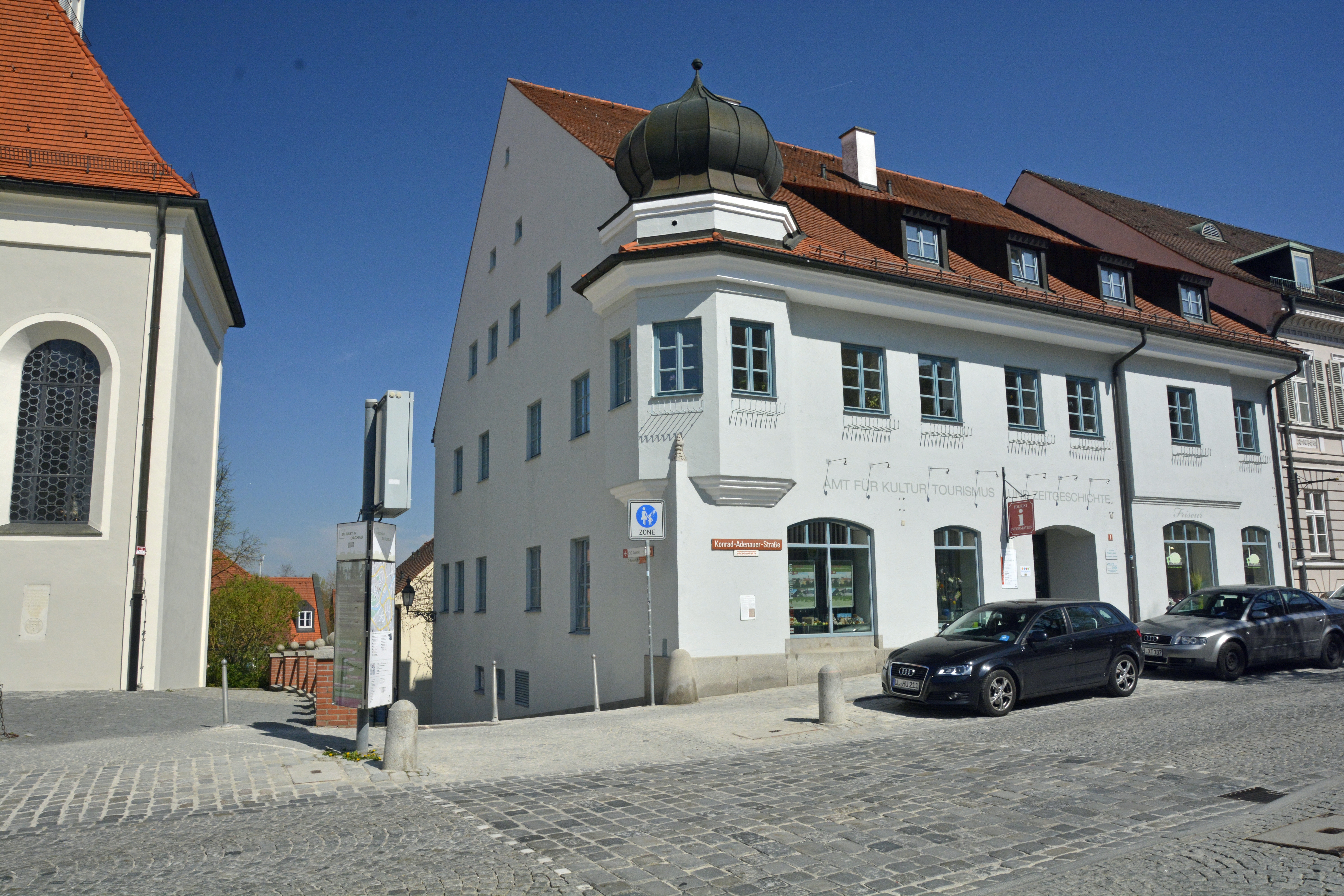
Altstadt: Amt für Kultur und Tourismus

| Partei / Liste                 | Sitze 2014 | Sitze 2020 |
| ------------------------------ | ---------- | ---------- |
| SPD                            | 7          | 11         |
| CSU                            | 15         | 10         |
| Bündnis 90/Die Grünen          | 4          | 6          |
| Bündnis für Dachau             | 4          | 3          |
| AfD                            | 0          | 2          |
| ÜB                             | 4          | 2          |
| Freie Wähler Dachau            | 3          | 2          |
| FDP                            | 1          | 1          |
| Bürger für Dachau              | 2          | 1          |
| Die Linke / Die PARTEI         | 0          | 1          |
| WIR für Heimat, Werte, Zukunft | 0          | 1          |
| Gesamt                         | 40         | 40         |

### Oberbürgermeister
Oberbürgermeister Florian Hartmann (SPD) wurde bei den Kommunalwahlen 2020 als Gemeinschaftskandidat der SPD, Bündnis für Dachau und Bündnis 90/Die Grünen und mit 76,0 % im Amt bestätigt.

### Wappen
| | Blasonierung: „In Blau drei zwei zu eins gestellte Schildchen; 1 in Rot ein silberner Sporn, 2 in Schwarz ein links gewendeter, rot gekrönter und rot bewehrter goldener Löwe, 3 in Silber eine blaue Schlange mit roter Zunge.“ |
| Wappenbegründung: Der Sporn, der bereits 1374 das Dachauer Siegel zierte, stammt vermutlich aus dem Wappen von Hans von Marschalck, der in der Zeit von 1371 bis 1373 Dachauer Schlosspfleger im Dienste der Wittelsbacher war. Der pfalzbayerische Löwe unterstreicht die enge Verbindung Dachaus zum Haus Wittelsbach seit den 1180er-Jahren. Früher wurde der Schild mit dem Löwen als das apokryphe Wappen der Grafen von Dachau gedeutet, die mit Konrad III. im Jahre 1182 ausstarben. Die Schlange ist das Wappentier der Familie Visconti, das Elisabetta Visconti, die Tochter des Mailänder Stadtherrn Bernabò Visconti, nach Bayern brachte. Die Mailänderin, die 1396 den bayerischen Herzog Ernst heiratete, erhielt die Stadt Landsberg am Lech und den Markt Dachau als Morgengabe. Dieses Wappen wird seit 1374 geführt. | |

Die Farben der Stadt sind Weiß und Rot.

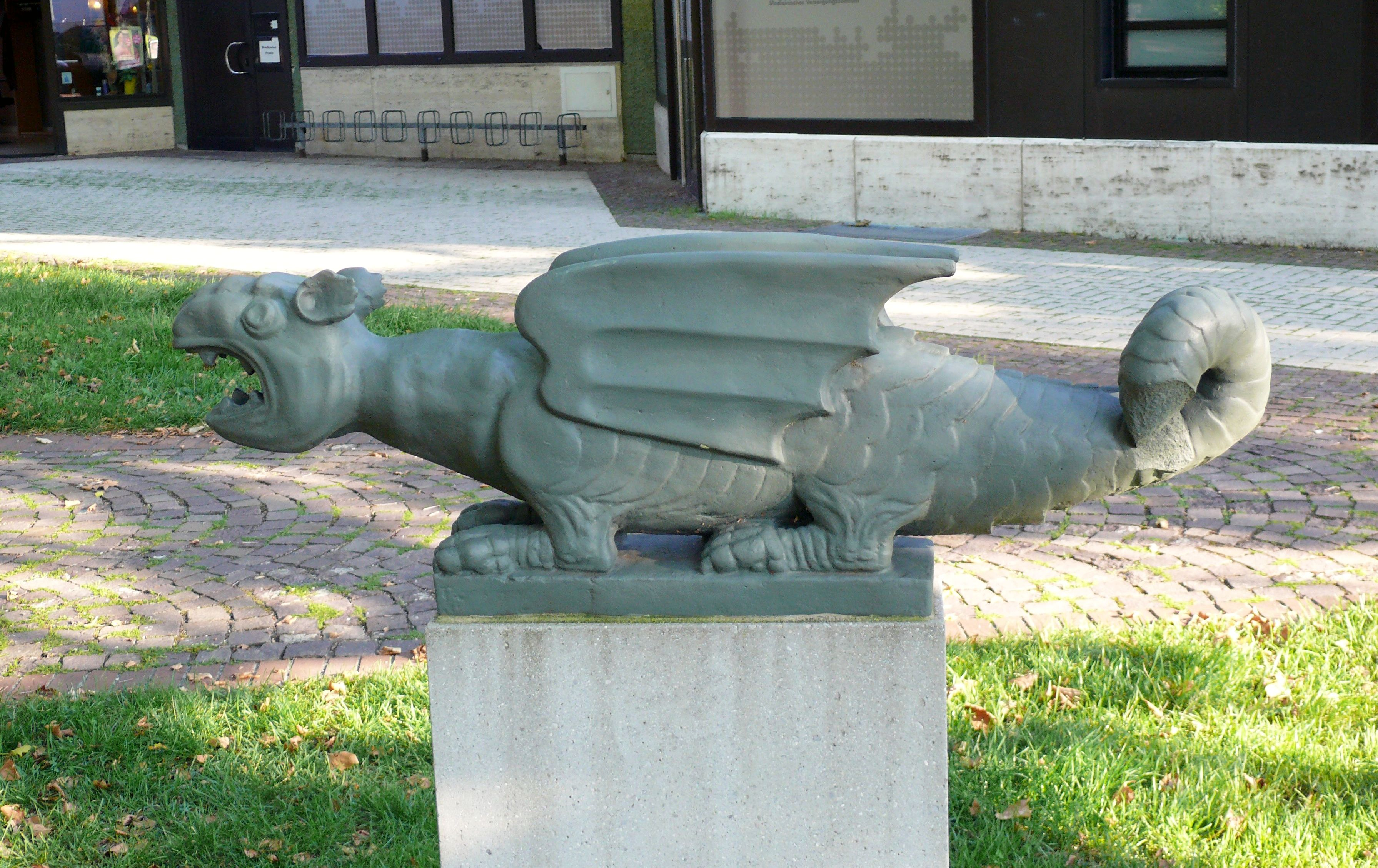
Klagenfurter Lindwurm am Klagenfurter Platz

### Städtepartnerschaften
- Österreich: Klagenfurt am Wörthersee in Kärnten
- Italien: Fondi
- Frankreich: Léognan
- Niederlande und  Belgien: Kulturpartnerschaft mit den Künstlerkolonien Renkum (Niederlande), und Tervuren (Belgien), seit 2005[33]
- Paraguay: Freundschaftliche Beziehungen mit Areguá

## Kultur und Sehenswürdigkeiten

### Architektur

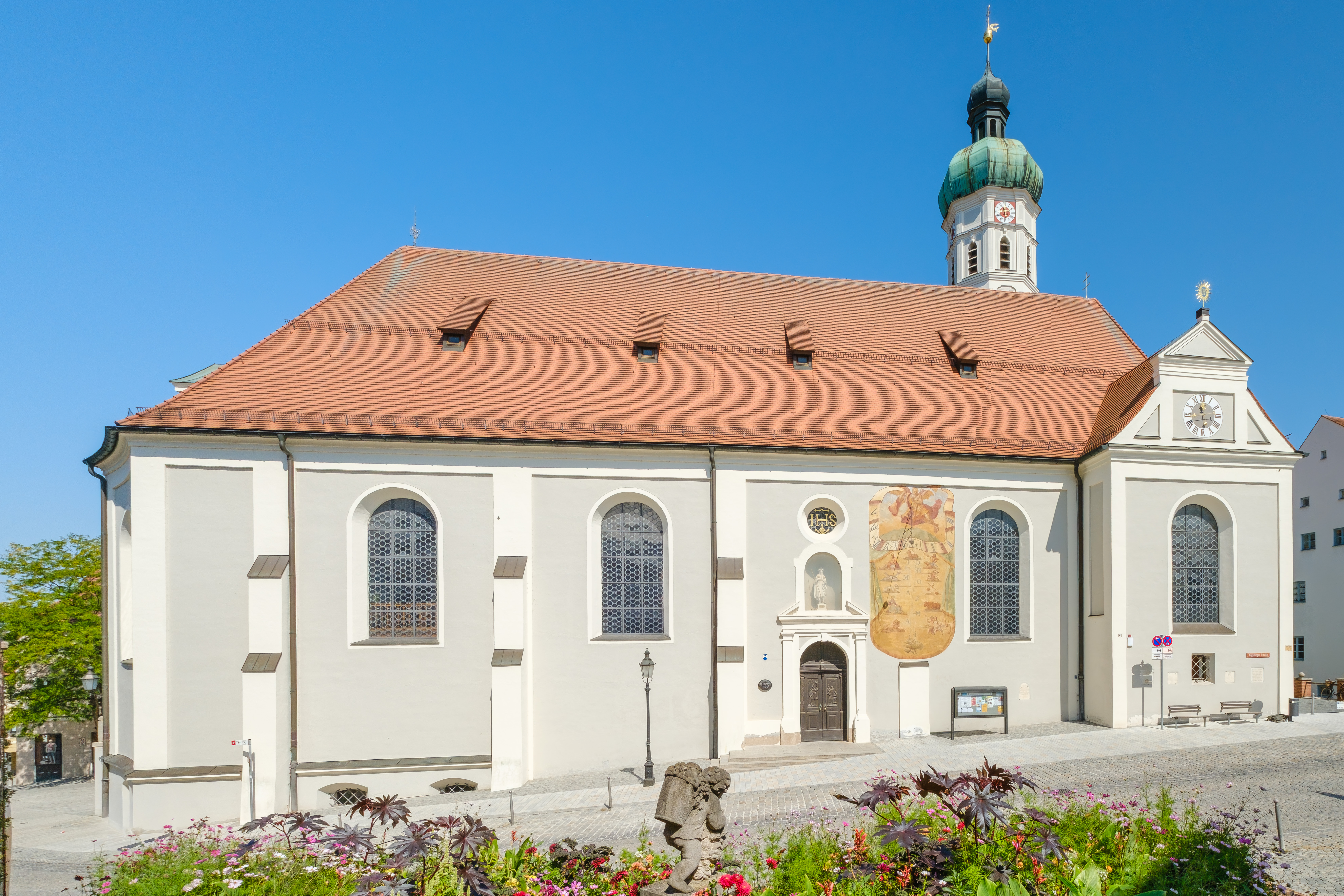
Stadtpfarrkirche St. Jakob

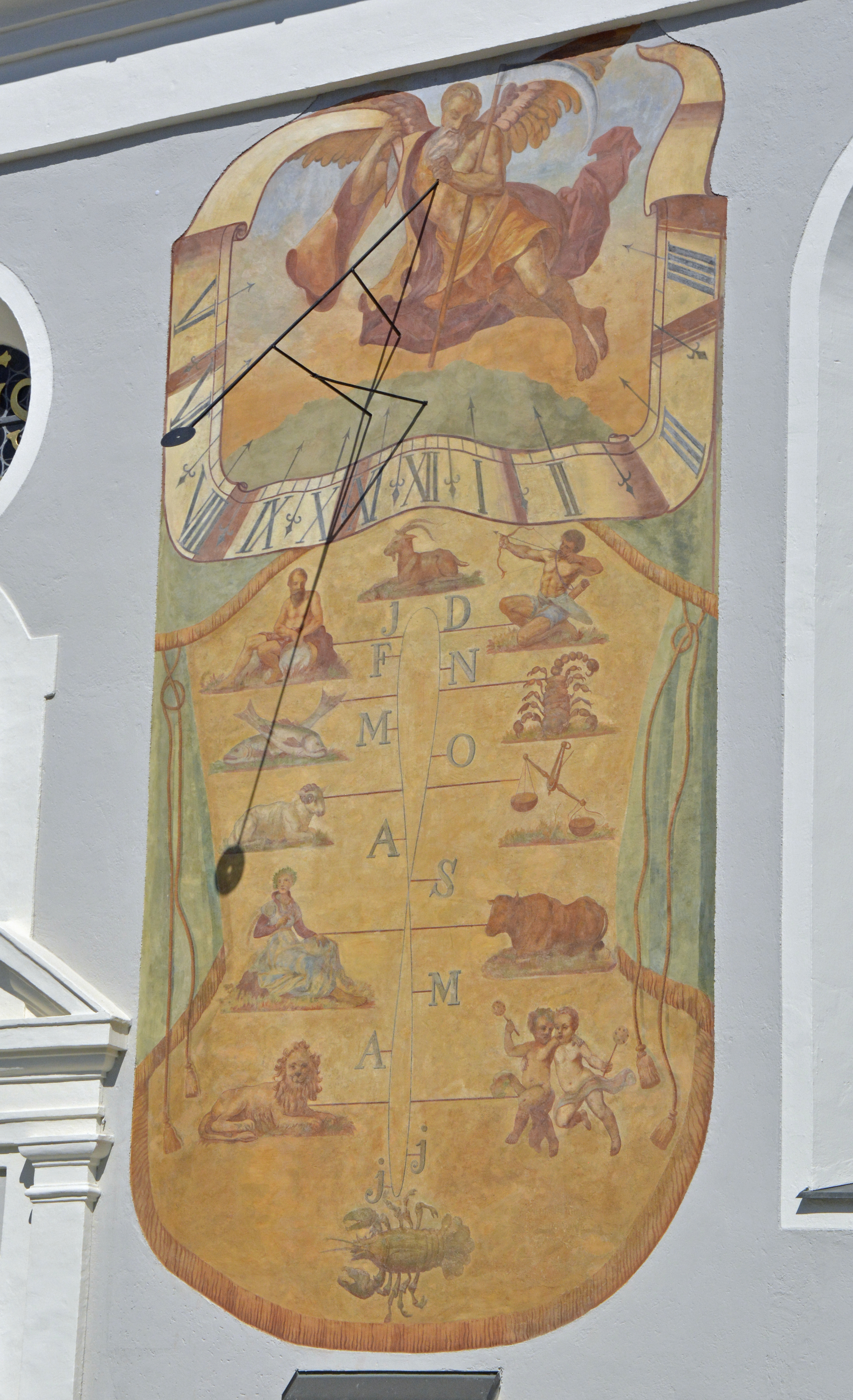
Sonnenuhr der Stadtpfarrkirche St. Jakob

Zu den Sehenswürdigkeiten Dachaus gehören zunächst die Altstadt, das alte und das neue Rathaus, das Schloss Dachau sowie dessen Hofgarten. Anteil am kulturellen Leben Dachaus haben auch die Dachauer Gemäldegalerie, welche vor allem Exponate mit Landschaften aus der Umgebung Dachaus zeigt, die Neue Galerie Dachau – eine Sammlung von Werken aus der modernen Kunst – und das Bezirksmuseum, das die Kulturgeschichte und Volkskunde Dachaus beleuchtet.
Nennenswerte Sakralbauten sind unter anderem die Stadtpfarrkirche St. Jakob und die Filialkirche St. Laurentius in Etzenhausen, bei der das heutige Erscheinungsbild hauptsächlich in der Zeit ab 1500 geprägt wurde. Die Pfarrkirche St. Jakob ist schon von weitem sichtbar und überragt mit ihrem 44 Meter hohen, achteckigen Turm die Dachauer Altstadt. Sie steht inmitten von malerischen Bürgerhäusern direkt im Stadtzentrum. In den Jahren 1624–25 entstand der heutige Bau im Stil der Spätrenaissance. An dieser Stelle befand sich zuvor eine kleine spätgotische Kirche, aus der die Sakristei und das quadratische Untergeschoss noch erhalten sind. Unter der Leitung des Münchner Hofbaumeisters Friedrich Sustris erfolgte der Chorbau, das Langhaus wurde nach dem Entwurf von Hans Krumpper erbaut. Eine stattliche Sonnenuhr aus dem 18. Jahrhundert ziert die Südseite, an der nicht nur die Zeit, sondern auch Monat und Sternzeichen abzulesen sind. Dachau und die Kirche St. Jakob liegen übrigens am berühmten Jakobsweg.
Die Filialkirche St. Johann in der Schillerstraße wurde in den Jahren 1932/1933 gebaut und seit 2000 für griechisch-orthodoxe Gottesdienste genutzt. Weitere sehenswerte Pfarrkirchen sind St. Nikolaus und Maria im Gemeindeteil Mitterndorf, Heilig Kreuz in Dachau-Ost, die heute unter Denkmalschutz steht, die evangelische Friedenskirche Dachau, welche 1953 fertiggestellt wurde, und die Gnadenkirche Dachau aus dem Jahr 1964.
Bekannt ist Dachau vor allem als ehemaliger Standort des Konzentrationslagers Dachau in der Zeit des Nationalsozialismus, an das die KZ-Gedenkstätte als Mahnstätte erinnert. Die Versöhnungskirche ist ein wichtiges Architekturbeispiel des Brutalismus. Nahebei liegt das Karmel Heilig Blut, das Kloster der Karmelitinnen an der KZ-Gedenkstätte.
Ein für Dachau und das Dachauer Land seit dem 19. Jahrhundert typisches Schmuck- und Schutzsymbol an Häusern sind die zahlreichen Dachauer Haustafeln.

### NS-Gedenkorte

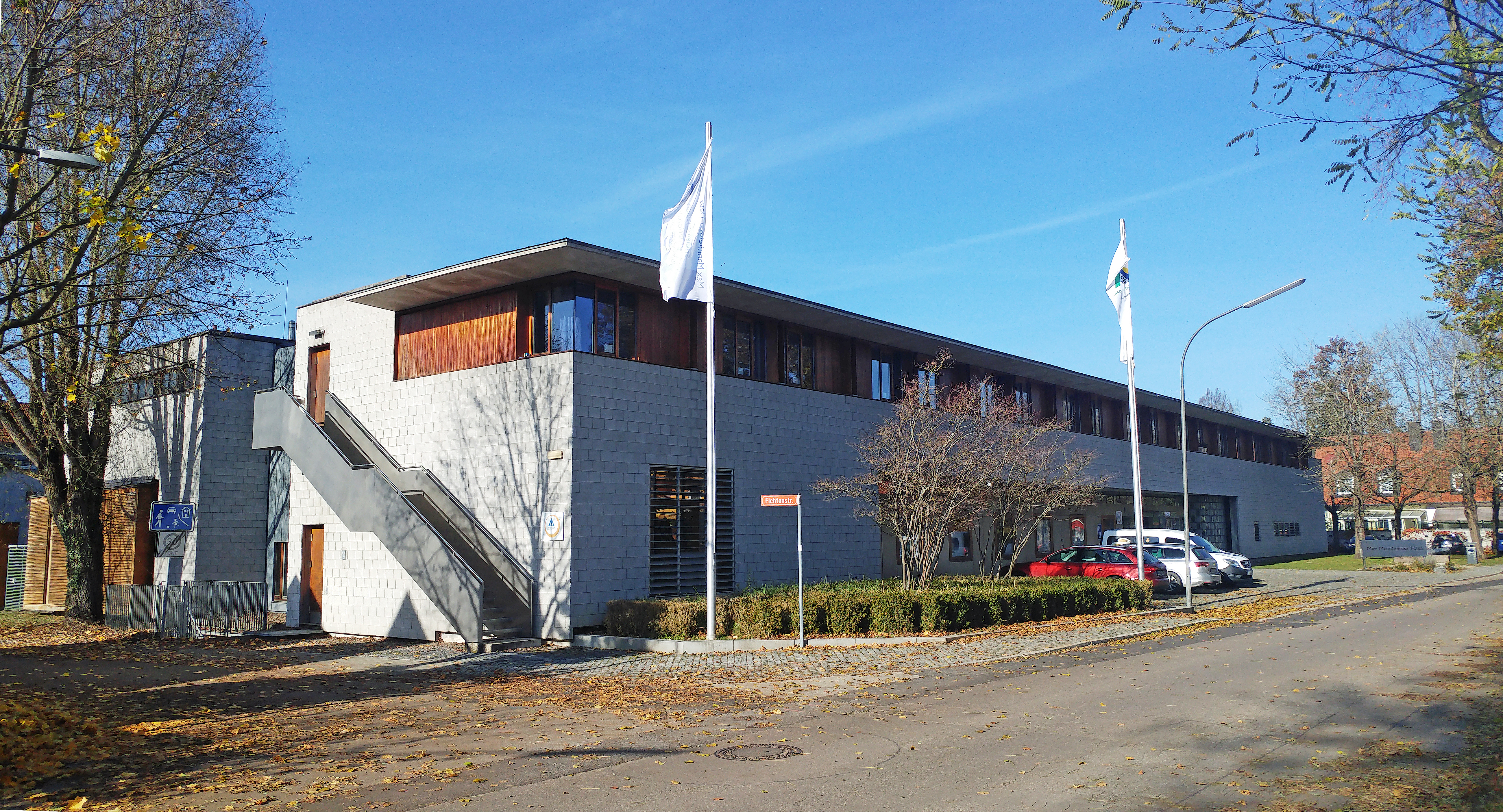
Max-Mannheimer-Haus Studienzentrum und internationales Jugendgästehaus

Die Stadt bekennt sich ausdrücklich zur Auseinandersetzung mit der NS-Vergangenheit. Sie fördert daher mit unterschiedlichen Ansätzen die Erinnerungskultur. Die historisch bedeutsame Geschichte des KZ Dachau, der Prototyp der nationalsozialistischen Menschenverachtung, macht Dachau zu einem Ort mit Mahnstätten und Erinnerungsorten. Diese Orte des Erinnerns an die NS-Opfer werden jährlich von über 1.000.000 Besuchern aus dem In- und Ausland aufgesucht. Zu diesen Orten zählen:
- KZ-Gedenkstätte Dachau
- SS-Schießplatz Hebertshausen
- KZ-Ehrenfriedhof Leitenberg (mit der Kapelle Regina Pacis)
- Kräutergarten Dachau
- zwei Eisenbahnrampen bzw. Gleis an der Isar-Amperwerk-Straße
- Kloster Karmel Heilig Blut
- Gräberanlage Waldfriedhof Dachau.

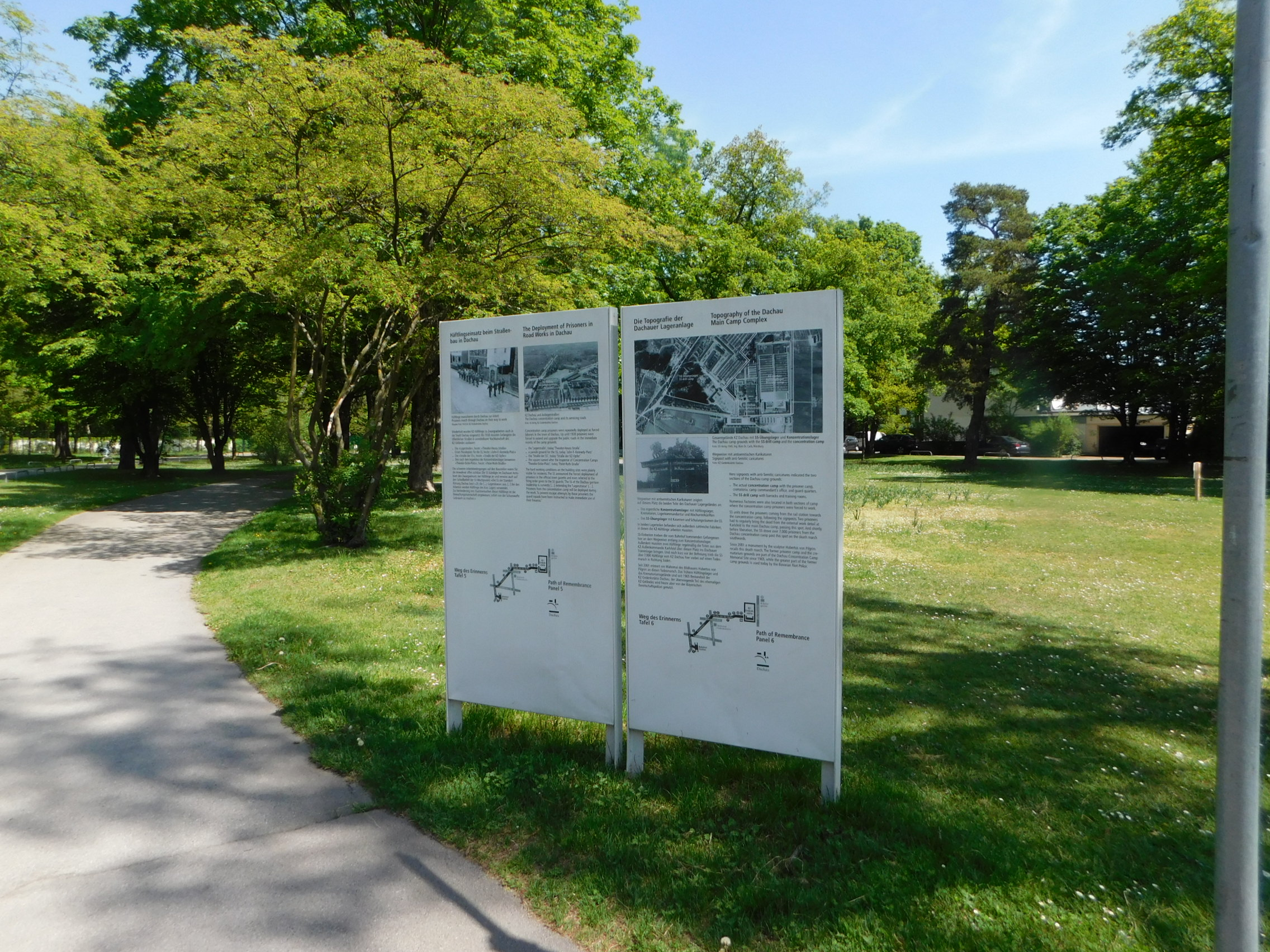
„Weg des Erinnerns“: im März 2007 eingeweiht. Zwölf Informationstafeln, entlang der Strecke vom Dachauer Bahnhof bis zum Besucherzentrum der KZ-Gedenkstätte Dachau.

Der „Weg des Erinnerns“ wurde im März 2007 eingeweiht. Dieser wird von zwölf Informationstafeln, die entlang der Strecke vom Dachauer Bahnhof bis zum Besucherzentrum der KZ-Gedenkstätte Dachau aufgestellt sind, gesäumt. Diese Tafeln erinnern an die geschichtliche Bedeutung des Weges, auf dem die meisten Häftlinge während der NS-Zeit ins Konzentrationslager Dachau gebracht wurden. Für den drei Kilometer langen Fußweg benötigt man ca. 45 Minuten. Die Informationstafeln stellen die Beziehung der Häftlinge zum Dachauer Umfeld dar. Sie weisen auf Spuren hin, die durch die NS-Herrschaft in Dachau verblieben sind. Es ist noch ein Bahndamm erkennbar, über den ganze Züge mit Gefangenen ins Lager transportiert wurden. Die Häftlinge wurden zum Bau öffentlicher Straßen entlang des Weges eingesetzt. Das letzte Stück führt entlang der ehemaligen SS-Kaserne bis zur heutigen KZ-Gedenkstätte.

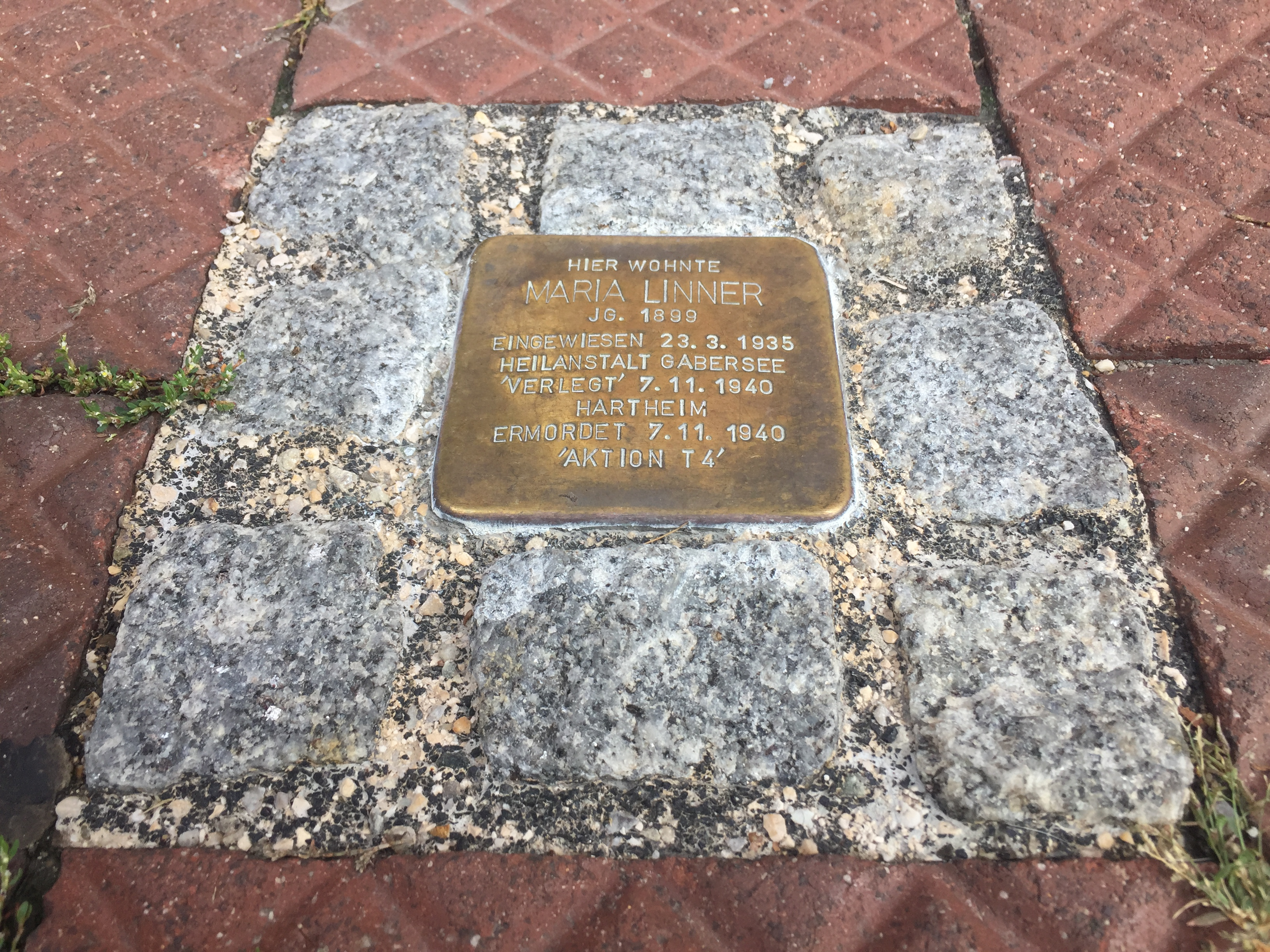
Stolperstein in Dachau für Maria Linner

Die Stadt hat seit 2005 auch 15 „Stolpersteine“ des Künstlers Gunter Demnig verlegen lassen. Die in den Boden eingelassenen Messingplatten rufen zum Gedenken an alle Menschen, die unter dem nationalsozialistischen Regime leiden mussten, auf: Juden, Sinti und Roma, politisch Verfolgter, religiös Verfolgter, Zeugen Jehovas, Homosexueller, geistig und/oder körperlich behinderten Menschen, Zwangsarbeiter und Deserteure.
Das Max-Mannheimer-Haus Studienzentrum und internationales Jugendgästehaus ist eine Bildungs- und Begegnungsstätte zur NS-Vergangenheit. Im Max-Mannheimer-Haus werden jährlich im Juli/August Workshops für Jugendliche aus der ganzen Welt zu Formen von Nationalismus und Diskriminierung abgehalten. Im Oktober findet in Dachau jedes Jahr ein wissenschaftlicher Austausch zu Themen des Nationalsozialismus statt.

### Denkmäler
Seit 1964 erinnert ein Denkmal des Bildhauers Will Elfes an die Massenerschießungen Tausender sowjetischer Kriegsgefangener. Weitere Gedenkstätten an den Gräbern Tausender KZ-Opfer befinden sich auf dem Friedhof Leitenberg, dem Waldfriedhof Dachau. sowie auf dem Widerstandsplatz zur Erinnerung an den „Dachauer Aufstand“ vom 28. April 1945. Das Denkmal „Todesmarsch“ in der Theodor-Heuss-/Sudetenlandstraße erinnert an den Todesmarsch vom 26. April 1945, als die SS fast 7.000 Häftlinge des KZ Dachau zu Fuß nach Süden trieb. Mahnmale entlang der Route ergänzen seit Ende der 1980er Jahre die Erinnerung.

### Kultur und regelmäßige Veranstaltungen

#### Museen und Galerien

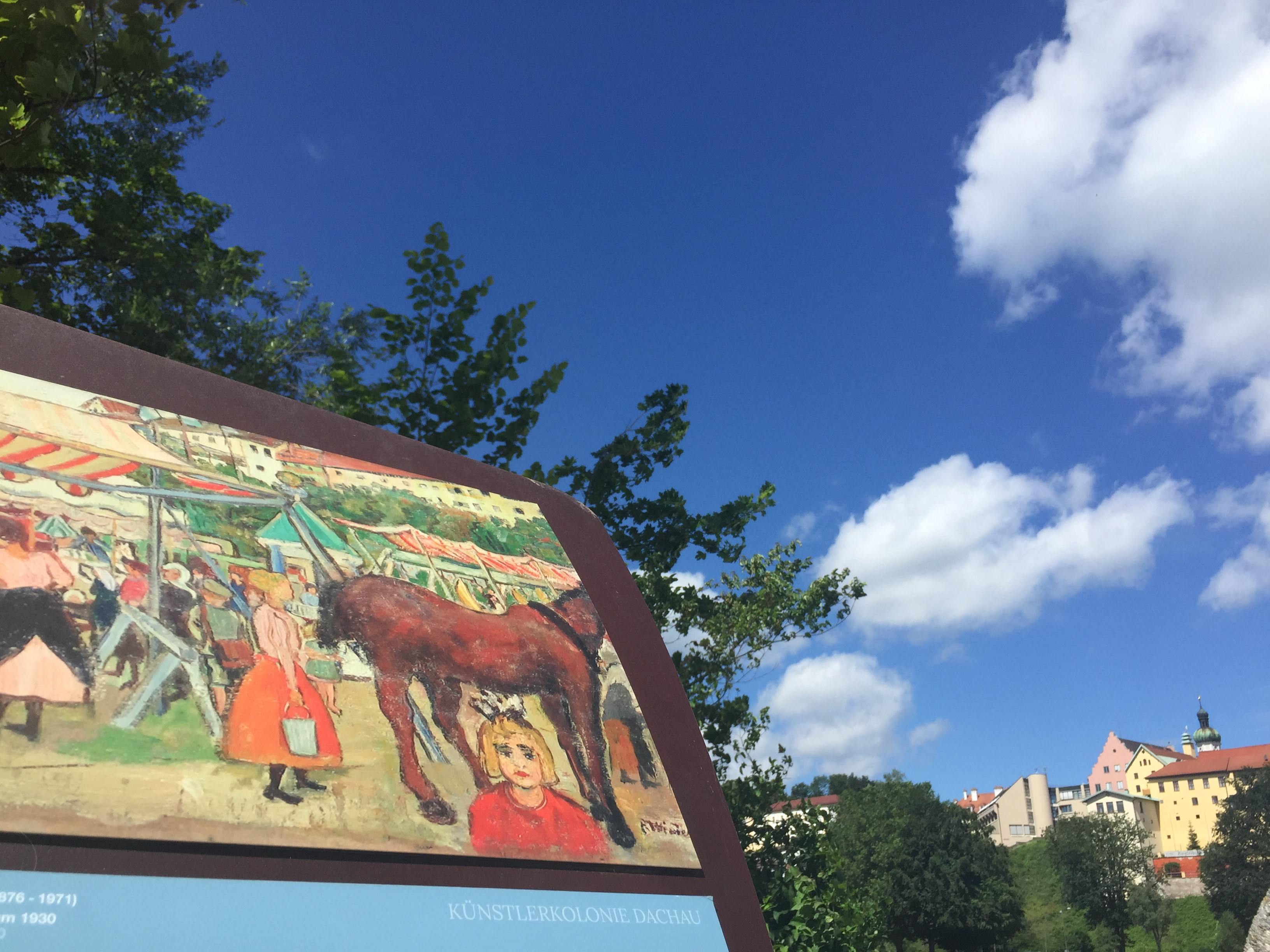
Künstlerweg Dachau, Stele: Paula Wimmer

Dachau verfügt über ein Bezirksmuseum, welches sich der Region des Dachauer Landes widmet. Im Bereich Kunst gibt es die Gemäldegalarie Dachau, die zahlreiche Werke der Künstlerkolonie Dachau ausstellt. Diese gehörte bis zum Ersten Weltkrieg zu den bedeutendsten Künstlerkolonien in Deutschland. Das zweite Kunstmuseum mit dem Schwerpunkt moderne und zeitgenössische Kunst ist die Neue Galerie. Im September wird eine „Lange Nacht der offenen Türe“ von Ateliers, Galerien und Künstlerwerkstätten, auch als Reminiszenz an die Künstlerkolonie Dachau, veranstaltet.

#### Dachauer Volksfest

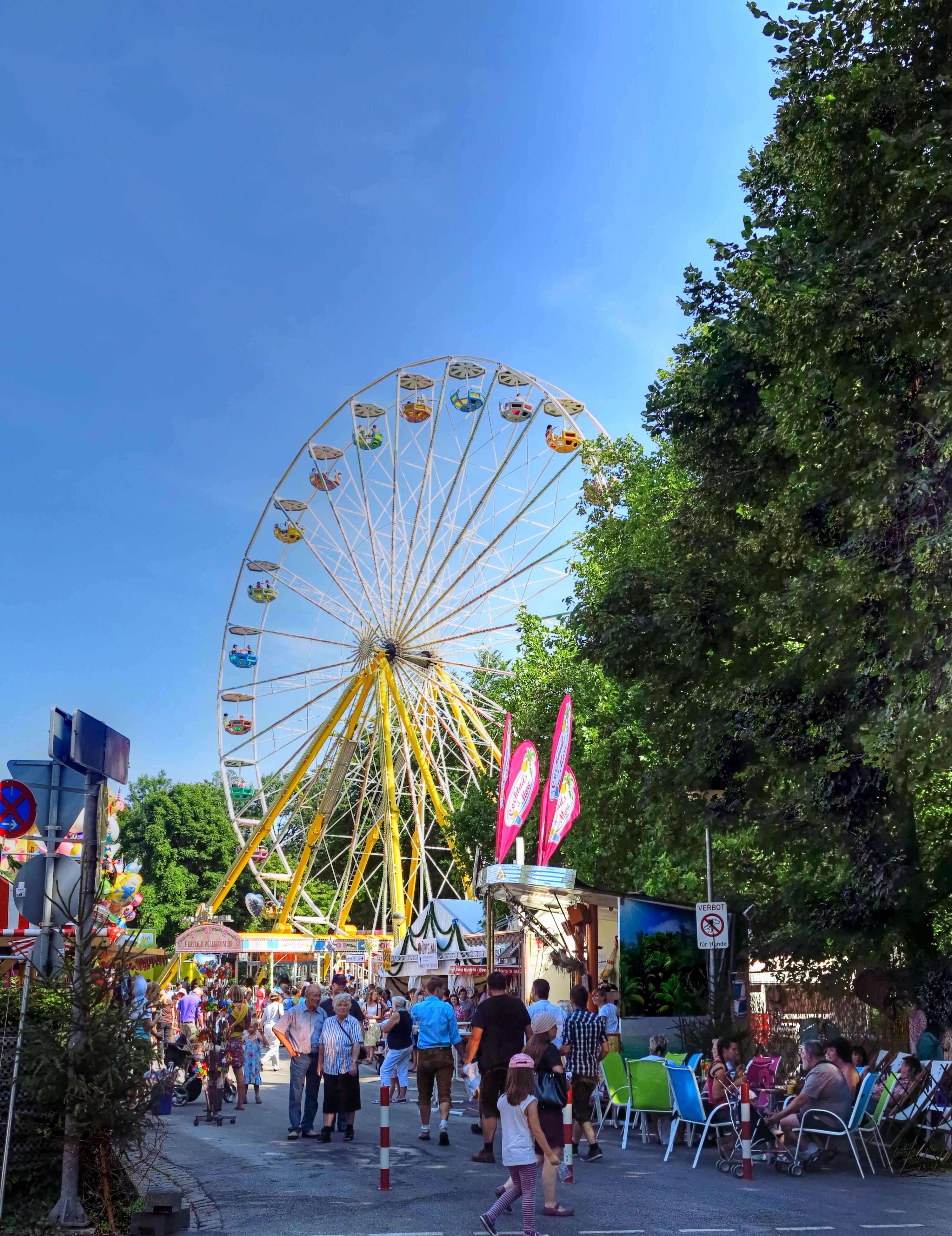
Dachauer Volksfest

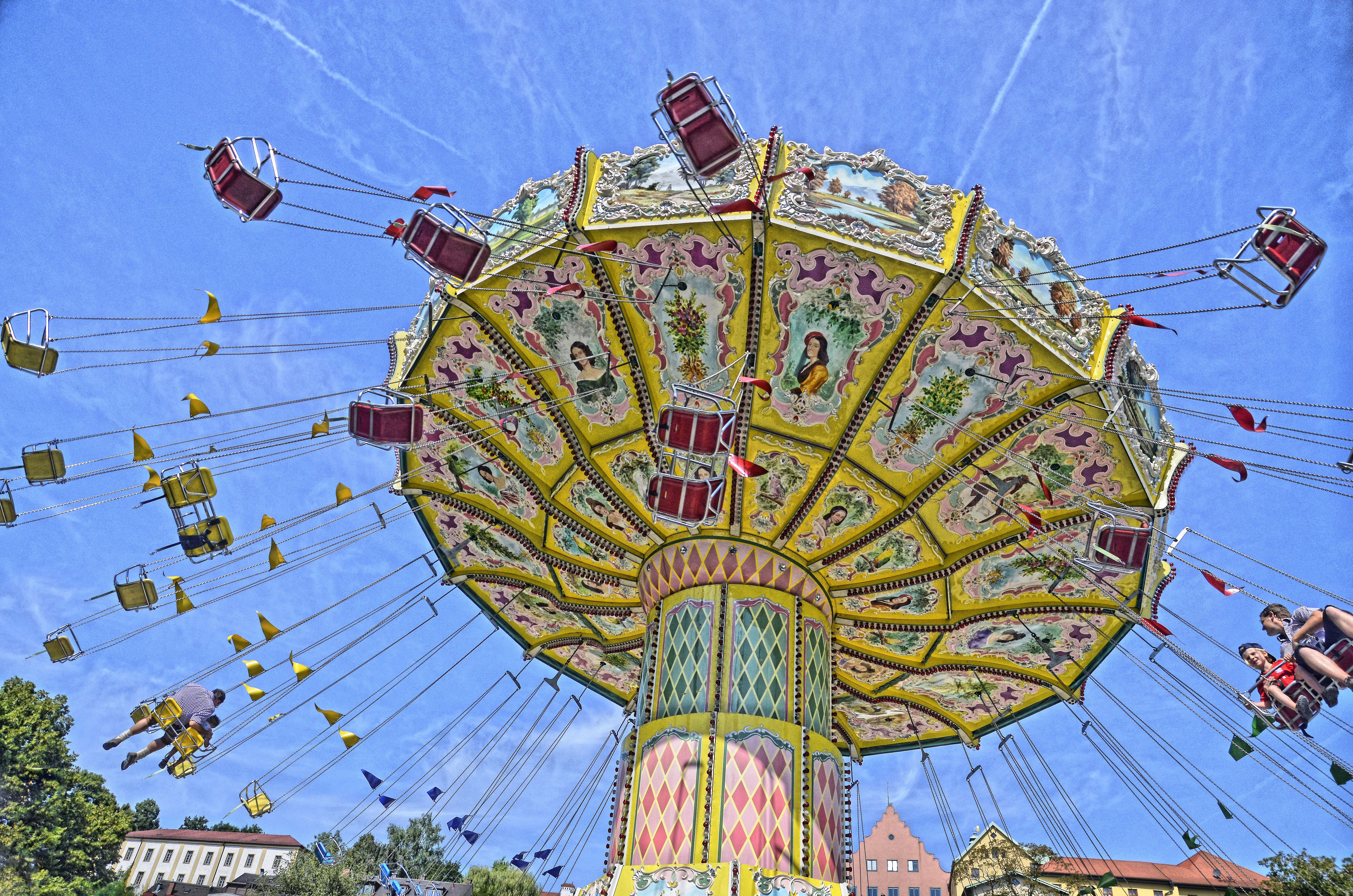
Kettenkarussell auf dem Dachauer Volksfest

Das Dachauer Volksfest hat seinen Ursprung in Pferderennen, die ab 1652 veranstaltet wurden und bereits eine Art Volksfestcharakter hatten. Der ursprüngliche Ort dieser Veranstaltungen war die sogenannte Zieglerwiese, wo sich bis Dezember 2006 die „Postschule“ befand. Diese Feste wurden in mehr oder weniger größeren Zeitabschnitten gefeiert. Im Jahr 1894 wurde zum ersten Male der Glückshafen der Stadt Dachau aufgestellt, eine Warenverlosung zugunsten der Dachauer Armenkasse, heute Bürgerspital-Stiftung. 1920 wurde das Volksfest von der Zieglerwiese auf den heutigen Platz, die Ludwig-Thoma-Wiese, verlegt. Seit 1946 findet das Dachauer Volksfest dort regelmäßig jedes Jahr statt. Von 1947 bis 1973 wurden Ochsenrennen veranstaltet.
Das Dachauer Volksfest findet jedes Jahr zehn Tage im August von einem Samstag bis zum übernächsten Montag statt. Dabei endet das Volksfest immer am Montag nach dem Feiertag Mariä Himmelfahrt am 15. August. Fällt Mariä Himmelfahrt auf einen Montag, so endet das Fest spätestens am 22. August. Frühestens endet es am 16. August, wenn der Feiertag auf einen Sonntag fällt. In ungeraden Jahren findet seit 1989 am ersten Volksfestsonntag der Dachauer Kinderfestzug statt. Das Dachauer Volksfest hat traditionell den niedrigsten Bierpreis von allen großen Volksfesten Bayerns. Seit 2002 findet jedes Jahr am Vorabend zum Volksfest im großen Festzelt der Blechblos’n-Tag statt.

#### Kulturelle Ereignisse
Jedes Jahr am zweiten Juli-Samstag wird das Dachauer Altstadtfest veranstaltet. Zu diesem Anlass wurde viele Jahre lang ein Bierkrug mit einem historischen Motiv herausgegeben. Ältere Ausgaben dieser Bierkrüge werden von Sammlern zu einem vierstelligen Euro-Betrag gehandelt. Anfang September gibt es entlang der Münchner Straße ein Straßenfest mit dem Namen „LangeTafel“.
Ebenfalls jährlich findet ein Christkindlmarkt in der Dachauer Altstadt statt, während dessen Verlauf die Rathausfront über dem Weihnachtsmarkt als Adventskalender dient.
Internationale Konzerte mit klassischer Kammermusik bieten seit 1979 die Dachauer Schlosskonzerte im Renaissance-Saal des Dachauer Schlosses.
In den Sommermonaten Juni/Juli findet jedes Jahr der Dachauer Musiksommer mit einer Vielzahl an Einzelveranstaltungen statt. Dazu zählen „Jazz in allen Gassen“, „Barock-Picknick“ und Open-Air-Konzerte. Zu den Künstlern, die in Dachau bereits auftraten, zählen unter anderem die Band Haindling, Angelo Branduardi, Umberto Tozzi, Nigel Kennedy, Abdullah Ibrahim, Biréli Lagrène, Calexico, The National, Lambchop und Fiddler’s Green.
Jedes Jahr veranstalten Dachauer Vereine in der letzten Septemberwoche das Kulturspektakel Amperitiv auf der Ludwig-Thoma-Wiese.
Am 15. August jeden Jahres findet in der Altstadt das Dachauer Bergkriterium, eines der größten Straßenradrennen in Bayern, statt.
Seit 2005 verleiht die Stadt Dachau alle zwei Jahre den Dachau-Preis für Zivilcourage. Außerdem verleiht die Stadt Dachau gemeinsam mit dem Dachauer Jugendrat jährlich den Dachauer Jugendpreis.
In jedem Jahr findet um Allerheiligen in der Turnhalle in der Brunngartenstraße eine der schönsten Vogelschauen in Bayern statt. Seit 2007 richtet der Vogelschutz- und Zuchtverein eV Dachau und Umgebung eine offene Stadtmeisterschaft aus.

#### Biergärten
Biergärten, als urbayerische Institution, finden sich an vier Stellen im Stadtgebiet: Amperlust, Drei Rosen, Stadtkeller und die Alte Liebe an der Amper im Gemeindeteil Mitterndorf.

## Sport

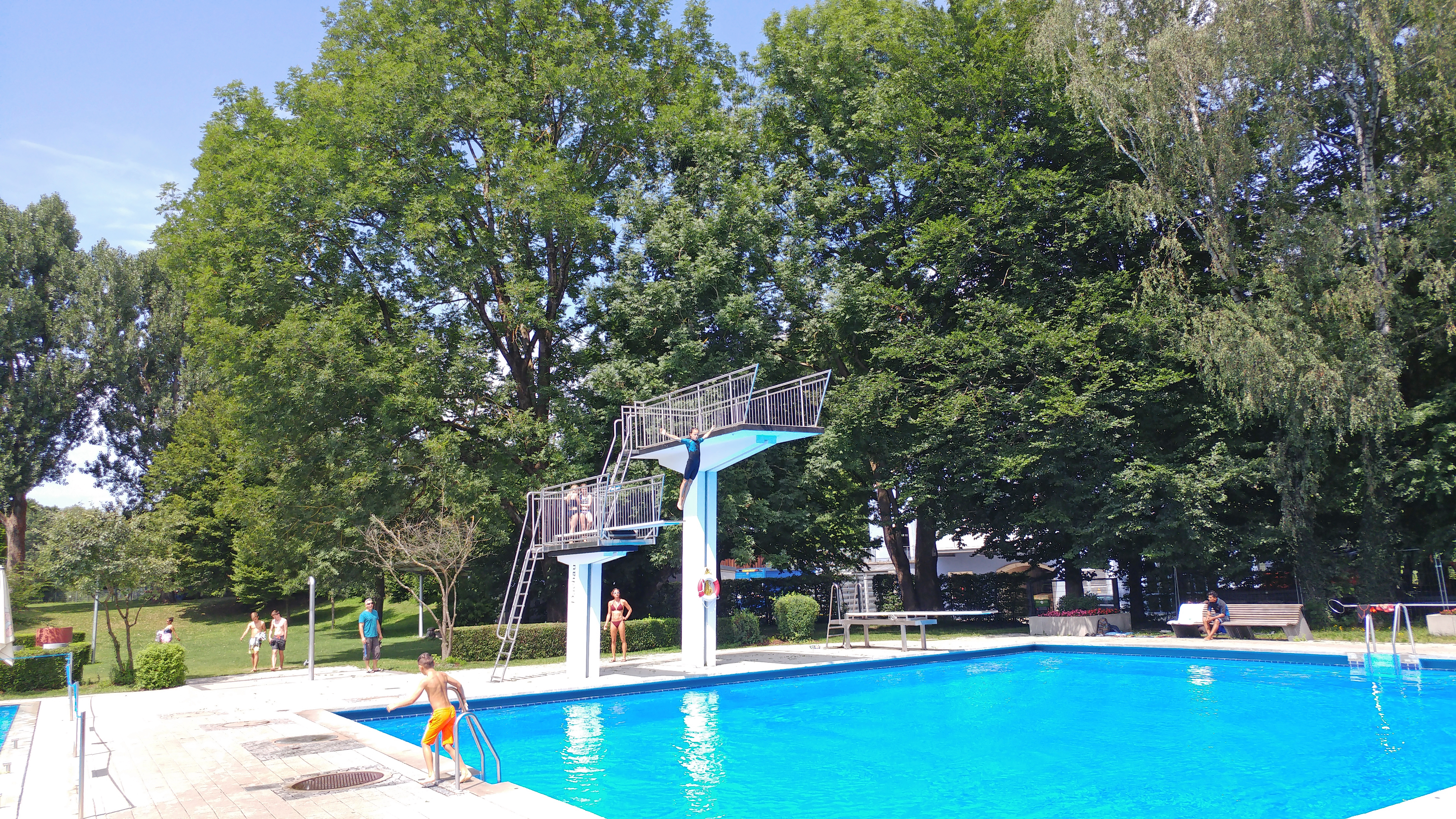
Familienbad Dachau (Sprungbecken)

Dachau verfügt über ein 1971 fertiggestelltes Hallenbad mit Saunabereich (6 Bahnen im 25-m-Sportbecken, Nichtschwimmerbecken und Sprungturm 1 m / 3 m), welches durch einen Neubau (Planeröffnung 2022) derzeit erweitert wird. Für die Freibadsaison (Mai bis September) gibt es ein großzügiges Familien-/Freibad mit Sprungbecken (Sprungturm 1 m / 3 m / 5 m), 8 Bahnen 50-m-Schwimmerbecken, 2 Wasserrutschen und Nichtschwimmerbecken. Der Betreiber, die Stadtwerke Dachau, gibt die jährlichen Besucherzahlen mit rund 70.000 Personen an. Der Stadtweiher steht als Naturbad zum Baden zur Verfügung.
Im Winter (Ende Oktober bis Anfang März) besteht auf dem ASV-Gelände eine Kunsteisbahn. Die Eisbahn hat eine Eisfläche von 60 × 30 m und wurde 1978 eröffnet. Pro Saison kommen etwa 12.000 Erwachsene und 19.000 Kinder – plus die mehreren tausend Jugendlichen, die an vier Vormittagen mit ihren Schulen zum Eislaufen gehen. Auch die Eishockeyspieler des ESV Dachau Woodpeckers e. V. trainieren und spielen dort. Auch das Eisstockschießen ist dort möglich.
- Die Herren des ASV Dachau waren bereits mehrmals Deutscher Meister in der Volleyball-Bundesliga und spielen seit der Saison 2023/2024 wieder erstklassig. Mit dem TSV 1865 Dachau existiert nur noch ein weiterer Sportverein in Dachau, da dieser mit dem SSV Dachau zusammengelegt wurde.
- Der Billard-Verein BSV Dachau ist der deutsche Mannschaftsmeister im Poolbillard in den Jahren 2005, 2006, 2016 und 2017. Unter anderem gehören der Europatrainer im Poolbillard, Andreas Huber (Billardtrainer), sowie viele erfolgreiche Einzelspieler diesem Verein an.
- Der Fußballverein JFG Dachau-Land 06 ist in mehreren Ortschaften im Landkreis Dachau aktiv.
- Der Golfclub Dachau wurde 1965 gegründet und ist somit einer der ältesten Golfclubs in Bayern.

## Wirtschaft und Infrastruktur

### Wirtschaftsbetriebe

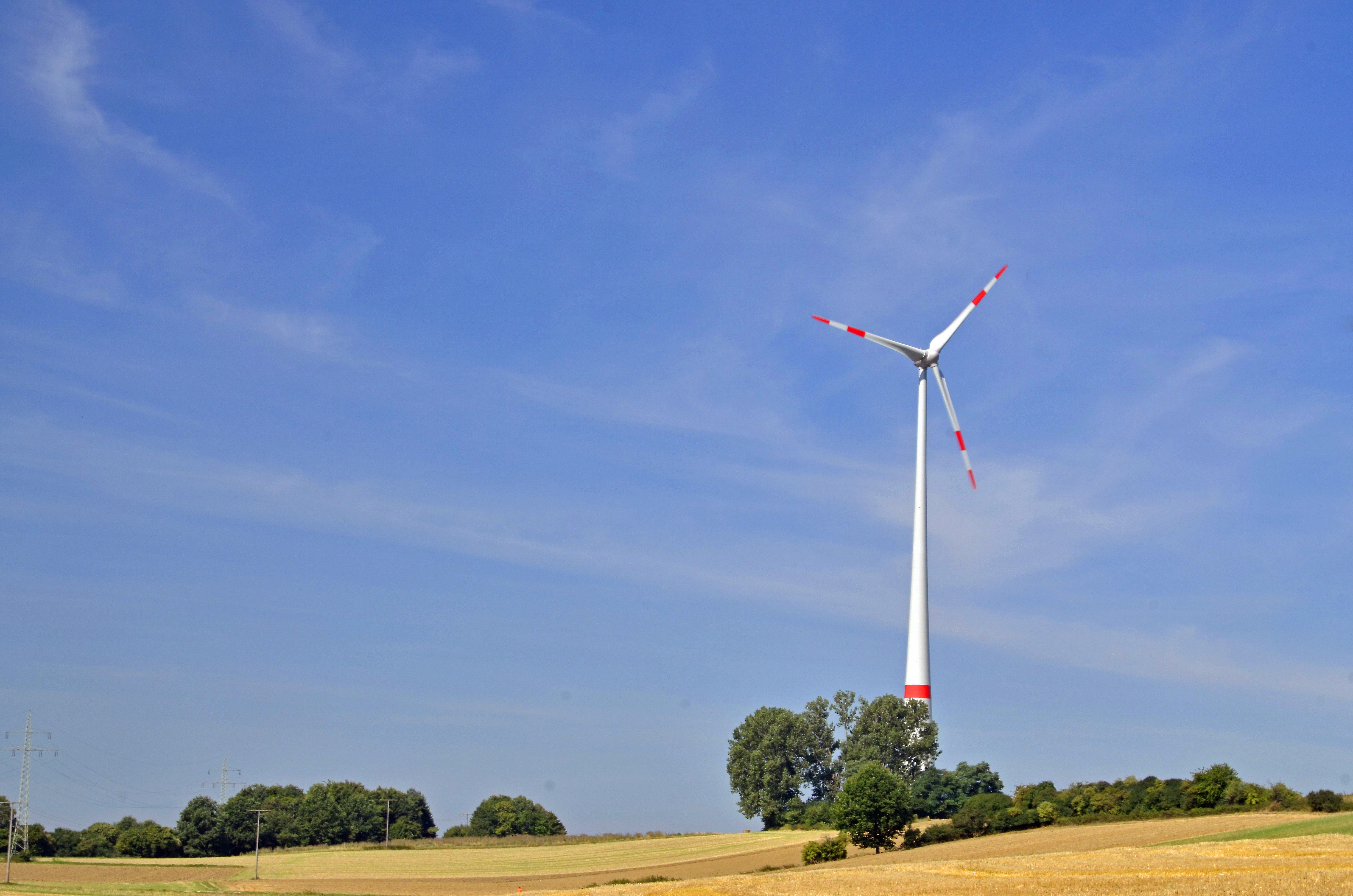
Dachauer Land: Windrad nördlich von Dachau

Die ehemals wichtigsten Stützen der Dachauer Wirtschaft, die Ziegelherstellung und die Papierproduktion (Schließung der MD-Papierfabrik am 1. Juli 2007) befinden sich im Niedergang. Größere Arbeitgeber innerhalb der Stadt Dachau sind heute die Stadtwerke Dachau und kommunale Betriebe, das Ersatzteillager der MAN, Autoliv und das Helios Amper-Klinikum Dachau. In Dachau Ost sind eine Reihe von mittelständischen Industrie-, Dienstleistungs- und Handwerksbetrieben konzentriert angesiedelt.
Die größten Arbeitgeber sind:
- Amper Kliniken AG
- Sparkasse Dachau und Volksbank Dachau eG
- Volksbank Raiffeisenbank eG
- Ludwig Meister GmbH & Co. KG
- Marco Systemanalyse und Entwicklung GmbH
- Stadtwerke Dachau
- NAT Neuberger Anlagen-Technik AG[46]

### Branchenstruktur
| Wirtschaftsbereich           | Anteil der Beschäftigten (%) |
| ---------------------------- | ---------------------------- |
| Produzierendes Gewerbe       | 30,7                         |
| Handel, Gastgewerbe, Verkehr | 24,1                         |
| sonstige Dienstleistungen    | 45,2                         |

(Quelle: Bay. Landesamt für Statistik und Datenverarbeitung)

### Einzelhandel
Das in den 1980ern erweiterte, ab den 1990er Jahren stark erweiterte Gewerbegebiet Dachau Ost am Schwarzen Graben hat eine Ansiedlung von Discountern, Einzelhandelsgeschäften, Baumärkten und Großmärkten (REWE und Kaufland) ermöglicht. Durch die vermehrte Ansiedlung großer Supermärkte am Schwarzen Graben nahm das Aussterben kleinerer Geschäfte gerade in der Dachauer Altstadt zu. Bis auf das Gewerbegebiet gibt es in Dachau längs der Münchner Straße und am Anfang der Schleißheimer Straße vorrangig noch Einzelhandel. Faktisch ergab sich eine Dreiteilung von Einzelhandelsflächen: Altstadt (Oberstadt), Münchner-, Bahnhofs- und Schleißheimer Straße (Unterstadt) und Dachau Ost (Schwarzer Graben).

### Banken und Kreditinstitute
Zu den wichtigen ortsansässigen Kreditinstituten zählen die Volksbank Raiffeisenbank Dachau und die Sparkasse Dachau. Daneben sind Postbank, Commerzbank, Sparda-Bank und die Hypovereinsbank mit Filialen vertreten.

## Verkehrswesen

### Referenzpunkt
Referenzpunkt für alle Entfernungen von und nach Dachau ist die Stadtpfarrkirche St. Jakob in der Altstadt.

### Straßenverkehr

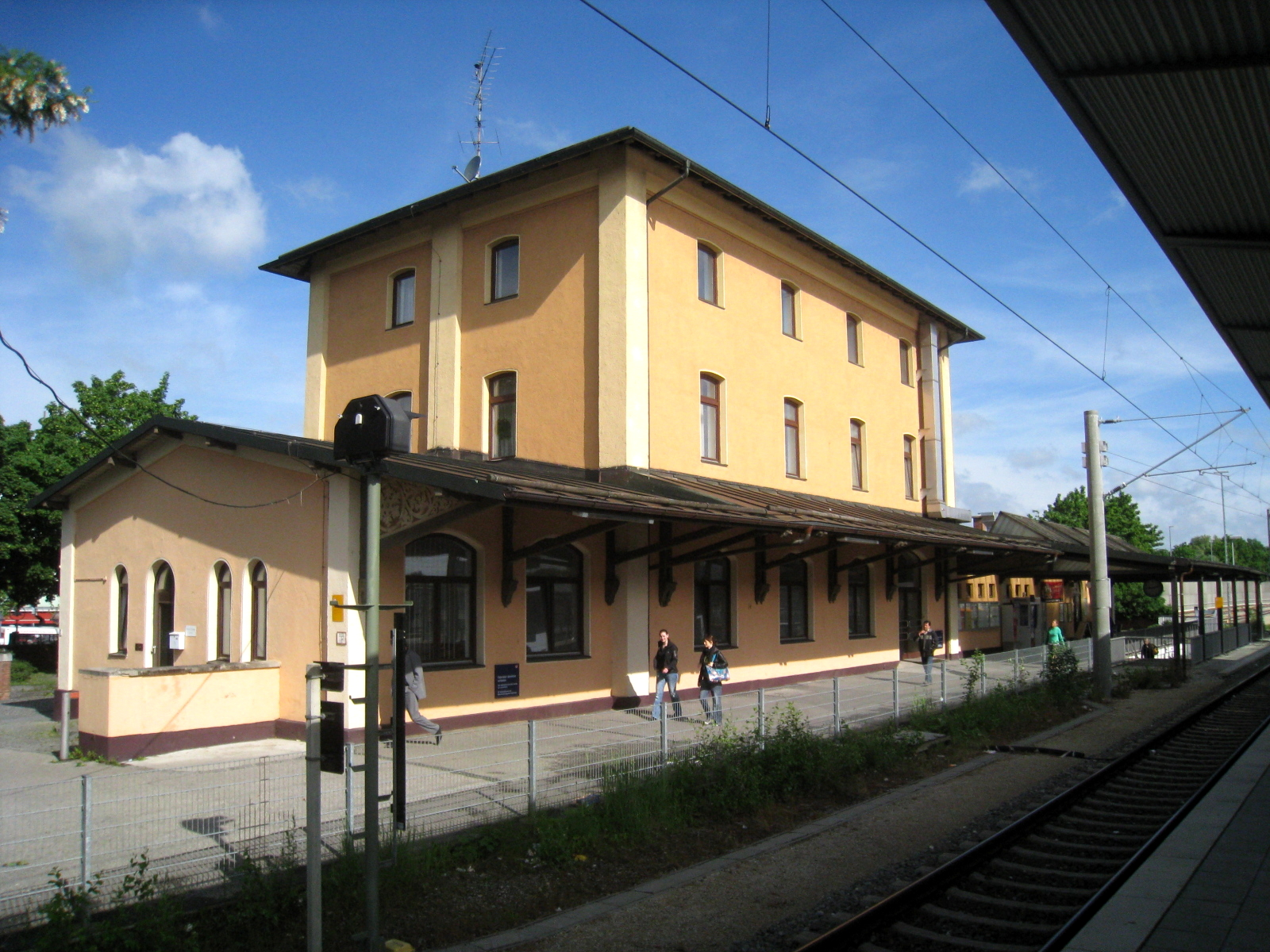
Dachau Bahnhof

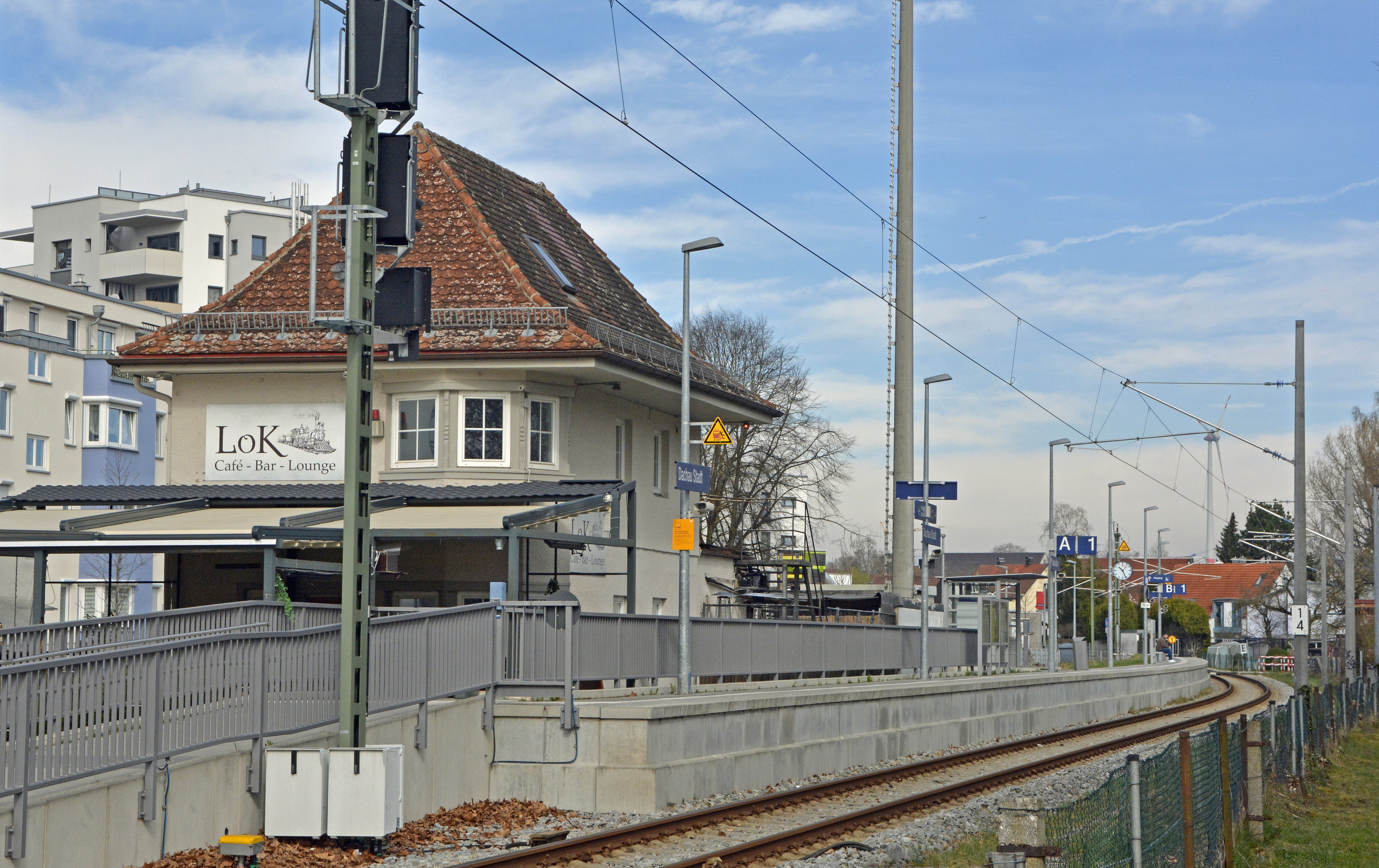
Haltepunkt Dachau Stadt an der Bahnstrecke nach Altomünster

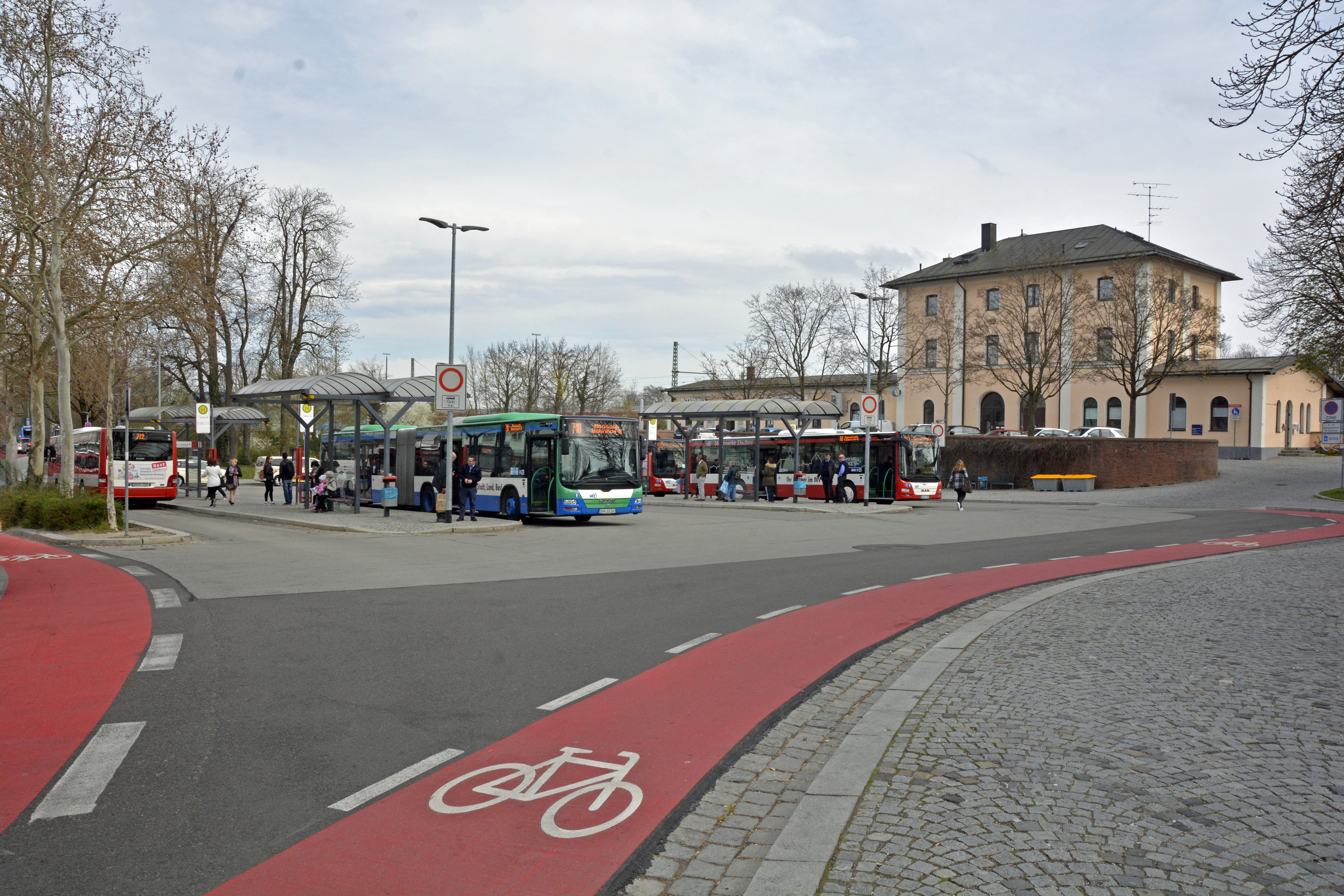
Bahnhof und Busbahnhof Dachau

Im Süden Dachaus geht die Münchner Straße über in die Bundesstraße 304 nach München. Am Südrand des gesamten Stadtgebiets verläuft die Bundesstraße 471. Sie führt im Westen zur Bundesautobahn 8 (München–Stuttgart) und nach Fürstenfeldbruck, und im Osten zur Bundesautobahn 92 (Richtung Flughafen München und Deggendorf) und nach Oberschleißheim. Über die genannten Ausfallstraßen und Autobahnen besteht mittelbar Anschluss zum Autobahnring A99.

### Bahnverkehr
Am Dachauer Bahnhof zweigt die Bahnstrecke Dachau–Altomünster von der Bahnstrecke München–Treuchtlingen ab. Dachau ist mit der Linie S2 der S-Bahn München an den MVV angeschlossen und Endpunkt des fahrplanmäßigen Zehn-Minuten-Taktes. An der Strecke nach Altomünster liegt die zweite Bahnstation in Dachau, der Haltepunkt Dachau Stadt. Ab Dachau Bahnhof werden durchgehende Regionalverbindungen nach Ingolstadt, Treuchtlingen, Nürnberg und zum Hauptbahnhof München angeboten. Die Regionalzüge nach München erreichen von Dachau aus nach ca. 15 Minuten den Hauptbahnhof, mit der S2 dauerte die Strecke rund 30 Minuten.

### Flugverkehr
Dachau lässt sich über den Flughafen München erreichen, der ungefähr 26,8 km entfernt liegt. Der nächste Verkehrslandeplatz liegt in Augsburg.

### Busverkehr
Die Stadt Dachau ist mit mehreren Buslinien an das Regionalbusnetz des Münchner Verkehrs- und Tarifverbund angeschlossen. Dachau liegt hierbei in den Tarifzonen 1 und 2.
Es gibt insgesamt acht Stadtbuslinien, die die Stadtteile miteinander verbinden. Diese Linien werden von den Stadtwerken Dachau betrieben. Außerdem gibt es noch elf Regionalbuslinien in den Landkreis Dachau, eine Regionalbuslinie in den Landkreis München und eine Stadtbuslinie der MVG in die Landeshauptstadt München.
Darüber hinaus ist Dachau mit den beiden Expressbuslinien  X201 und  X800 an den Expressbus-Ring angebunden.
Und es gibt in der Stadt zwei Ruftaxilinien zur Erschließung in nachfrageschwachen Zeiten.
| Linie | Linienverlauf | Verkehrsunternehmen                |
| ----- | --- | ---------------------------------- |
| X201  | Dachau S R – Oberschleißheim – Garching-Hochbrück U – Garching-Forschungszentrum U                                        | Busverkehr Südbayern               |
| X800  | Buchenau S – Esting S – Dachau S R – Dachau, Newtonstraße Nord                                                            | Amperbus GmbH                      |
| 172   | Dachau S R – Karlsfeld – Karlsfelder Straße – Feldmoching U S R – Dülferstraße U – Pulverturm – Am Hart U                 | MVG                                |
| 291   | Dachau S R – Oberschleißheim S – Unterschleißheim S West                                                                  | Busverkehr Südbayern und Bayernbus |
| 702   | Karlsfeld S – Dachau S R – Dachau, Schulen                                                                                | Busverkehr Südbayern               |
| 703   | Erdweg/Gaggers (- Unterweikertshofen) – Odelzhausen – Dachau S R – München, Karlsfelderstraße                             | Geldhauser                         |
| 704   | Lauterbach, Abzweigung – Thalhausen – Kleinberghofen – Schwabhausen – Dachau S R                                          | RVO                                |
| 705   | Altomünster S/Oberndorf – Kleinberghofen S – Erdweg S – Dachau S R – München, Karlsfelder Straße                          | Stanglmeier                        |
| 706   | (Klenau/Schiltberg –) Hilgertshausen – Markt Indersdorf S – Dachau S R – Karlsfeld – Vogelloh/Allach S Ost                | RVO                                |
| 710   | Moosach U S R – Karlsfeld – Dachau S R                                                                                    | Busverkehr Südbayern               |
| 716   | StadtBus: Dachau S R – Watzmannstraße – Schulzentrum – Ignatz-Taschner-Gymnasium – Dachau S R                             | Stadtwerke Dachau                  |
| 717   | StadtBus: Dachau S R – Dachau, Moosstraße                                                                                 | Stadtwerke Dachau                  |
| 718   | StadtBus: Dachau S R – Bahnhofstraße – Am Rennplatz – Stadtweiher – Graf-Konrad-Straße – Eschenrieder Straße – Dachau S R | Stadtwerke Dachau                  |
| 719   | StadtBus: Dachau S R – Bahnhofstraße – Festwiese – Rathaus – Martin-Huber-Straße – Frühlingstraße – Dachau S R            | Stadtwerke Dachau                  |
| 720   | StadtBus Dachau Ringlinie                                                                                                 | Stadtwerke Dachau                  |
| 721   | Unterumbach – Odelzhausen – Dachau S R                                                                                    | RVO                                |
| 722   | StadtBus Dachau Ringlinie                                                                                                 | Stadtwerke Dachau                  |
| 723   | Haimhausen – Inhausermoos – Hebertshausen S (Walpertshofen) – Dachau, Schulen                                             | Geldhauser                         |
| 725   | Fahrenzhausen – Haimhausen – Hebertshausen – Dachau S R – Dachau, Schulen – München, Karlsfelder Straße                   | Geldhauser                         |
| 726   | StadtBus: Saubachsiedlung – KZ-Gedenkstätte – Dachau S R                                                                  | Stadtwerke Dachau                  |
| 736   | Olching S – Bergkirchen – Dachau S R – Dachau, Schulzentrum                                                               | Griensteidl                        |
| 744   | StadtBus: Dachau, Kräutergarten – Dachau S R                                                                              | Stadtwerke Dachau                  |
| 791   | Gröbenried – Eschenried – Dachau S R – Bergkirchen                                                                        | Schilcher                          |
| 7000  | Ruftaxi: Hebertshausen S – Schwabhausen S – Bachern S – Dachau S R                                                        | Geldhauser                         |
| 7100  | Ruftaxi: Dachau S R – Bergkirchen – Bachern S                                                                             | Geldhauser                         |

## Bildungswesen

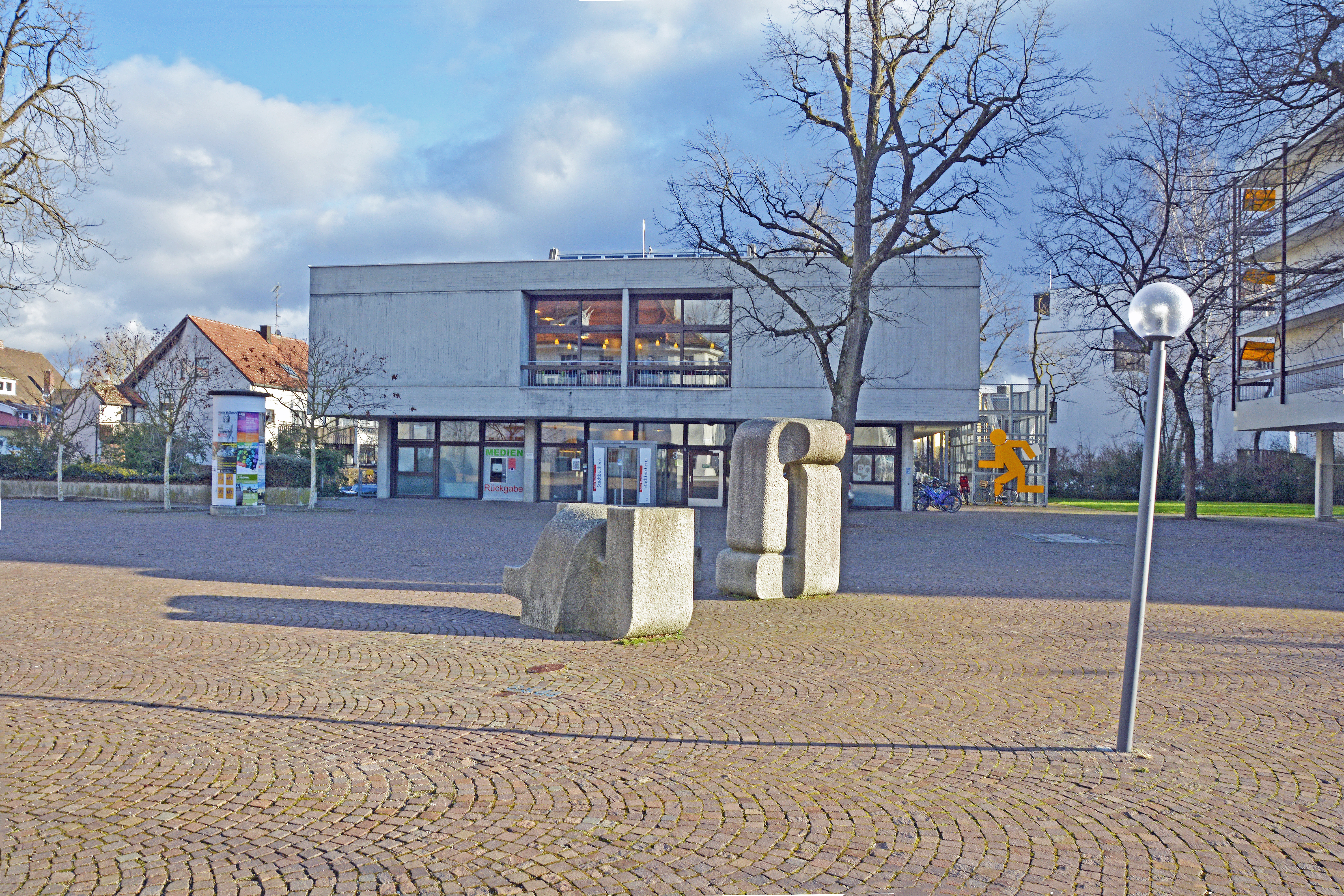
Stadtbücherei Stadt Dachau – Hauptstelle am Max-Mannheimer-Platz

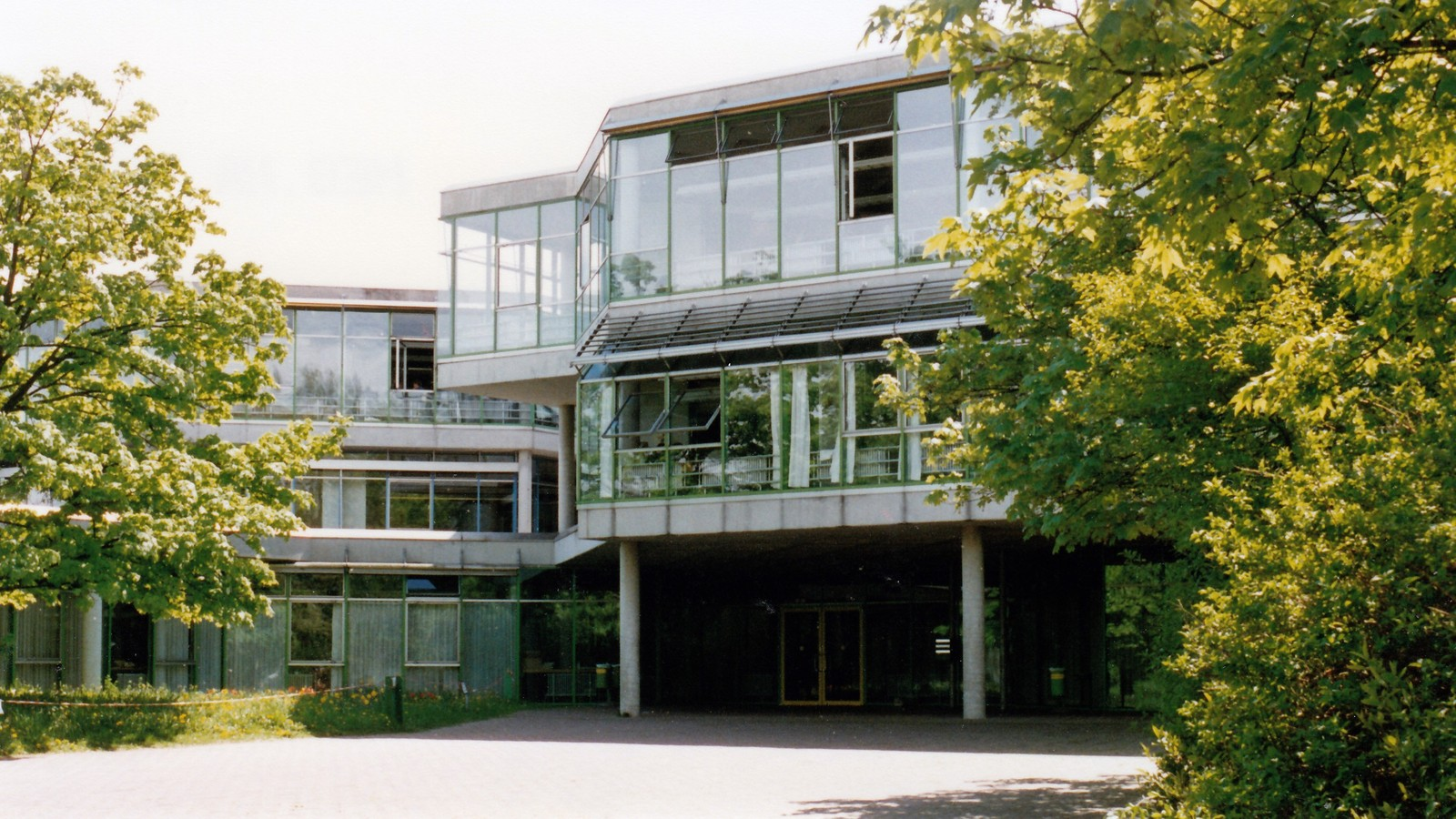
Josef-Effner-Gymnasium

In Dachau gibt es ein weitreichendes Spektrum an öffentlichen und privaten Schulen, bestehend aus
- vier Grundschulen,
- zwei Hauptschulen (auch mit M-Zweig),
- einer Montessorischule (Grund- und Hauptschule),
- einem sonderpädagogischen Förderzentrum,
- einer Realschule,
- zwei Gymnasien (Josef-Effner-Gymnasium Dachau, abgekürzt JEG, und Ignaz-Taschner-Gymnasium Dachau, abgekürzt ITG),
- der staatlich anerkannten Wirtschaftsschule Scheibner e. V. (abgekürzt WSS),
- einer staatlichen Berufsschule,
- einer Berufsschule für Krankenpflege

Dachau ist auch polizeilicher Ausbildungsstandort der VI. Bereitschaftspolizeiabteilung in Bayern.
Es gibt zudem ein breites Angebot in der Erwachsenenbildung. Diese wird hauptsächlich von der städtischen Volkshochschule Dachau und dem katholischen Dachauer Forum getragen.
Eine Besonderheit ist das Jugendgästehaus des Deutschen Jugendherbergswerkes (DJH). Es unterstützt die historisch-politische Bildung zur Stadtgeschichte und der Geschichte des KZ.

## Öffentliche Einrichtungen

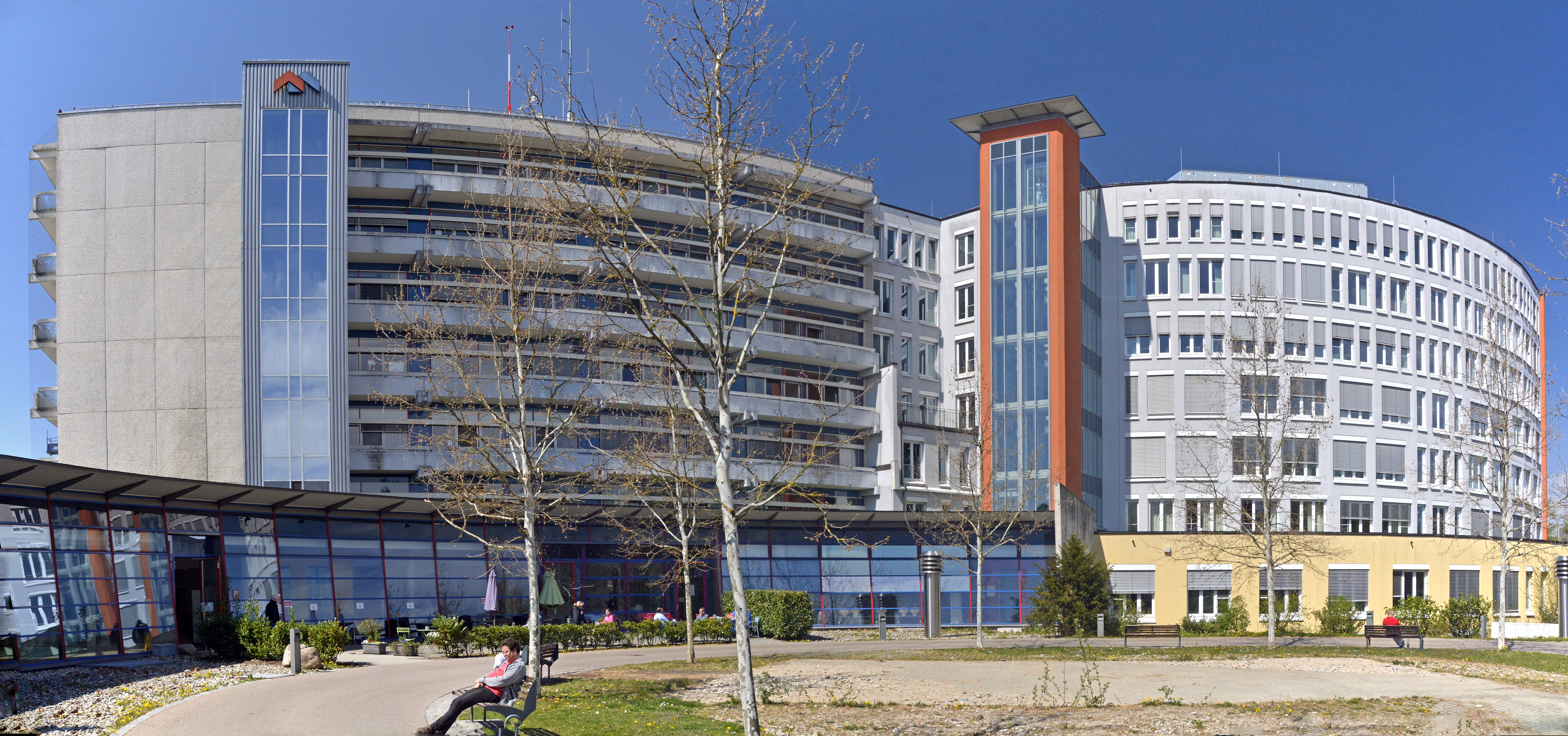
Helios Amper-Klinikum Dachau (Klinikum Dachau)

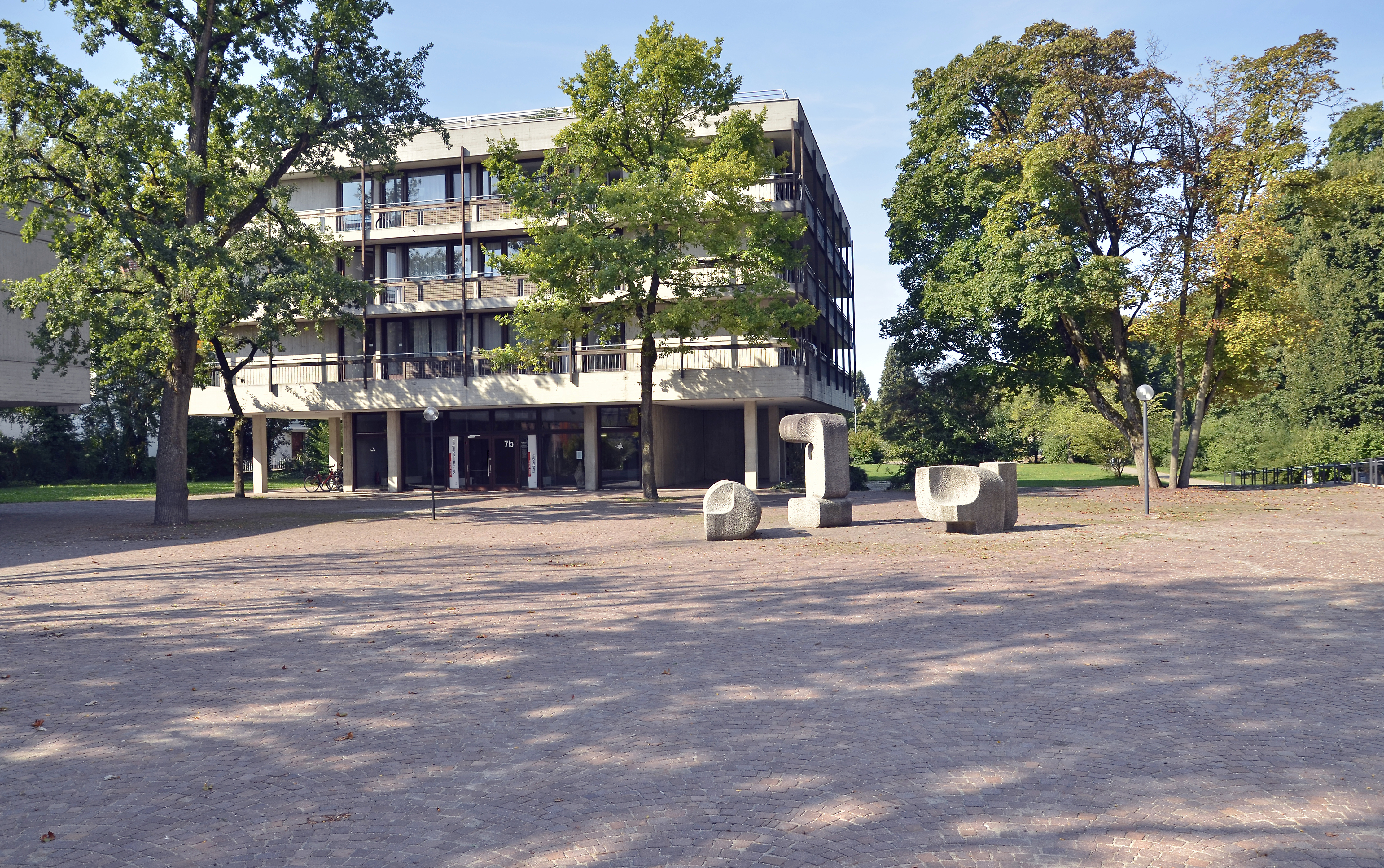
Studentenwohnheim (altes Postgelände) neben der Stadtbibliothek am Max-Mannheimer-Platz

### Krankenhäuser
Die ehemals zwei Kliniken von Dachau, das Kreiskrankenhaus und die Dr.-Koschade-Klinik (spätere Frauenklinik Dachau), schlossen sich in den 1990er Jahren zusammen. Nach großen Umbau- und Erweiterungsarbeiten am Kreiskrankenhaus zwischen den Jahren 1997 und 2005 wurde die Frauenklinik stillgelegt. Das heute Amper-Klinikum Dachau genannte Haus der Helios-Kliniken-Gruppe hat sich zu einem modernen Krankenhaus der Schwerpunktversorgung entwickelt und hält die Fachabteilungen Innere Medizin I und II, Visceral-, Thorax- und Gefäßchirurgie, Unfallchirurgie und Orthopädie, Hals-Nasen-Ohrenheilkunde, Frauenheilkunde und Geburtshilfe, Neurologie, Physikalische Medizin, Schmerztherapie und Plastische- und Wiederherstellungschirurgie vor. Seit 2020 geriet das Amper-Klinikum Dachau in die Kritik: Artikel in der Süddeutschen Zeitung wiesen auf von Mitarbeitern beklagte „skandalöse Zustände für Patienten und Angestellte“ hin. Aufgrund des Pflegenotstandes würden Patienten unzureichend versorgt, man sei „bedacht darauf, dass Missstände nicht nach außen dringen“ sowie gebe es „viel zu wenig Personal und eine schlechte Bezahlung“. Die Klinikleitung dementierte die Vorwürfe.

### Hoheitliche Einrichtungen
- Amtsgericht Dachau
- Bayerische Bereitschaftspolizei: VI. Bereitschaftspolizeiabteilung
- Polizeiinspektion Dachau der Bayerischen Landespolizei
- Technisches Hilfswerk OV Dachau
- Freiwillige Feuerwehr Dachau e. V.
- Bayerisches Rotes Kreuz, Kreisverband Dachau

## Dachau als Filmstadt
Die Kreisklinik diente als Drehort für zwei Filme des Komikers Didi Hallervorden. Ebenfalls hier wurden Aufnahmen zu der Arztserie Dr. Stefan Frank gedreht. Die Krimiserie Agathe kann’s nicht lassen wurde teilweise in der Dachauer Altstadt gedreht.
Seit August 2007 wird auf dem ehemaligen Gelände des Feinpappenwerks Schuster, danach Firma Seeber, die neue Serie Dahoam is Dahoam des Bayerischen Fernsehens aufgezeichnet. Hierfür wurden die alten Gebäude aufwendig umgebaut und saniert.
Einige Szenen der Serie Um Himmels Willen wurden im Hörhammerbräu in der Dachauer Altstadt gedreht.
Für den Kinderfilm nach dem gleichnamigen Buch des Bambergers Paul Maar Sams im Glück wurden 2011 einige Szenen in der Dachauer Altstadt / Wieninger Straße / Pfarrplatz gedreht.
2012 diente der Baggerweiher an der Schleißheimer Straße als Drehort für den Film V8 – Du willst der Beste sein.
In der ehemaligen MD-Papierfabrik wurden Szenen in den Umkleidekabinen der Turnhalle für Fack ju Göhte 3 aufgezeichnet.

## Abbildungen

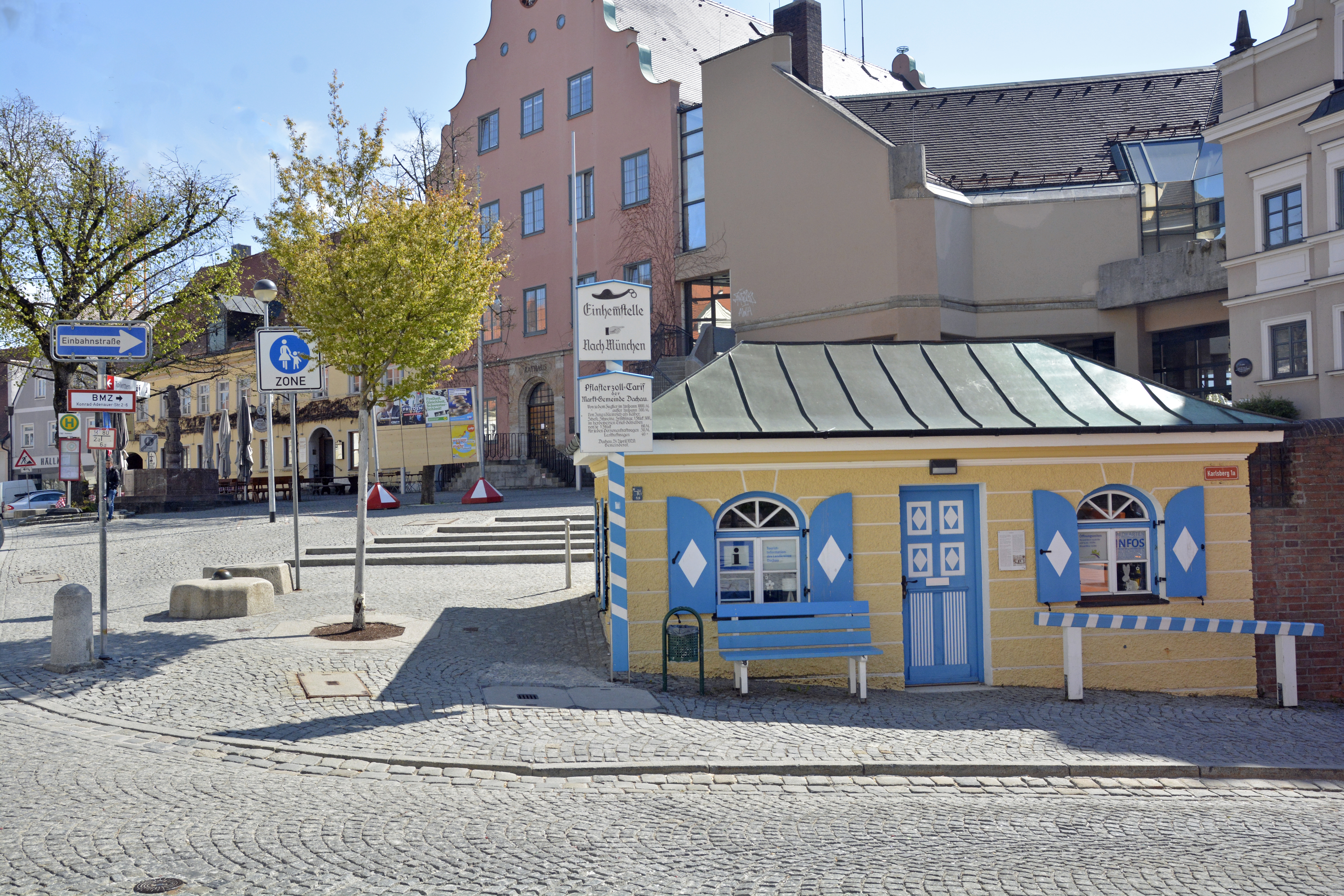
Ehemaliges Zollhäusl in Dachau (Sitz des Tourismus Dachauer Land – Dachau AGIL e. V.) am Karlsberg 1a, D-85221 Dachau (Walmdachbau, um 1820)
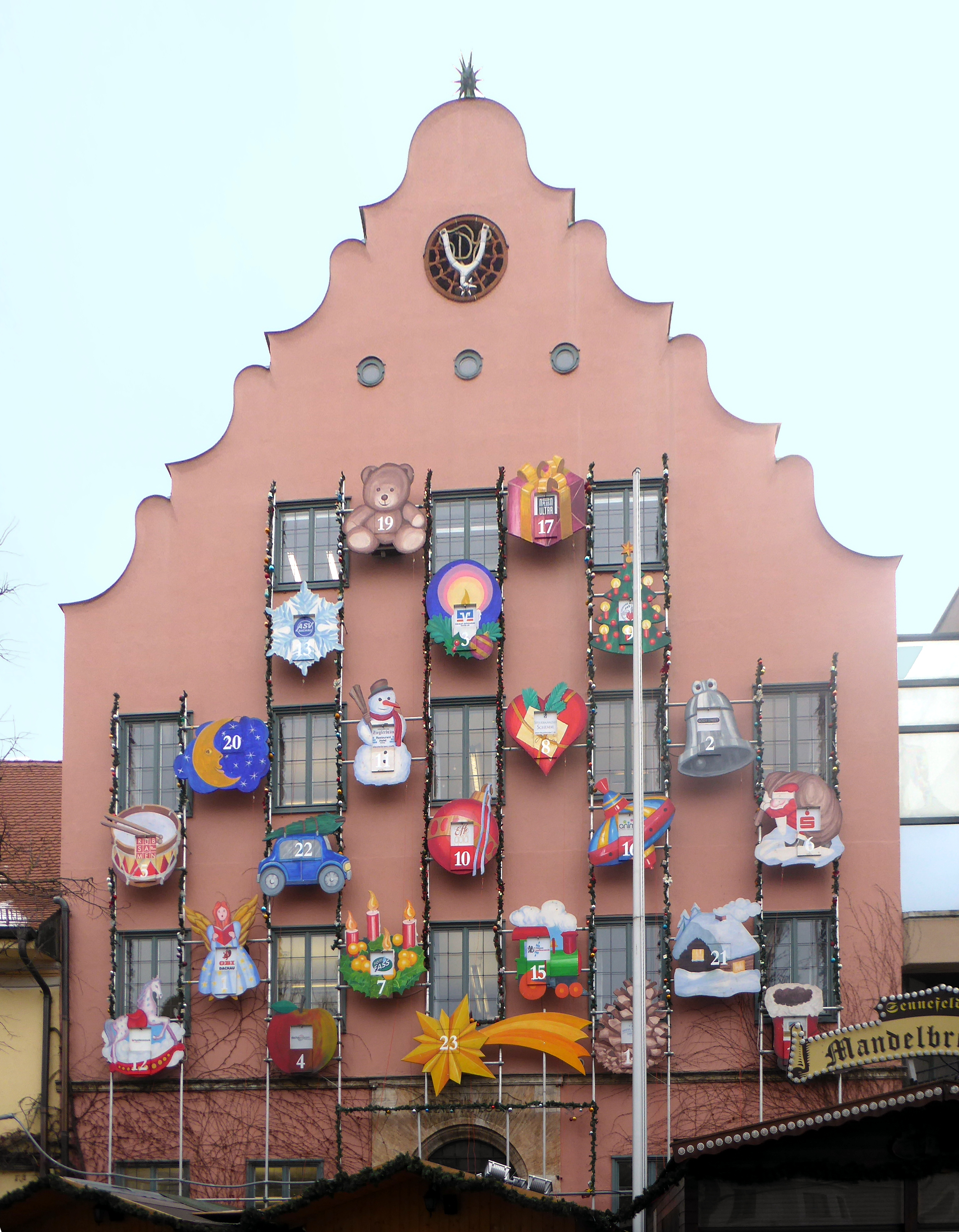
Das Dachauer Rathaus im Advent mit Adventskalender
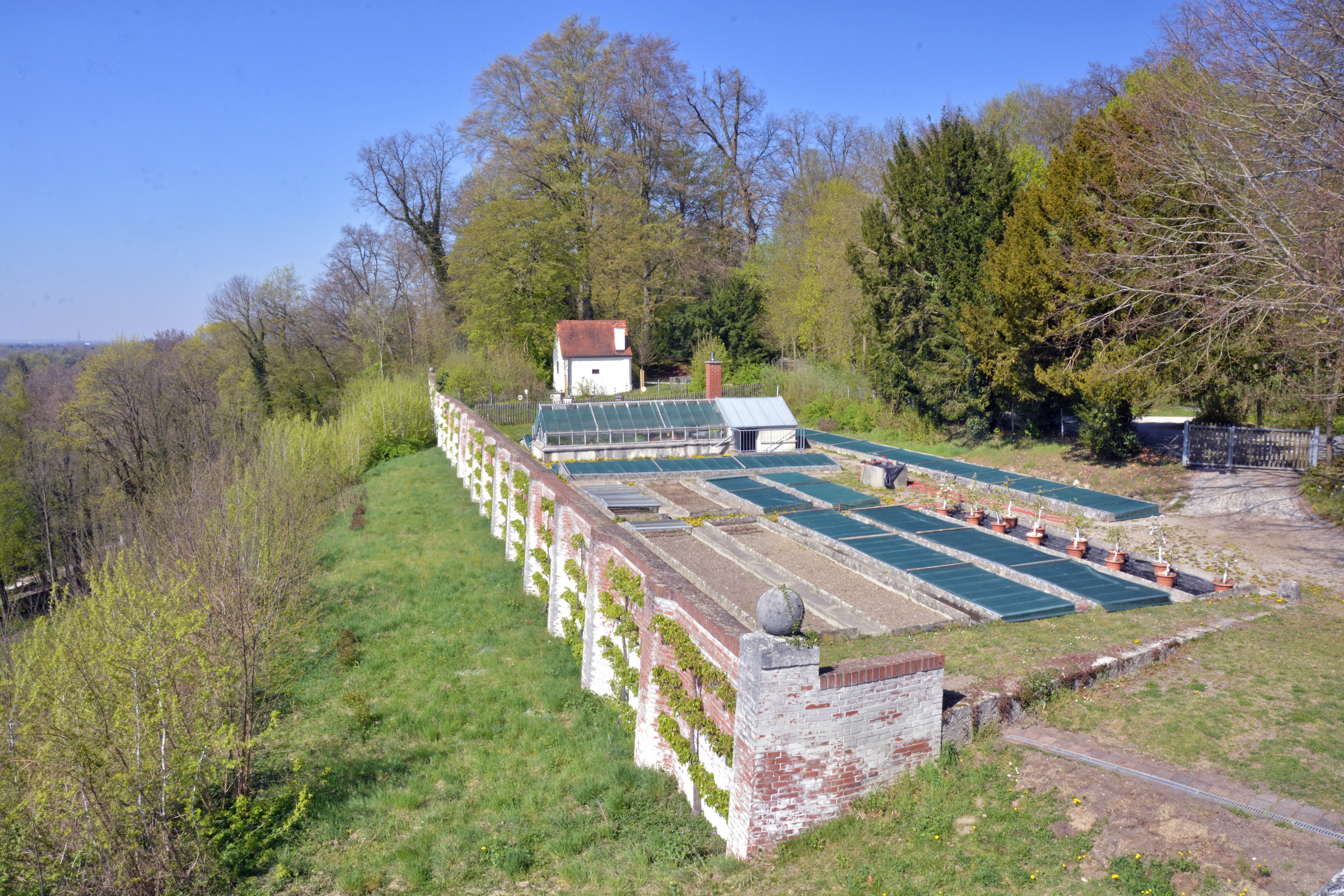
Gärtnerei des Hofgartens
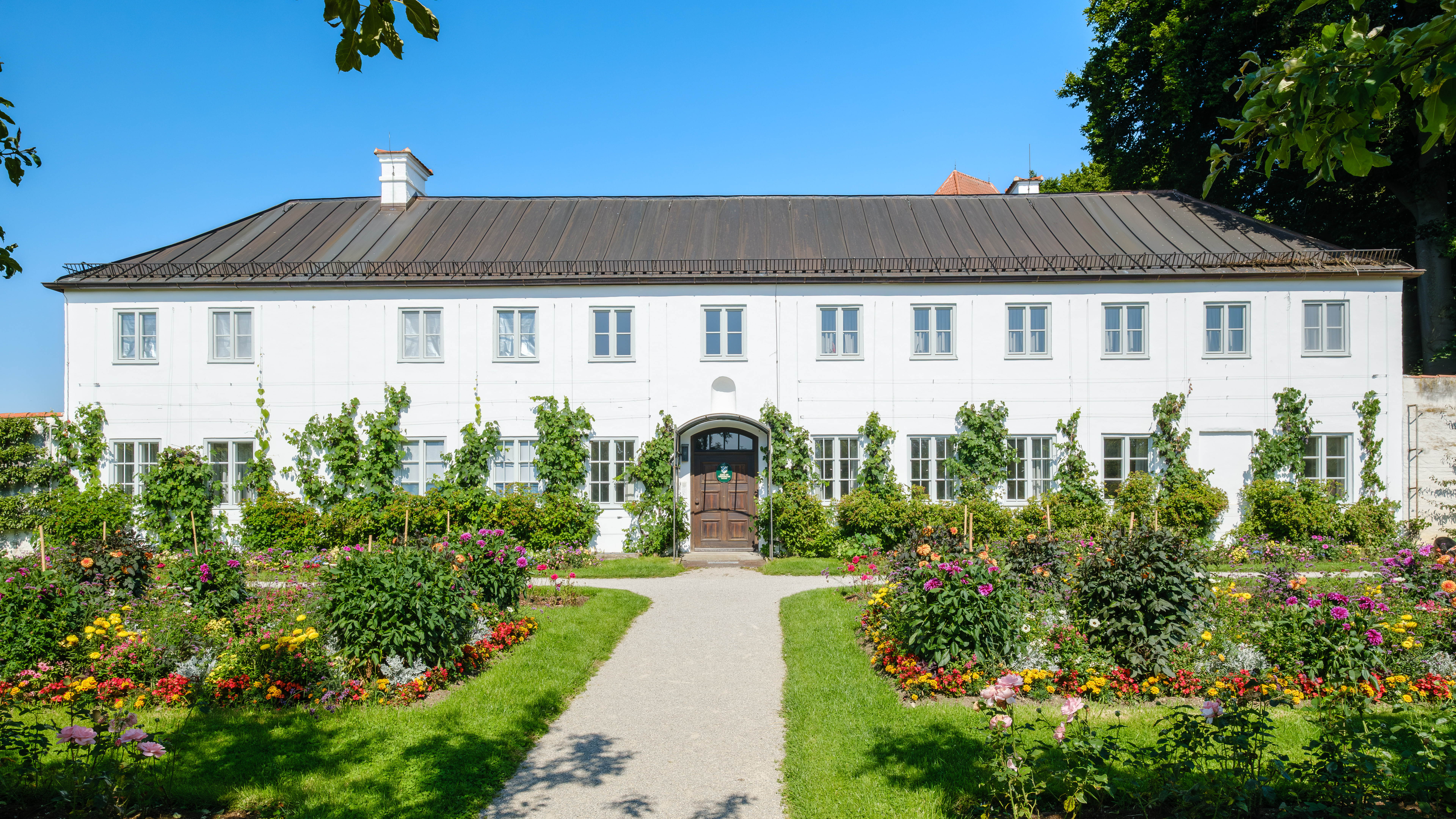
Schloss Dachau – Schlösserverwaltung
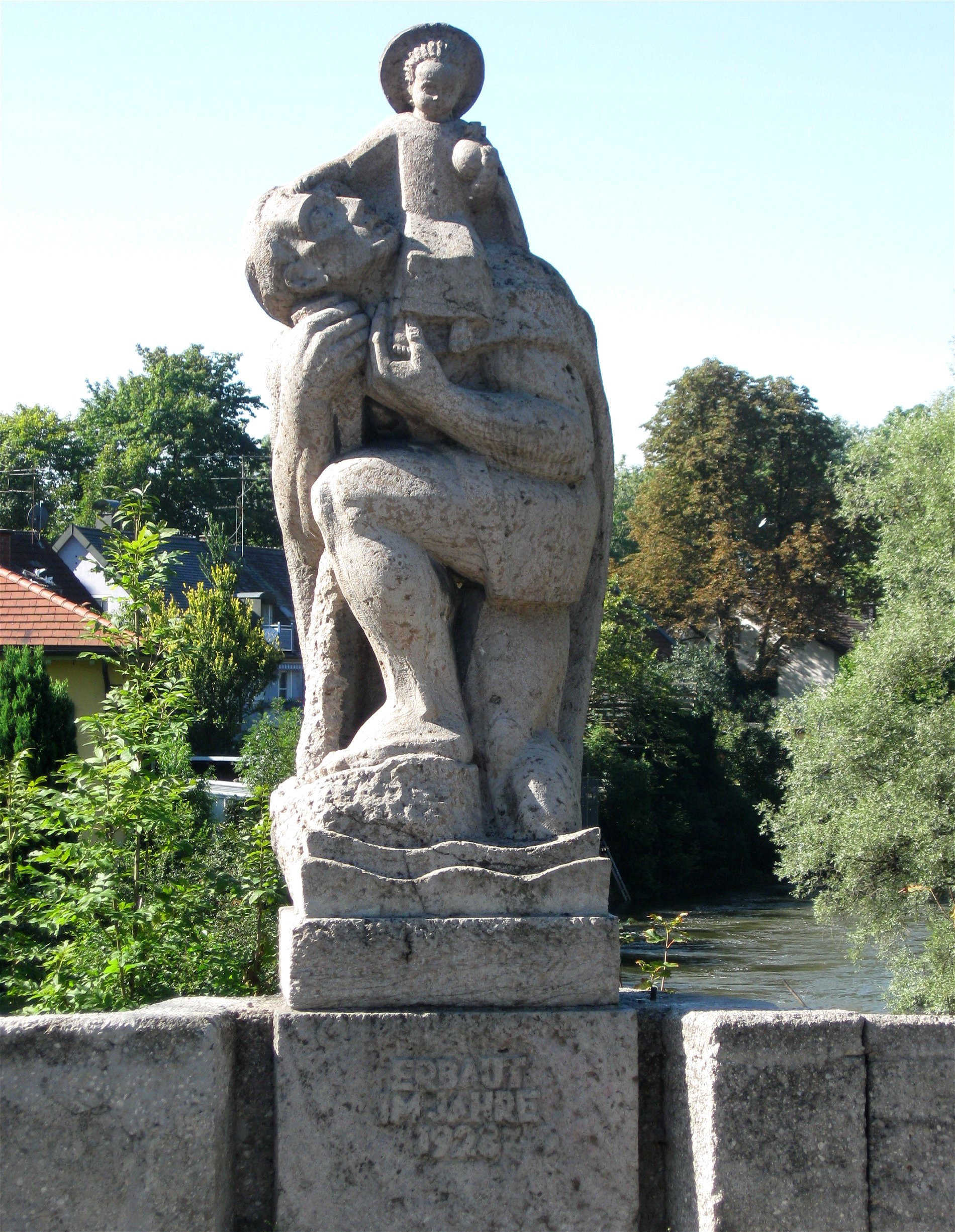
Christophorusfigur auf der Amperbrücke
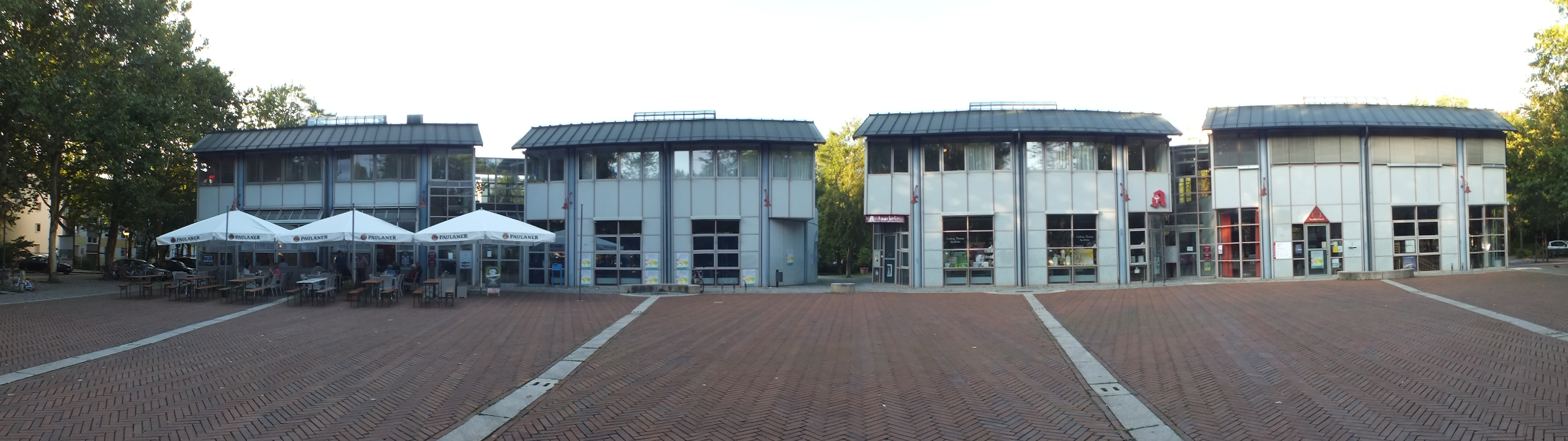
Ernst-Reuter-Platz (Stadtteilzentrum in Dachau-Ost)
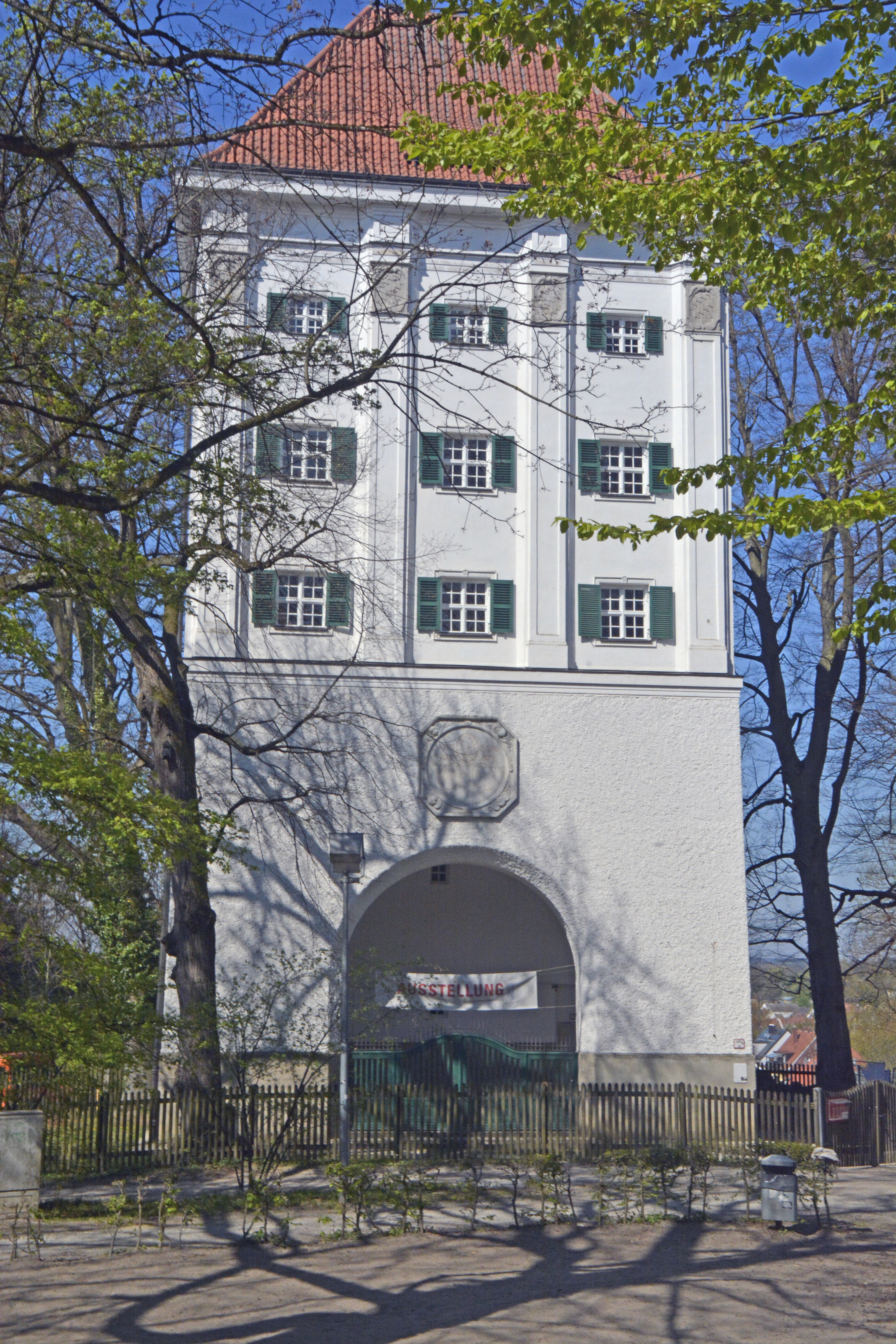
Alter Wasserturm auf dem Schlossberg in Dachau (Betriebszeit 1910 bis 1969)
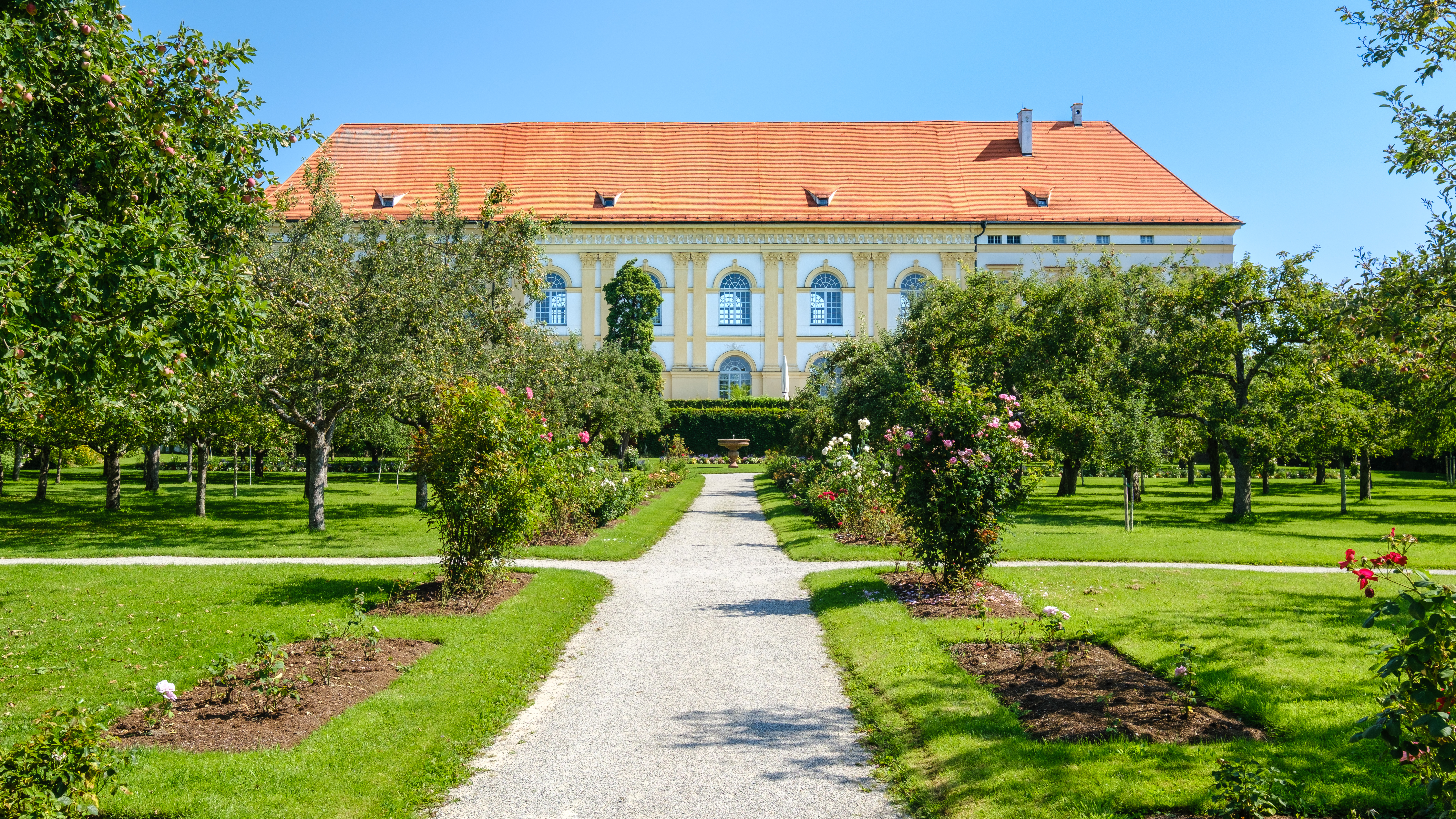
Schloss Dachau (Hofgartenseite)
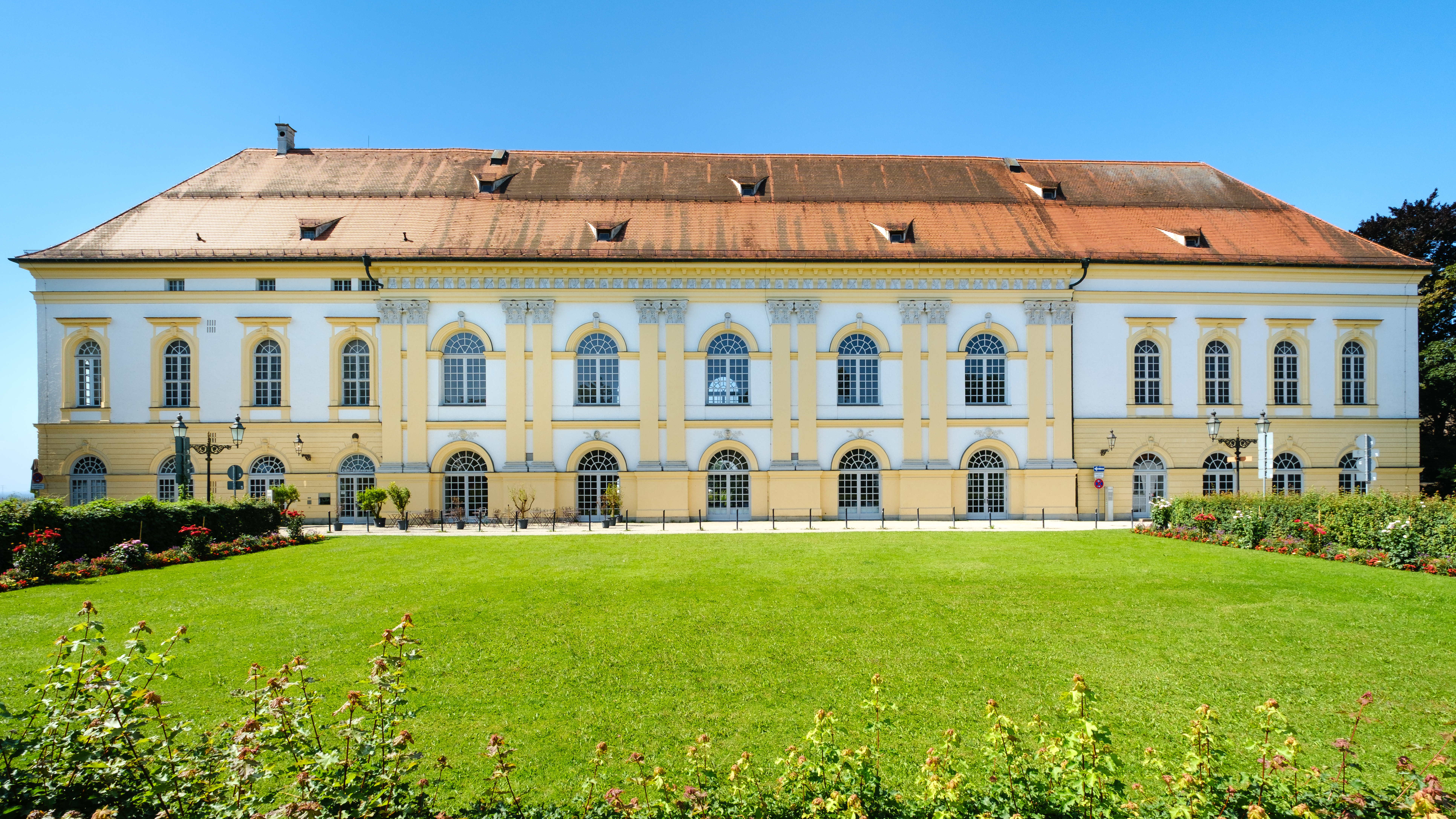
Schloss Dachau (Auffahrtsseite)
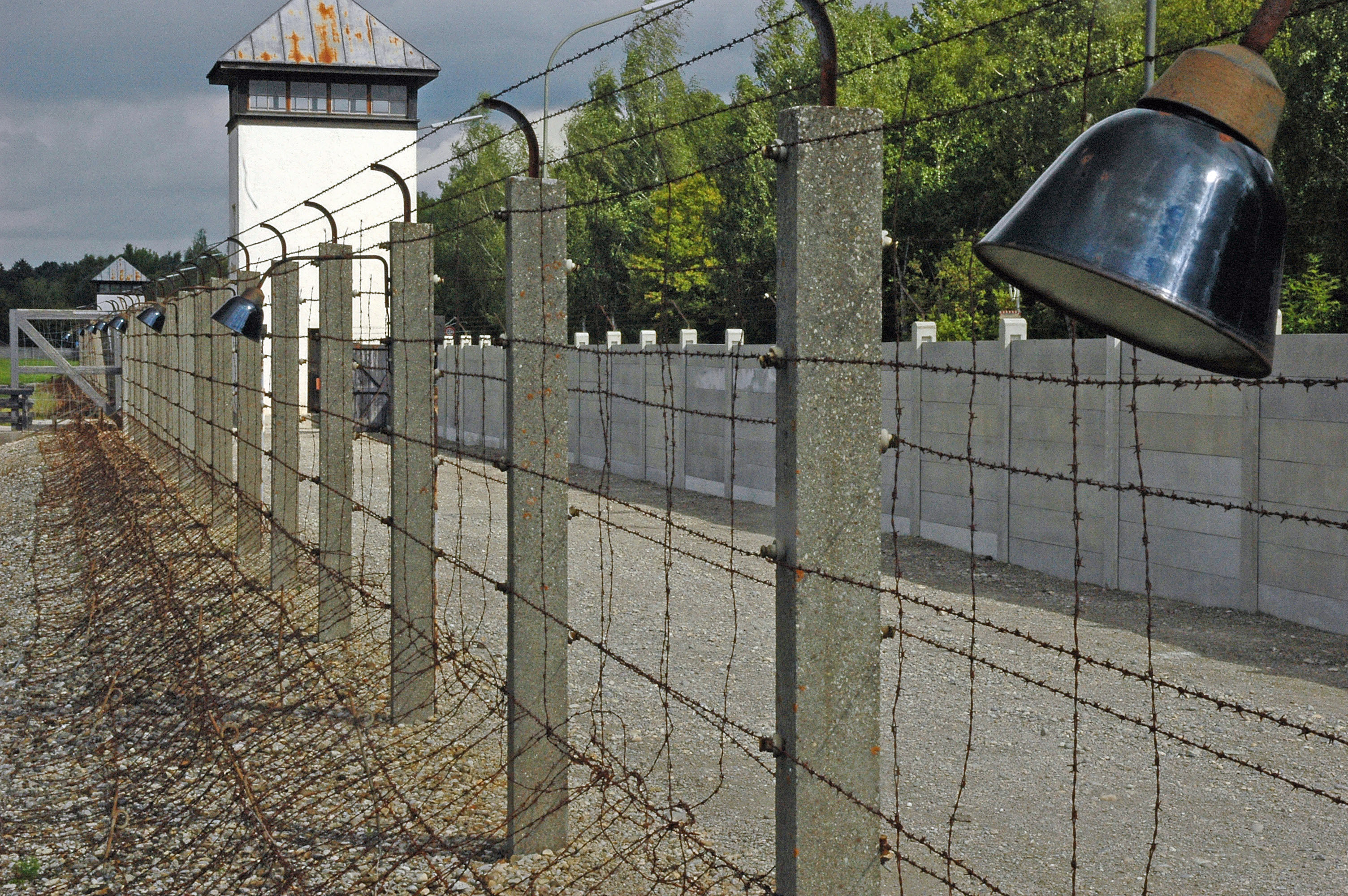
KZ-Gedenkstätte Dachau
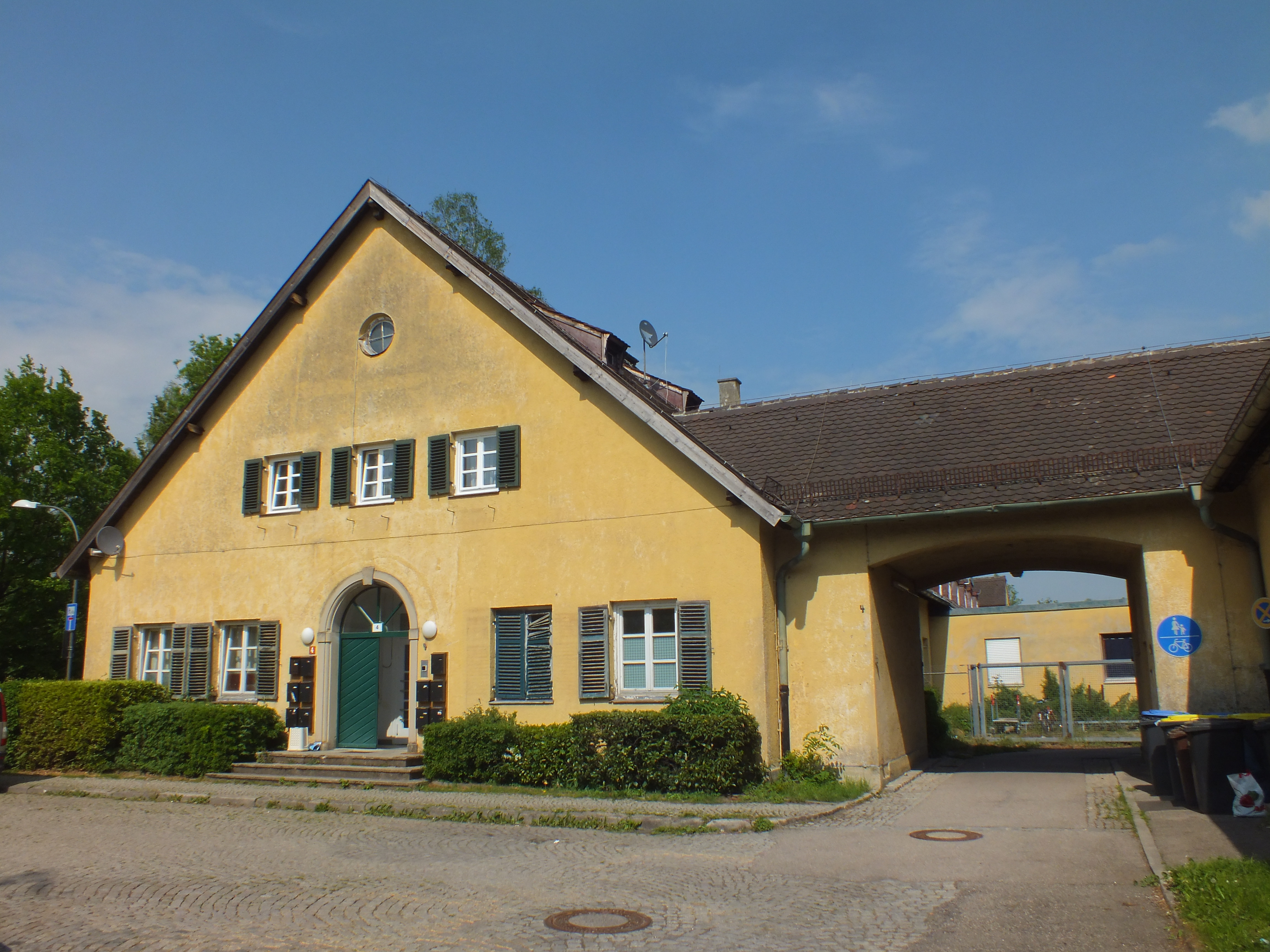
Hauptgebäude der ehemaligen Deutschen Versuchsanstalt für Ernährung und Verpflegung (DVA), Dachau, Am Kräutergarten 4
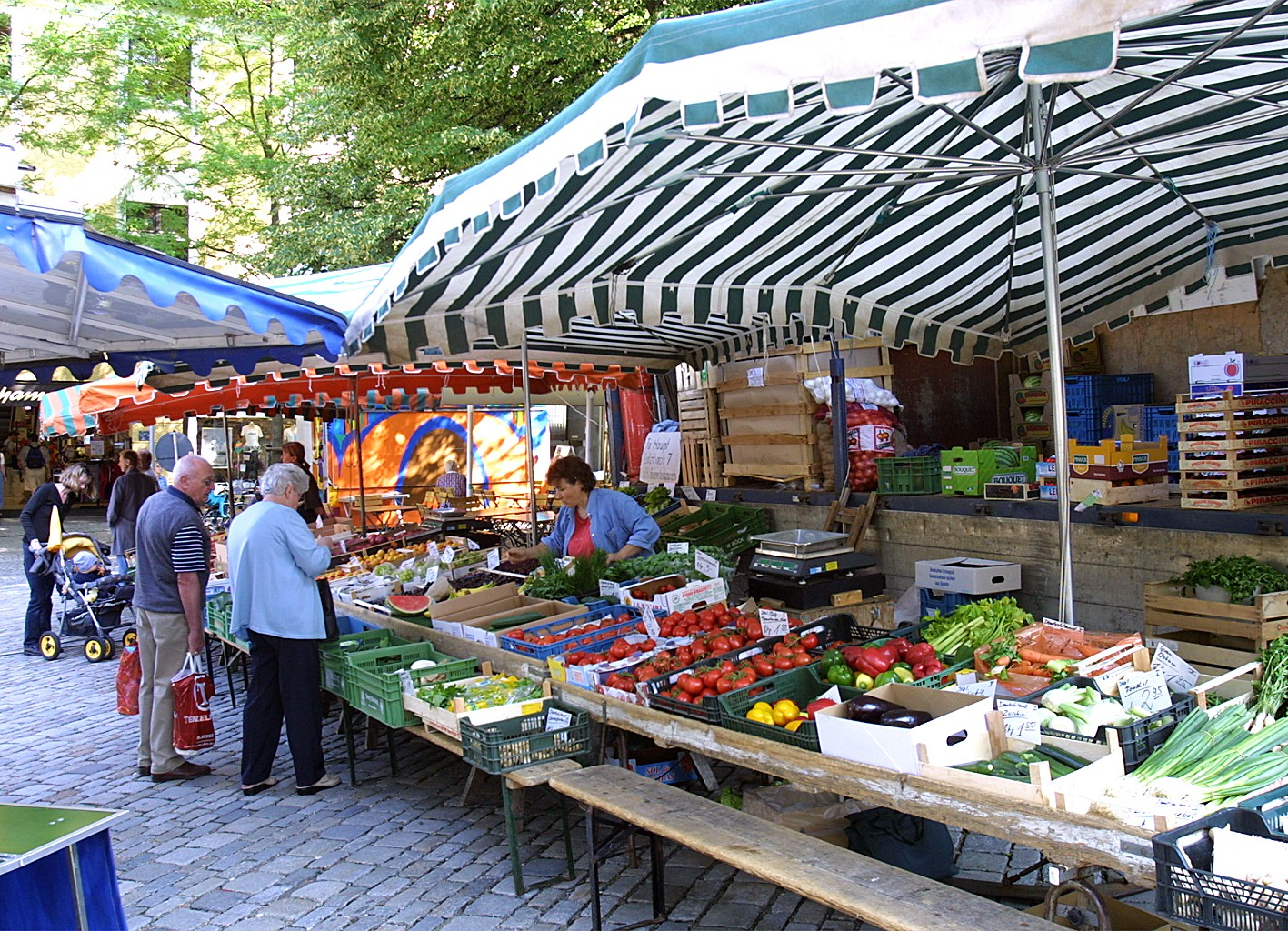
Wochenmarkt in der Altstadt
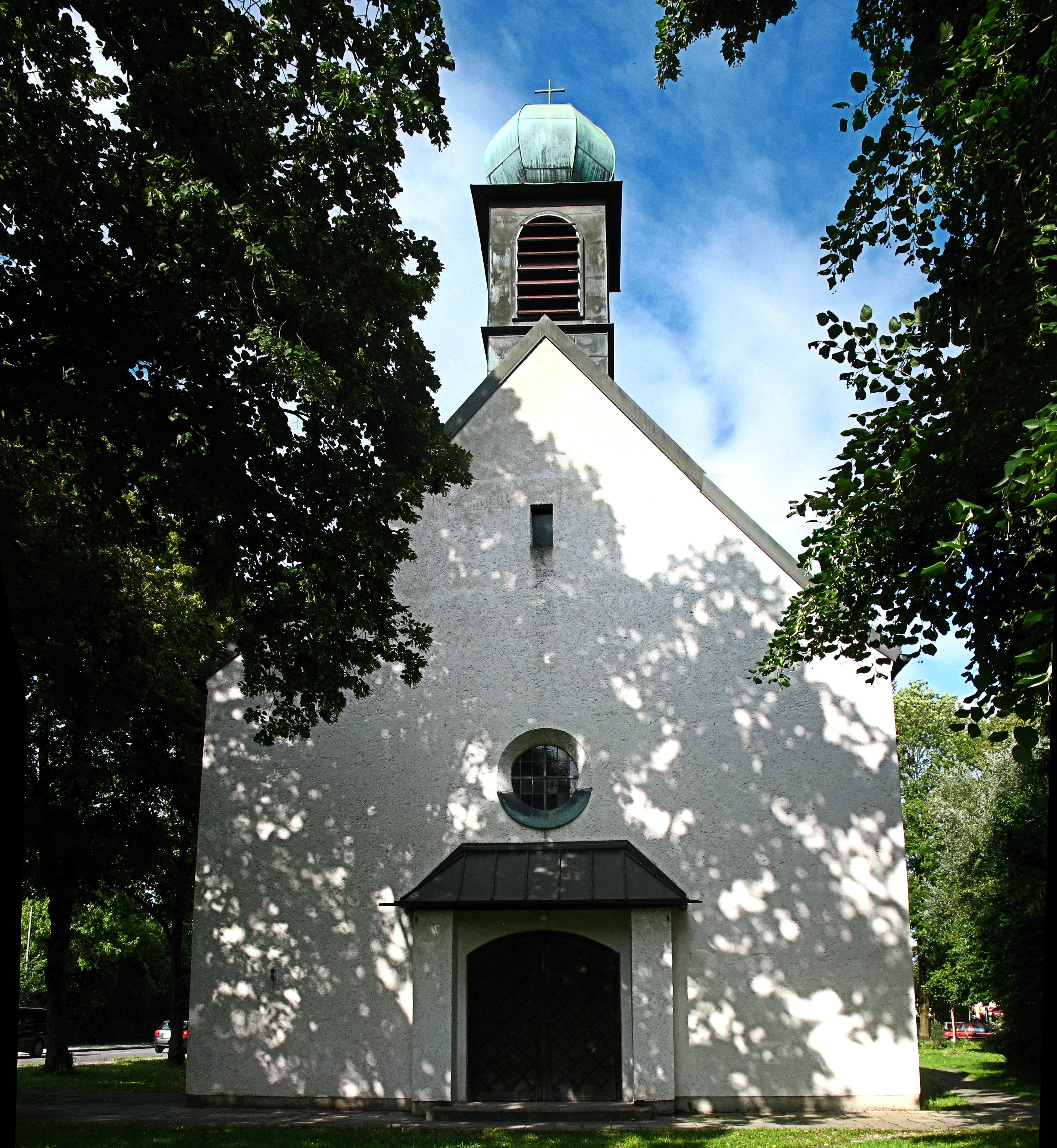
Filialkirche St. Johann
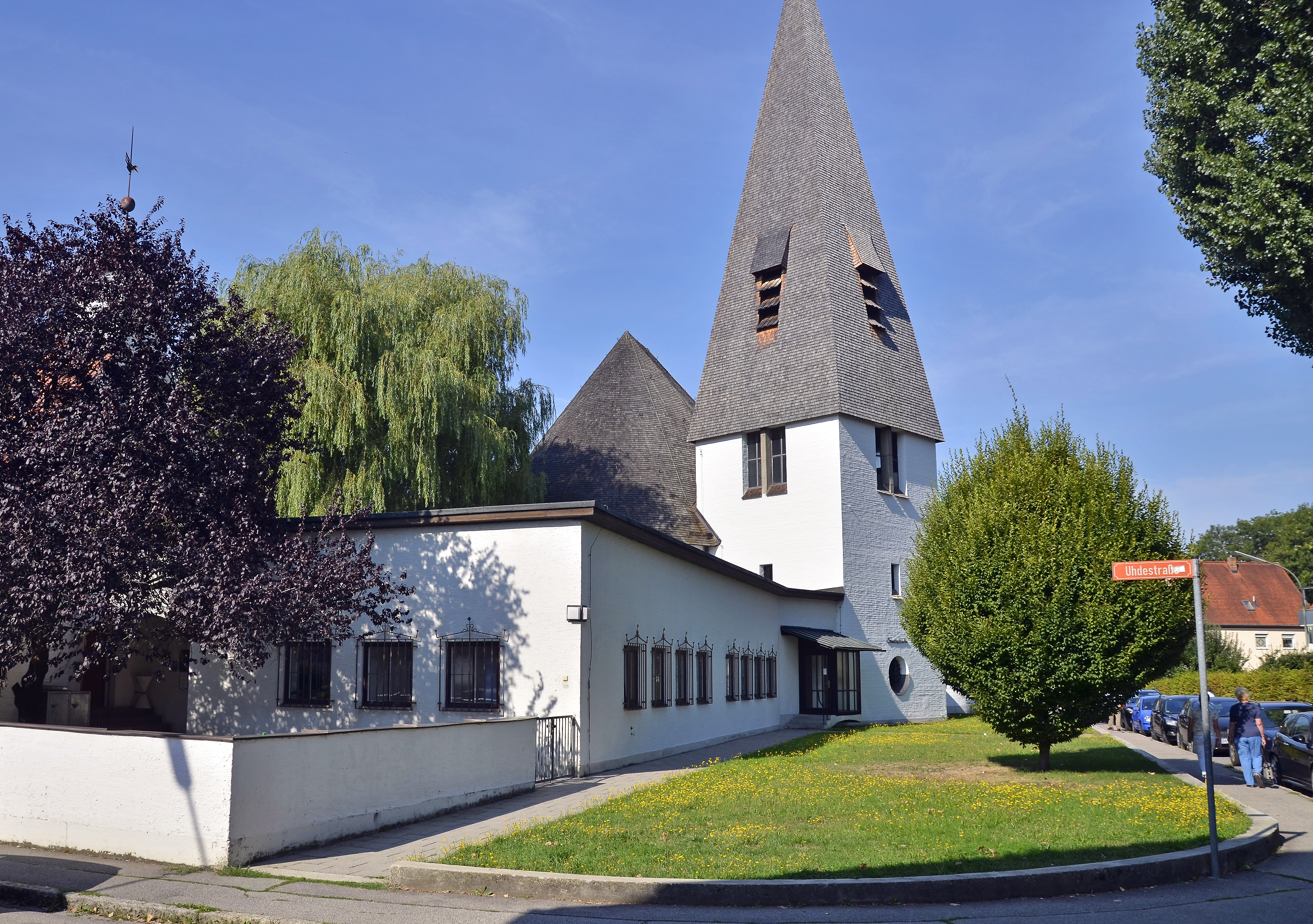
Evangelische Friedenskirche von 1953
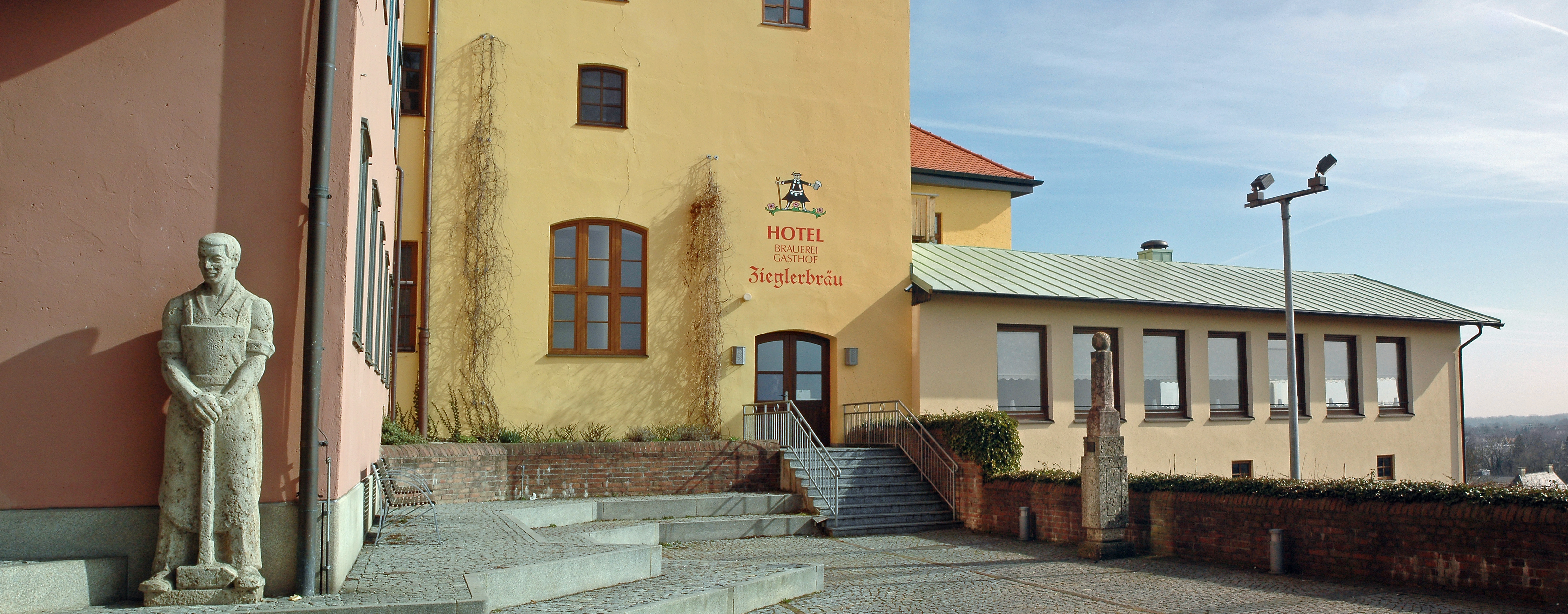
Aussichtsterrasse hinter dem Rathaus